# Lista monumentelor istorice din județul Constanța

Simbol utilizat în România pentru monumentele istorice

Lista monumentelor istorice din județul Constanța cuprinde monumentele istorice din județul Constanța înscrise în Patrimoniul cultural național al României. Lista completă este menținută și actualizată periodic de către Ministerul Culturii, Cultelor și Patrimoniului Național din România, ultima versiune datând din 2015.

| Cod LMI                                                                      | Denumire                                                                                           | Localitate                                          | Localizare | Datare, Creatori                                                                  | Imagine               | Erori             |
| ---------------------------------------------------------------------------- | -------------------------------------------------------------------------------------------------- | --------------------------------------------------- | --- | --------------------------------------------------------------------------------- | --------------------- | ----------------- |
| CT-I-s-A-02553 (RAN: 60428.02)                                               | Situl arheologic „Orașul antic Tomis”                                                              | municipiul Constanța                                | Peninsula Constanța, între Bd. Ferdinand, faleza de E a orașului până la plaja Modern, Cazino, Poarta 1, port comercial, Bd. Termele Romane (fost Marinarilor), str. Traian 44.17133°N 28.66094°E |                                                                                   | Alte imagini          | Raportează eroare |
| CT-I-m-A-02553.01 (RAN: 60428.05.01)                                         | Bazilica mare                                                                                      | municipiul Constanța                                | Între Bd. Ferdinand și str. Traian, sub blocul C2 44.17498°N 28.64701°E | sec. V - VI p. Chr., Epoca romano-bizantină                                       | Încarcă foto \| video | Raportează eroare |
| CT-I-m-A-02553.02 (RAN: 60428.06.01)                                         | Bazilica mică                                                                                      | municipiul Constanța                                | Între Bd. Ferdinand și str. Traian, sub blocul C3 44.17524°N 28.6484°E | sec. V - VI p. Chr., Epoca romano-bizantină                                       | Încarcă foto \| video | Raportează eroare |
| CT-I-m-A-02553.03 (RAN: 60428.07.01)                                         | Bazilica creștină                                                                                  | municipiul Constanța                                | În vecinătatea Porții nr. 1 Port 44.17037°N 28.65967°E | sec. V - VI p. Chr., Epoca romano-bizantină                                       |                       | Raportează eroare |
| CT-I-m-A-02553.04 (RAN: 60428.24.01)                                         | Bazilica creștină                                                                                  | municipiul Constanța                                | În zona hotelului IBIS, în perimetrul str. Mircea cel Bătrân, Ecaterina Varga, Negru Vodă, Dragoș Vodă 44.19556°N 27.61555°E | sec. V - VI p. Chr., Epoca romano-bizantină                                       | Încarcă foto \| video | Raportează eroare |
| CT-I-m-A-02553.05 (RAN: 60428.10.01)                                         | Edificiul roman cu mozaic                                                                          | municipiul Constanța                                | Între Piața Ovidiuși Bd. Termele Romane (fost Marinarilor), faleza de SV a Peninsulei 44.17261°N 28.6593°E | sec. IV - VI p. Chr., Epoca romano-bizantină                                      | Alte imagini          | Raportează eroare |
| CT-I-m-A-02553.06 (RAN: 60428.08.01, 60428.09.01)                            | Amfiteatru                                                                                         | municipiul Constanța                                | În zona hotelului IBIS, în perimetrul str. Mircea cel Bătrân, Ecaterina Varga, Negru Vodă, Dragoș Vodă | sec. II - III p. Chr., Epoca romană                                               |                       | Raportează eroare |
| CT-I-m-A-02553.07 (RAN: 60428.02.01, 60428.12.01)                            | Locuirea citadină Tomis                                                                            | municipiul Constanța                                | Lângă Catedrala ortodoxă „Sf. Petru și Pavel”, între str. Arhiepiscopiei, bd. Elisabeta și str. Revoluției din 22 decembrie 1989 44.17133°N 28.66094°E | sec. IV a. Chr. - sec. V p. Chr., Epoca greacă, romană și romano-bizantină        |                       | Raportează eroare |
| CT-I-m-A-02553.08 (RAN: 60428.03.01, 60428.11.01)                            | Zidul de incintă al cetății Tomis                                                                  | municipiul Constanța                                | Intersecția str. Mircea cel Bătrân cu Dragoș-Vodă, intersecția bd. Ferdinand cu str. Răscoala 1907, de-a lungul Bd. Ferdinand până la Teatrul Fantasio, cu prelungirea până la intersecția Bd. Ferdinand cu str. St. Mihăileanu, și în continuare până la Poarta 3 Port | sec. III - VI p. Chr., Epoca romană                                               |                       | Raportează eroare |
| CT-I-m-A-02553.09 (RAN: 60428.14.01)                                         | Locuire                                                                                            | municipiul Constanța                                | Lângă Catedrala ortodoxă „Sf. Petru și Pavel”, între str. Arhiepiscopiei, bd. Elisabeta și str. Revoluției din 22 decembrie 1989 44.1745°N 28.64426°E | Neolitic, Cultura Gumelnița, faza A II                                            | Încarcă foto \| video | Raportează eroare |
| CT-I-m-A-02553.10 (RAN: 60428.04.01, 60428.13.01)                            | Apeducte - galerii                                                                                 | municipiul Constanța                                | În subsolul orașului antic Tomis și la baza falezelor, cu intrări la Plaja „Modern”, Portul Tomis, Școala 2, Tribunal, Edificiul romancumozaic și Bd. Termele Romane | sec. III p. Chr., Epoca romană                                                    |                       | Raportează eroare |
| CT-I-s-A-02554 (RAN: 60428.15)                                               | Așezare                                                                                            | municipiul Constanța                                | La intersecția Bd. Tomis cu Bd. Aurel Vlaicu și malul de S al lacului Siutghiol 44.20292°N 28.63131°E | sec. IV - VI p. Chr., Epoca romano-bizantină                                      | Încarcă foto \| video | Raportează eroare |
| CT-I-s-A-02555                                                               | Necropola orașului antic Tomis                                                                     | municipiul Constanța                                | Perimetrul delimitat de str. Iederei, Bd. Aurel Vlaicu de la intersecția cu bd. 1 Mai, str. Cumpenei, str. Nicolae Filimon, bd. Aurel Vlaicu până la Pescărie - la S de Mamaia, malul mării și Portul Comercial |                                                                                   | Încarcă foto \| video | Raportează eroare |
| CT-I-m-A-02555.01 (RAN: 60428.16.02, 60428.16.03, 60428.16.04, 60428.16.045) | Necropolă romană                                                                                   | municipiul Constanța                                | Perimetrul delimitat de str. Iederei, Bd. Aurel Vlaicu de la intersecția cu bd. 1 Mai, str. Cumpenei, str. Nicolae Filimon, bd. Aurel Vlaicu până la Pescărie - la S de Mamaia, malul mării și Portul Comercial 44.17527°N 28.64974°E | sec. I - VI p. Chr., Epoca romană                                                 | Încarcă foto \| video | Raportează eroare |
| CT-I-m-A-02555.02 (RAN: 60428.16.01)                                         | Necropolă                                                                                          | municipiul Constanța                                | Perimetrul delimitat de str. Iederei, Bd. Aurel Vlaicu de la intersecția cu bd. 1 Mai, str. Cumpenei, str. Nicolae Filimon, bd. Aurel Vlaicu până la Pescărie - la S de Mamaia, malul mării și Portul Comercial 44.17527°N 28.64974°E | sec. IV a. Chr. - sec. I p. Chr., Epoca elenistică                                | Încarcă foto \| video | Raportează eroare |
| CT-I-s-A-02556 (RAN: 60428.17)                                               | Așezare                                                                                            | municipiul Constanța                                | La S de intrarea în portul Constanța SUD, zona Fabrica de Oxigen 44.13417°N 28.62673°E | sec. I - III p. Chr., Epoca romană                                                | Încarcă foto \| video | Raportează eroare |
| CT-I-m-A-02557.08                                                            | Valul mic de pământ                                                                                | municipiul Constanța                                | Intră în mun. Constanța în partea de V, prin zona industrială Palas. Traseul se îndreaptă spre mare, în zona Porții 4 a Portului Comercial | sec. VI p. Chr., Epoca romano-bizantină                                           | Încarcă foto \| video | Raportează eroare |
| CT-I-m-A-02558.05                                                            | Valul mare de pământ                                                                               | municipiul Constanța                                | Intră în mun. Constanța în partea de V, în zona bd. I.C. Brătianu - zona C. F., cartier Palas. Traseul se îndreaptă spre mare, între Porțile 3 și 4 ale Portului Comercial | sec. IX, Epoca medieval timpurie                                                  | Încarcă foto \| video | Raportează eroare |
| CT-I-m-A-02559.09                                                            | Valul de piatră                                                                                    | municipiul Constanța                                | Intră în mun. Constanța în partea de V, prin Zona industrială Palas. Traseul se îndreaptă spre mare, între Porțile 3 și 4 ale Portului Comercial | sec. X, Epoca medieval timpurie                                                   |                       | Raportează eroare |
| CT-I-m-A-02555.03                                                            | Cavoul cu Orant „de la Egreta”                                                                     | municipiul Constanța                                | Bd. Ferdinand, intersecția cu str. Traian, în vecinătatea bl. B1, la cca. 20 m E | sec. IV p. Chr., Epoca romană                                                     | Încarcă foto \| video | Raportează eroare |
| CT-I-m-A-02555.04                                                            | Mormântul hypogeu paleocreștin                                                                     | municipiul Constanța                                | Str. Mircea cel Bătrân, la intersecția cu str. Ștefan cel Mare, la 40 m de faleza de E a peninsulei, lângă Restaurantul Zorile | sec. IV p. Chr., Epoca romană                                                     |                       | Raportează eroare |
| CT-I-m-A-02553.11 (RAN: 60428.31.01)                                         | Turn de apărare                                                                                    | municipiul Constanța                                | Bd. Termele Romane (fost Marinarilor), în dreptul Porții nr. 2 a portului comercial 44.17506°N 28.65152°E | sec. IV - VI p. Chr., Epoca romano-bizantină                                      |                       | Raportează eroare |
| CT-I-m-A-02553.12                                                            | Therme                                                                                             | municipiul Constanța                                | Bd. Termele Romane (fost Marinarilor), la 150 m SE de Edificiul cu mozaic | sec. III - IV p. Chr., Epoca romană                                               |                       | Raportează eroare |
| CT-I-m-A-02555.05                                                            | Criptă paleocreștină                                                                               | municipiul Constanța                                | Str. Traian 19, în curtea Colegiului Național Mihai Eminescu | sec. V - VI p. Chr., Epoca romano-bizantină                                       | Încarcă foto \| video | Raportează eroare |
| CT-I-s-A-02557                                                               | Valul mic de pământ                                                                                | ***                                                 | Pe o lungime de 61 km, urmând un aliniament care pleacă, din V, de pe malul abrupt al Dunării, la cca. 1 km NV de satul Cochirleni, de la Cetatea Pătulului, străbate teritoriile administrative Rasova, Peștera, Medgidia, Ciocârlia, Murfatlar, Valu lui Traian, intră în mun. Constanța în partea de V, prin zona industrială Palas și se îndreaptă spre mare, în zona Porții 4 a Portului comercial.                                                                                               | sec. VI p. Chr., Epoca romană                                                     | Încarcă foto \| video | Raportează eroare |
| CT-I-s-A-02558                                                               | Valul mare de pământ                                                                               | ***                                                 | Pe o lungime de 41 km, pornind, în V, de la „Cetatea Pătulului” situată pe malul drept al Dunării, la N de satul Cochirleni, străbate teritoriile administrative Rasova, Medgidia, Poarta Albă, Murfatlar, Valu lui Traian, intră în mun. Constanța în V, în, zona bd. I.C.Brătianu - zona C.F. cartier Palas și se îndreaptă spre mare, între Porțile 3 și 4 ale Portului comercial. | sec. IX, Epoca medieval timpurie                                                  | Încarcă foto \| video | Raportează eroare |
| CT-I-s-A-02559                                                               | Valul de piatră                                                                                    | ***                                                 | Pe o lungime de 59 km, urmând un aliniament care pleacă, în partea de V, din dreptul insulei Hinog și a cetății Axiopolis de pe malul drept al Dunării, străbate teritoriile administrative Cernavodă, Peștera, Medgidia, Poarta Albă, Murfatlar, Valu lui, Traian, intră în mun.Constanța în partea de V, prin zona industrială Palas, se îndreaptă spre mare, între Porțile 3 și 4 ale Portului comercial                                                                                            | sec. X, Epoca medieval timpurie                                                   | Încarcă foto \| video | Raportează eroare |
| CT-I-s-A-02561                                                               | Sit arheologic subacvatic                                                                          | ***                                                 | Platforma continentală a litoralului românesc al Mării Negre (jud. Constanța) 44.5205°N 29.37023°E |                                                                                   | Încarcă foto \| video | Raportează eroare |
| CT-I-m-A-02561.01                                                            | Vestigii arheologice subacvatice                                                                   | ***                                                 | Platforma continentală a litoralului românesc al Mării Negre (jud. Constanța) | Epoca medievală                                                                   | Încarcă foto \| video | Raportează eroare |
| CT-I-m-A-02561.02                                                            | Vestigii arheologice subacvatice                                                                   | ***                                                 | Platforma continentală a litoralului românesc al Mării Negre (jud. Constanța) | Epoca romano-bizantină                                                            | Încarcă foto \| video | Raportează eroare |
| CT-I-m-A-02561.03                                                            | Vestigii arheologice subacvatice                                                                   | ***                                                 | Platforma continentală a litoralului românesc al Mării Negre (jud. Constanța) | Epoca romană                                                                      | Încarcă foto \| video | Raportează eroare |
| CT-I-m-A-02561.04                                                            | Vestigii arheologice subacvatice                                                                   | ***                                                 | Platforma continentală a litoralului românesc al Mării Negre (jud. Constanța) | Epoca elenistică                                                                  | Încarcă foto \| video | Raportează eroare |
| CT-I-m-A-02561.05                                                            | Vestigii arheologice subacvatice                                                                   | ***                                                 | Platforma continentală a litoralului românesc al Mării Negre (jud. Constanța) | Epoca greacă                                                                      | Încarcă foto \| video | Raportează eroare |
| CT-I-s-B-02562 (RAN: 60669.01)                                               | Așezare greco-romană                                                                               | sat 2 Mai; comuna Limanu                            | La NV de sat | sec. III a. Chr. - sec. III p. Chr., Epoca romană                                 | Încarcă foto \| video | Raportează eroare |
| CT-I-s-A-02563 (RAN: 60669.02)                                               | Tumuli                                                                                             | sat 2 Mai; comuna Limanu                            | În perimetrul întregii comune 43.78417°N 28.56472°E | sec. IV - III a. Chr., Latène                                                     | Încarcă foto \| video | Raportează eroare |
| CT-I-s-B-02564 (RAN: 60605.01)                                               | Așezare                                                                                            | sat 23 August; comuna 23 August                     | Pe malul de N al lacului Tatlageac și malul mării | sec. II - IV p. Chr., Epoca romană                                                |                       | Raportează eroare |
| CT-I-s-B-02565                                                               | Situl arheologic de la 23 August, punct „Tatlageac”                                                | sat 23 August; comuna 23 August                     | La capătul V al lacului Tatlageac, pe ambii versanțiaivăii |                                                                                   | Încarcă foto \| video | Raportează eroare |
| CT-I-m-B-02565.01 (RAN: 60605.02.02)                                         | Așezare                                                                                            | sat 23 August; comuna 23 August                     | La capătul V al lacului Tatlageac, pe ambii versanțiaivăii | sec. VIII - X, Epoca medieval timpurie, Cultura Dridu                             | Încarcă foto \| video | Raportează eroare |
| CT-I-m-B-02565.02 (RAN: 60605.02.01)                                         | Așezare                                                                                            | sat 23 August; comuna 23 August                     | La capătul V al lacului Tatlageac, pe ambii versanțiaivăii | Epoca romană                                                                      | Încarcă foto \| video | Raportează eroare |
| CT-I-s-B-02566 (RAN: 60605.03)                                               | Așezare                                                                                            | sat 23 August; comuna 23 August                     | Pe o mică peninsulă pe latura de SV a lacului Tatlageac 43.90333°N 28.57972°E | sec. III a. Chr. - sec. VI p. Chr., Epoca greco-romană                            | Încarcă foto \| video | Raportează eroare |
| CT-I-s-A-02567 (RAN: 60892.08)                                               | Situl arheologic de la Adamclisi                                                                   | sat Adamclisi; comuna Adamclisi                     | 44.08604°N 27.95479°E | sec. II - VII                                                                     | Alte imagini          | Raportează eroare |
| CT-I-m-A-02567.01                                                            | Cetatea Tropaeum Traiani                                                                           | sat Adamclisi; comuna Adamclisi                     | La 400 m NV de sat, pe Valea Urluia, la N de DN3 Constanța-Ostrov | sec. II - VII, Epoca romană și romano-bizantină                                   |                       | Raportează eroare |
| CT-I-m-A-02567.02                                                            | Bazilică                                                                                           | sat Adamclisi; comuna Adamclisi                     | Pe dealul de la N de cetate | sec. V - VI p. Chr., Epoca romano-bizantină                                       | Alte imagini          | Raportează eroare |
| CT-I-m-A-02567.03                                                            | Necropolă                                                                                          | sat Adamclisi; comuna Adamclisi                     | Pe dealul de la N de cetate | sec. V - VI p. Chr., Epoca romano-bizantină                                       |                       | Raportează eroare |
| CT-I-m-B-02567.04 (RAN: 60892.01.02)                                         | Ansamblu de apeducte                                                                               | sat Adamclisi; comuna Adamclisi                     | Pe coasta de S a dealului ce delimitează satul, spre N, începând de la cișmeaua satului | sec. II - III, Epoca romană                                                       |                       | Raportează eroare |
| CT-I-m-A-02567.05                                                            | Monumentul triumfal Tropaeum Traiani                                                               | sat Adamclisi; comuna Adamclisi                     | La NE de sat, la 1,5 km pe drumul ce pornește din DN3 la E de sat 44.10192°N 27.95508°E | sec. II p. Chr., Epoca romană                                                     | Alte imagini          | Raportează eroare |
| CT-I-m-A-02567.06                                                            | Altarul roman de la Adamclisi                                                                      | sat Adamclisi; comuna Adamclisi                     | La 200 m E de Monumentul triumfal | sec. II p. Chr., Epoca romană                                                     |                       | Raportează eroare |
| CT-I-m-A-02567.07                                                            | Tumul roman                                                                                        | sat Adamclisi; comuna Adamclisi                     | La 100 m N de Monumentul triumfal | sec. II p. Chr., Epoca romană                                                     | Alte imagini          | Raportează eroare |
| CT-I-m-A-02567.08 (RAN: 60892.10.01)                                         | Termele cetății Tropaeum Traiani                                                                   | sat Adamclisi; comuna Adamclisi                     | Între cetate și DN3 Constanța- Ostrov 44.09195°N 27.94167°E | sec. I p. Chr., Epoca romană                                                      |                       | Raportează eroare |
| CT-I-m-A-02567.09 (RAN: 60892.10.02)                                         | Locuințe extramurane                                                                               | sat Adamclisi; comuna Adamclisi                     | Între cetate și DN3 Constanța- Ostrov 44.09195°N 27.94167°E | sec. I p. Chr., Epoca romană                                                      | Încarcă foto \| video | Raportează eroare |
| CT-I-s-B-02568 (RAN: 60892.05)                                               | Necropolă                                                                                          | sat Adamclisi; comuna Adamclisi                     | La intersecția DN3 cu aleea spre Monumentul Triumfal 44.08917°N 27.9625°E | sec. V - IV a. Chr., Latène, Cultura dacică                                       | Încarcă foto \| video | Raportează eroare |
| CT-I-s-B-02569 (RAN: 60892.06)                                               | Așezare                                                                                            | sat Adamclisi; comuna Adamclisi                     | Pe versantul cuprins între DN3 și latura de SV a cetății, în marginea de V a satului 44.0925°N 27.93972°E | sec. VIII - X, Epoca medieval timpurie                                            | Încarcă foto \| video | Raportează eroare |
| CT-I-m-B-02570 (RAN: 60892.12, 60892.01.03, 60892.12.01)                     | Apeductul de la Șipote                                                                             | sat Adamclisi; comuna Adamclisi                     | La marginea de SV și S a satului Adamclisi | sec. IV p. Chr., Epoca romană                                                     | Încarcă foto \| video | Raportează eroare |
| CT-I-s-B-02571 (RAN: 60892.09)                                               | Așezare                                                                                            | sat Adamclisi; comuna Adamclisi                     | Pe dealul de la E de cetate 44.09139°N 27.95028°E | sec. VIII - X, Epoca medieval timpurie                                            | Încarcă foto \| video | Raportează eroare |
| CT-I-s-A-02572 (RAN: 60892.11)                                               | Ansamblu tumuli                                                                                    | sat Adamclisi; comuna Adamclisi                     | În perimetrul întregii comune 44.08747°N 27.96475°E | sec. IV a. Chr. - sec. III p. Chr., Latène                                        | Încarcă foto \| video | Raportează eroare |
| CT-I-s-B-02573                                                               | Situl arheologic de la Agigea                                                                      | sat Agigea; comuna Agigea                           | La cca. 500 m V de moara de măcinat scoici |                                                                                   | Încarcă foto \| video | Raportează eroare |
| CT-I-m-B-02573.01 (RAN: 63269.01.01)                                         | Așezare                                                                                            | sat Agigea; comuna Agigea                           | La cca. 500 m V de moara de măcinat scoici | sec. I a. Chr., Epoca romană                                                      | Încarcă foto \| video | Raportează eroare |
| CT-I-m-B-02573.02 (RAN: 63269.01.02)                                         | Așezare                                                                                            | sat Agigea; comuna Agigea                           | La cca. 500 m V de moara de măcinat scoici | sec. III - I a. Chr., Epoca elenistică                                            | Încarcă foto \| video | Raportează eroare |
| CT-I-s-A-02574 (RAN: 63269.02)                                               | Ansamblu tumuli                                                                                    | sat Agigea; comuna Agigea                           | De-a lungul Canalului Dunăre - Marea Neagră, la cca. 500 m SE de Lazu, 200 m V de lacul Agigea, între acestea șivalea aflată la S de șoseaua Constanța-Mangalia 44.07382°N 28.55608°E | sec. III - I a. Chr., Latène                                                      | Încarcă foto \| video | Raportează eroare |
| CT-I-s-B-02575 (RAN: 63269.03)                                               | Situl arheologic de la Agigea                                                                      | sat Agigea; comuna Agigea                           | Pe valea actuală a localității |                                                                                   | Încarcă foto \| video | Raportează eroare |
| CT-I-m-B-02575.01                                                            | Așezare                                                                                            | sat Agigea; comuna Agigea                           | Pe valea actuală a localității | Epoca medieval timpurie                                                           | Încarcă foto \| video | Raportează eroare |
| CT-I-m-B-02575.02                                                            | Așezare                                                                                            | sat Agigea; comuna Agigea                           | Pe valea actuală a localității | Epoca romană                                                                      | Încarcă foto \| video | Raportează eroare |
| CT-I-m-B-02575.03                                                            | Așezare                                                                                            | sat Agigea; comuna Agigea                           | Pe valea actuală a localității | Latène                                                                            | Încarcă foto \| video | Raportează eroare |
| CT-I-s-B-02576 (RAN: 63269.04)                                               | Așezare                                                                                            | sat Agigea; comuna Agigea                           | În N canalului, în zona stației de ascultare radio | sec. IX - XI, Epoca medieval timpurie                                             | Încarcă foto \| video | Raportează eroare |
| CT-I-s-A-02577 (RAN: 60954.01)                                               | Așezarea fortificată de la Albești, punct „La Cetate”                                              | sat Albești; comuna Albești                         | „La Cetate”, la 2 km SV de sat 43.79694°N 28.41055°E | sec. IV - II a. Chr., Epoca elenistică, Cultura Albești I                         | Încarcă foto \| video | Raportează eroare |
| CT-I-s-B-02578 (RAN: 60954.02)                                               | Așezarea fortificată de la Albești, punct „Căscaia”                                                | sat Albești; comuna Albești                         | „Căscaia”, în rezervația naturală Hagieni, la 2,5 km SE de sat | sec. IV - II a. Chr., Epoca elenistică                                            | Încarcă foto \| video | Raportează eroare |
| CT-I-s-A-02579 (RAN: 60954.03)                                               | Fortificația de la „Dealul Albești”                                                                | sat Albești; comuna Albești                         | „Dealul Albești”, la cca. 2 km V de sat 43.80278°N 28.40667°E | sec. IV - I a. Chr., Epoca elenistică, Cultura Albești II                         |                       | Raportează eroare |
| CT-I-s-B-02580 (RAN: 60954.04)                                               | Situl arheologic de la Albești                                                                     | sat Albești; comuna Albești                         | Pe platoul situat la 500 m S de sat 44.33591°N 28.726°E | sec. III a. Chr. - IV p. Chr.                                                     |                       | Raportează eroare |
| CT-I-m-B-02580.01 (RAN: 60954.04.02)                                         | Așezare                                                                                            | sat Albești; comuna Albești                         | Pe platoul situat la 500 m S de sat | sec. II - IV p. Chr., Epoca romană                                                | Încarcă foto \| video | Raportează eroare |
| CT-I-m-B-02580.02 (RAN: 60954.04.01)                                         | Villa rustica                                                                                      | sat Albești; comuna Albești                         | Pe platoul situat la 500 m S de sat | sec. III a. Chr. - IV p. Chr., Epoca greacă și romană                             | Încarcă foto \| video | Raportează eroare |
| CT-I-s-A-02581 (RAN: 60954.05)                                               | Tumuli                                                                                             | sat Albești; comuna Albești                         | În perimetrul întregii comune 43.81394°N 28.42827°E | sec. IV - II a. Chr., Latène                                                      | Încarcă foto \| video | Raportează eroare |
| CT-I-s-B-02582 (RAN: 60954.06)                                               | Sanctuar preistoric                                                                                | sat Albești; comuna Albești                         | La 600 m E de așezarea Albești, pe o suprafață de 800 mp |                                                                                   | Încarcă foto \| video | Raportează eroare |
| CT-I-s-B-02583 (RAN: 60954.07)                                               | Așezare                                                                                            | sat Albești; comuna Albești                         | La intrarea în sat dinspre Mangalia, la NE de DJ 393 | sec. IV a. Chr. - sec. II p. Chr., Epoca greacă și romană                         | Încarcă foto \| video | Raportează eroare |
| CT-I-s-B-02584 (RAN: 60954.08)                                               | Fortificație                                                                                       | sat Albești; comuna Albești                         | La S de cartierul tătăresc | sec. IV - II a. Chr., Epoca elenistică                                            | Încarcă foto \| video | Raportează eroare |
| CT-I-s-A-20171 (RAN: 61014.01)                                               | Tumuli                                                                                             | sat Aliman; comuna Aliman                           | În perimetrul întregii comune 44.18602°N 27.84757°E | sec. I - III p. Chr., Epoca romană                                                | Încarcă foto \| video | Raportează eroare |
| CT-I-s-B-02588 (RAN: 61577.01)                                               | Așezare rurală                                                                                     | sat Băltăgești; comuna Crucea                       | La 2 km V se satul Băltăgești | sec. II - III p. Chr., Epoca romană                                               | Încarcă foto \| video | Raportează eroare |
| CT-I-s-B-02589 (RAN: 61577.02)                                               | Necropolă                                                                                          | sat Băltăgești; comuna Crucea                       | În vatra satului | sec. IV - III a. Chr., Latène                                                     | Încarcă foto \| video | Raportează eroare |
| CT-I-s-B-02590 (RAN: 61078.01)                                               | Așezare rurală                                                                                     | oraș Băneasa                                        | Întregul intravilan al orașului Băneasa, cu străzile aferente, principale și secundare, perimetrul localității Băneasa și cartierul Cărpiniș | sec. II - III p. Chr., Epoca romană                                               | Încarcă foto \| video | Raportează eroare |
| CT-I-s-B-02591 (RAN: 61078.02)                                               | Necropolă                                                                                          | oraș Băneasa                                        | În vatra localității, lângă Cișmeaua Mică, pe strada Sudului | sec. IV - III a. Chr., Latène                                                     | Încarcă foto \| video | Raportează eroare |
| CT-I-s-A-02592 (RAN: 61078.03)                                               | Tumuli                                                                                             | oraș Băneasa                                        | În perimetrul agricol al orașului Băneasa, zona dealul „Drahma” - „La Movilă” 44.08154°N 27.69691°E | sec. I - III p. Chr., Epoca romană                                                | Încarcă foto \| video | Raportează eroare |
| CT-I-s-A-02593 (RAN: 62565.01)                                               | Necropolă                                                                                          | sat Bugeac; comuna Ostrov                           | „Ghețărie”, la extremitatea de SV a satului, pe malul lacului 44.0913°N 27.4242°E | sec. V - IV a. Chr., Latène, Cultura geto-dacică                                  | Încarcă foto \| video | Raportează eroare |
| CT-I-s-B-02594 (RAN: 62565.02)                                               | Necropolă                                                                                          | sat Bugeac; comuna Ostrov                           | „Canara”, la 1,5 km SV de marginea satului, pe malul de N al lacului | sec. VI - V a. Chr., Latène timpuriu, Cultura geto-dacică                         | Încarcă foto \| video | Raportează eroare |
| CT-I-s-B-02595 (RAN: 62565.03)                                               | Necropolă                                                                                          | sat Bugeac; comuna Ostrov                           | În NE satului, între DN3 și brațul Ostrov, la km 118,8 | sec. IV a. Chr., Latène, Cultura geto-dacică                                      | Încarcă foto \| video | Raportează eroare |
| CT-I-s-A-02596 (RAN: 62565.04)                                               | Tumuli                                                                                             | sat Bugeac; comuna Ostrov                           | De o parte și de alta a DN3 Constanța- Ostrov, între Bugeac și Ostrov 44.10591°N 27.4276°E | Epoca antică                                                                      | Încarcă foto \| video | Raportează eroare |
| CT-I-s-B-02597 (RAN: 62565.05)                                               | Așezare                                                                                            | sat Bugeac; comuna Ostrov                           | „Ceairul lui Marinciu”, pe malul lacului Bugeac, la 4 km SV de sat | sec. I - III p. Chr., Epoca romană, Cultura dacică                                | Încarcă foto \| video | Raportează eroare |
| CT-I-s-B-02598 (RAN: 62075.01)                                               | Situl arheologic de la Canlia, punct „Gura Canliei”                                                | sat Canlia; comuna Lipnița                          | „Gura Canliei”, pe ambii versanți ai promontoriilor dinspre Dunăre ai Dealului Uscat și Ghivizlicul Mare |                                                                                   | Încarcă foto \| video | Raportează eroare |
| CT-I-m-B-02598.01 (RAN: 62075.01.05)                                         | Așezare                                                                                            | sat Canlia; comuna Lipnița                          | „Gura Canliei”, pe ambii versanți ai promontoriilor dinspre Dunăre ai Dealului Uscat și Ghivizlicul Mare | Epoca medieval timpurie                                                           | Încarcă foto \| video | Raportează eroare |
| CT-I-m-B-02598.02 (RAN: 62075.01.03)                                         | Așezare                                                                                            | sat Canlia; comuna Lipnița                          | „Gura Canliei”, pe ambii versanți ai promontoriilor dinspre Dunăre ai Dealului Uscat și Ghivizlicul Mare | sec. I - II p. Chr., Epoca romană                                                 | Încarcă foto \| video | Raportează eroare |
| CT-I-m-B-02598.03 (RAN: 62075.01.04)                                         | Necropolă de înhumație și incinerație                                                              | sat Canlia; comuna Lipnița                          | „Gura Canliei”, pe ambii versanți ai promontoriilor dinspre Dunăre ai Dealului Uscat și Ghivizlicul Mare | sec. I - II p. Chr., Epoca romană                                                 | Încarcă foto \| video | Raportează eroare |
| CT-I-m-B-02598.04 (RAN: 62075.01.02)                                         | Așezare                                                                                            | sat Canlia; comuna Lipnița                          | „Gura Canliei”, pe ambii versanți ai promontoriilor dinspre Dunăre ai Dealului Uscat și Ghivizlicul Mare | Latène, Cultura geto-dacică                                                       | Încarcă foto \| video | Raportează eroare |
| CT-I-m-B-02598.05 (RAN: 62075.01.01)                                         | Așezare                                                                                            | sat Canlia; comuna Lipnița                          | „Gura Canliei”, pe ambii versanți ai promontoriilor dinspre Dunăre ai Dealului Uscat și Ghivizlicul Mare | Hallstatt                                                                         | Încarcă foto \| video | Raportează eroare |
| CT-I-s-B-02599 (RAN: 62075.03)                                               | Situl arheologic de la Canlia, punct „Dealul Dervent”                                              | sat Canlia; comuna Lipnița                          | „Dealul Dervent” |                                                                                   | Încarcă foto \| video | Raportează eroare |
| CT-I-m-B-02599.01                                                            | Fortificație bizantină                                                                             | sat Canlia; comuna Lipnița                          | „Dealul Dervent” | sec. X - XI, Epoca medieval timpurie                                              | Încarcă foto \| video | Raportează eroare |
| CT-I-m-B-02599.02                                                            | Așezare                                                                                            | sat Canlia; comuna Lipnița                          | „Dealul Dervent” | Epoca romană                                                                      | Încarcă foto \| video | Raportează eroare |
| CT-I-m-B-02599.03                                                            | Așezare                                                                                            | sat Canlia; comuna Lipnița                          | „Dealul Dervent” | Epoca fierului                                                                    | Încarcă foto \| video | Raportează eroare |
| CT-I-m-B-02599.04                                                            | Așezare                                                                                            | sat Canlia; comuna Lipnița                          | „Dealul Dervent” | Epoca bronzului                                                                   | Încarcă foto \| video | Raportează eroare |
| CT-I-m-B-02599.05                                                            | Așezare                                                                                            | sat Canlia; comuna Lipnița                          | „Dealul Dervent” | Neolitic                                                                          | Încarcă foto \| video | Raportează eroare |
| CT-I-s-A-02600 (RAN: 63063.01)                                               | Situl arheologic „Cetatea Capidava”                                                                | sat Capidava; comuna Topalu                         | La marginea de SV a satului, pe malul Dunării, la S de DJ 223 44.49394°N 28.09043°E |                                                                                   | Alte imagini          | Raportează eroare |
| CT-I-m-A-02600.01                                                            | Cetatea Capidava                                                                                   | sat Capidava; comuna Topalu                         | La marginea de SV a satului, pe malul Dunării, la S de DJ 223 | sec. VIII - XI, Epoca medieval timpurie                                           |                       | Raportează eroare |
| CT-I-m-A-02600.02                                                            | Așezare civilă                                                                                     | sat Capidava; comuna Topalu                         | La marginea de SV a satului, pe malul Dunării, la S de DJ 223 | sec. VIII - XI, Epoca medieval timpurie                                           |                       | Raportează eroare |
| CT-I-m-A-02600.03                                                            | Cetatea Capidava                                                                                   | sat Capidava; comuna Topalu                         | La marginea de SV a satului, pe malul Dunării, la S de DJ 223 44.4936°N 28.0903°E | sec. II - VII, Epoca romană                                                       |                       | Raportează eroare |
| CT-I-m-A-02600.04                                                            | Așezare civilă                                                                                     | sat Capidava; comuna Topalu                         | La marginea de SV a satului, pe malul Dunării, la S de DJ 223 | sec. II - VII, Epoca romană                                                       | Încarcă foto \| video | Raportează eroare |
| CT-I-s-A-02601                                                               | Situl arheologic de la Capidava, punct „La Grajduri”                                               | sat Capidava; comuna Topalu                         | „La Grajduri”, la 500 m NE de cetatea Capidava | sec. IV - XI                                                                      | Încarcă foto \| video | Raportează eroare |
| CT-I-m-A-02601.01 (RAN: 63063.02.01)                                         | Necropolă plană                                                                                    | sat Capidava; comuna Topalu                         | „La Grajduri”, la 500 m NE de cetatea Capidava 44.49427°N 28.09713°E | sec. IV - XI, Epoca medieval timpurie                                             | Încarcă foto \| video | Raportează eroare |
| CT-I-m-A-02601.02 (RAN: 63063.02.02)                                         | Necropolă tumulară                                                                                 | sat Capidava; comuna Topalu                         | „La Grajduri”, la 500 m NE de cetatea Capidava 44.49427°N 28.09713°E | sec. IV - XI, Epoca medieval timpurie                                             | Încarcă foto \| video | Raportează eroare |
| CT-I-s-B-02602 (RAN: 63063.05)                                               | Villa rustica de la Capidava, punct „Vlah-Canara”                                                  | sat Capidava; comuna Topalu                         | „Vlah - Canara”, la 1,5 km E de cetatea Capidava 44.84835°N 28.16775°E | sec. II - III p. Chr., Epoca romană                                               | Încarcă foto \| video | Raportează eroare |
| CT-I-s-A-02603 (RAN: 63063.04)                                               | Necropolă                                                                                          | sat Capidava; comuna Topalu                         | În partea de SE a cetății, peste zona termelor romane 44.49334°N 28.09181°E | sec. VIII, Epoca medieval timpurie                                                |                       | Raportează eroare |
| CT-I-s-B-02604                                                               | Situl arheologic de la Capidava                                                                    | sat Capidava; comuna Topalu                         | La V de cetate, în curbura traseului Dunării, sub malul înalt |                                                                                   |                       | Raportează eroare |
| CT-I-m-B-02604.01 (RAN: 63063.03.01)                                         | Așezare                                                                                            | sat Capidava; comuna Topalu                         | La V de cetate, în curbura traseului Dunării, sub malul înalt | sec. V - II a. Chr., Latène, Cultura geto-dacică                                  | Încarcă foto \| video | Raportează eroare |
| CT-I-m-B-02604.02 (RAN: 63063.03.02)                                         | Așezare                                                                                            | sat Capidava; comuna Topalu                         | La V de cetate, în curbura traseului Dunării, sub malul înalt | Hallstatt                                                                         | Încarcă foto \| video | Raportează eroare |
| CT-I-s-B-02605 (RAN: 63009.01)                                               | Amfiteatru natural cu inscripții rupestre în limba greacă                                          | sat Casian; comuna Grădina                          | La 1,5 km SV de sat, pe malul de S al râului Casimcea 44.48989°N 28.4585°E | sec. II - III p. Chr., Epoca romană                                               | Încarcă foto \| video | Raportează eroare |
| CT-I-s-B-02606 (RAN: 63009.02)                                               | Așezare                                                                                            | sat Casian; comuna Grădina                          | Pe malul stâng al Casimcei, la 600 m SE de podul de cale ferată de la Casian | mil. IV a. Chr., Neolitic                                                         | Încarcă foto \| video | Raportează eroare |
| CT-I-s-B-02607 (RAN: 63009.03)                                               | Așezare                                                                                            | sat Casian; comuna Grădina                          | Lângă terasa Casimcei, pe malul de N, la 1 km V-SV de sat | sec. V - IV a. Chr., Hallstatt                                                    | Încarcă foto \| video | Raportează eroare |
| CT-I-s-B-02608 (RAN: 63009.04)                                               | Locuirea din „Peștera Casian”                                                                      | sat Casian; comuna Grădina                          | „Peștera Casian”, la cca. 2,3 km V-SV de sat, pe malul de S al râului Casimcea 44.49196°N 28.45718°E | sec. IX - XII, Epoca medieval timpurie                                            |                       | Raportează eroare |
| CT-I-s-B-02609 (RAN: 63009.05)                                               | Așezare                                                                                            | sat Casian; comuna Grădina                          | Pe malul de N al Casimcei, la 2 km V de satul Casian și 2 km SE de satul Cheia | sec. III - I a. Chr., Epoca elenistică                                            | Încarcă foto \| video | Raportează eroare |
| CT-I-s-B-02610 (RAN: 61470.01, 62609.04)                                     | Așezare                                                                                            | sat Casicea; comuna Amzacea                         | În Nsatului, la cca. 2 km de sat, pe un deal | sec. IV - VI p. Chr., Epoca romano-bizantină                                      | Încarcă foto \| video | Raportează eroare |
| CT-I-s-A-02614 (RAN: 61130.01)                                               | Fortificație                                                                                       | sat Castelu; comuna Castelu                         | În marginea de SE a satului 44.25311°N 28.34234°E | sec. IV - VI p. Chr., Epoca romano-bizantină                                      | Încarcă foto \| video | Raportează eroare |
| CT-I-s-B-02615 (RAN: 61130.02)                                               | Așezare rurală                                                                                     | sat Castelu; comuna Castelu                         | La 300 m E de sat | sec. I - III p. Chr., Epoca romană                                                | Încarcă foto \| video | Raportează eroare |
| CT-I-s-A-02616 (RAN: 61130.03)                                               | Tumuli                                                                                             | sat Castelu; comuna Castelu                         | În perimetrul întregii comune 44.255°N 28.32776°E | Epoca antică                                                                      | Încarcă foto \| video | Raportează eroare |
| CT-I-s-B-02617 (RAN: 61130.04)                                               | Așezare                                                                                            | sat Castelu; comuna Castelu                         | „Coada Malului”, în partea de SE a comunei, pe terasa de N a Văii Carasu | sec. IX - X, Epoca medieval timpurie                                              | Încarcă foto \| video | Raportează eroare |
| CT-I-s-B-02618 (RAN: 61130.05)                                               | Necropolă                                                                                          | sat Castelu; comuna Castelu                         | În incinta fostului SMA | sec. IX - X, Epoca medieval timpurie                                              | Încarcă foto \| video | Raportează eroare |
| CT-I-m-A-02559.01 (RAN: 60785.04.01)                                         | Valul de piatră                                                                                    | oraș Cernavodă                                      | Din dreptul insulei Hinog și a cetății Axiopolis, de pe malul drept al Dunării, la 3,25 km S de orașul Cernavodă 44.30583°N 28.0205°E | sec. X, Epoca medieval timpurie                                                   | Încarcă foto \| video | Raportează eroare |
| CT-I-s-A-02619 (RAN: 60785.01)                                               | Situl arheologic de la Cernavodă, punct „Dealul Sofia”                                             | oraș Cernavodă                                      | „Dealul Sofia”, începând de la 100 m V de Primăria orașului până la malul Dunării 44.34333°N 28.02861°E |                                                                                   | Încarcă foto \| video | Raportează eroare |
| CT-I-m-A-02619.01 (RAN: 60785.01.02)                                         | Așezare                                                                                            | oraș Cernavodă                                      | „Dealul Sofia”, începând de la 100 m V de Primăria orașului până la malul Dunării 44.34333°N 28.02861°E | Perioada de tranziție la epoca bronzului, Cultura Cernavodă, fazele I, II, III    | Încarcă foto \| video | Raportează eroare |
| CT-I-m-A-02619.02 (RAN: 60785.01.01)                                         | Așezare                                                                                            | oraș Cernavodă                                      | „Dealul Sofia”, începând de la 100 m V de Primăria orașului până la malul Dunării 44.34333°N 28.02861°E | Neolitic, Cultura Gumelnița                                                       | Încarcă foto \| video | Raportează eroare |
| CT-I-s-A-02620 (RAN: 60785.03)                                               | Situl arheologic de la Cernavodă, „Cetatea Axiopolis”                                              | oraș Cernavodă                                      | La 3 km S de Cernavodă, în fața insulei Hinog, pe malul drept al Dunării 44.30028°N 28.02337°E |                                                                                   | Încarcă foto \| video | Raportează eroare |
| CT-I-m-A-02620.01 (RAN: 60785.03.01)                                         | Cetatea Axiopolis                                                                                  | oraș Cernavodă                                      | La 3 km S de Cernavodă, în fața insulei Hinog, pe malul drept al Dunării 44.30028°N 28.02337°E | sec. IV a. Chr. - sec. VII, Latène, epoca romană șibizantină                      | Încarcă foto \| video | Raportează eroare |
| CT-I-m-A-02620.02 (RAN: 60785.02.01, 60785.02.02)                            | Necropola cetății Axiopolis                                                                        | oraș Cernavodă                                      | La 4,5 km de DJ 223 Cernavodă - Cochirleni și la 70 m V de șosea 44.3107°N 28.01733°E | sec. VI - VII, Epoca romano-bizantină                                             | Încarcă foto \| video | Raportează eroare |
| CT-I-m-A-02620.03 (RAN: 60785.05.01)                                         | Tumul                                                                                              | oraș Cernavodă                                      | La 4,5 km de DJ 223 Cernavodă - Cochirleni și la 70 m V de șosea 44.30847°N 28.02973°E | Epoca antică                                                                      |                       | Raportează eroare |
| CT-I-s-A-02621 (RAN: 61755.01)                                               | Situl arheologic de la Cetatea                                                                     | sat Cetatea; comuna Dobromir                        | Intravilan 44.00512°N 27.87854°E |                                                                                   |                       | Raportează eroare |
| CT-I-m-A-02621.01 (RAN: 61755.01.01)                                         | Cetatea Hisarlâc                                                                                   | sat Cetatea; comuna Dobromir                        | Intravilan 44.00512°N 27.87854°E | sec. XIII - XIV, Epoca medievală                                                  | Încarcă foto \| video | Raportează eroare |
| CT-I-m-A-02621.02                                                            | Așezare                                                                                            | sat Cetatea; comuna Dobromir                        | În marginea de NV a localității, pe dealul Hisarlâk, la poalele cetății | sec. II - VI p. Chr., Epoca romană și romano-bizantină                            |                       | Raportează eroare |
| CT-I-s-A-02622 (RAN: 63018.01)                                               | Situl arheologic de la Cheia                                                                       | sat Cheia; comuna Grădina                           | „La Izvor”, la confluența pârâului Ghelengic-mal E cu râul Casimcea-mal S, la 1 km S de sat 44.50667°N 28.43083°E |                                                                                   | Încarcă foto \| video | Raportează eroare |
| CT-I-m-A-02622.01 (RAN: 63018.01.02)                                         | Locuire rupestră                                                                                   | sat Cheia; comuna Grădina                           | „La Izvor”, la confluența pârâului Ghelengic-mal E cu râul Casimcea-mal S, la 1 km S de sat 44.50667°N 28.43083°E | Neolitic                                                                          | Încarcă foto \| video | Raportează eroare |
| CT-I-m-A-02622.02 (RAN: 63018.01.01)                                         | Locuire rupestră                                                                                   | sat Cheia; comuna Grădina                           | „La Izvor”, la confluența pârâului Ghelengic -mal E cu râul Casimcea-mal S, la 1 km S de sat 44.50667°N 28.43083°E | Paleolitic                                                                        | Încarcă foto \| video | Raportează eroare |
| CT-I-s-B-02623 (RAN: 61229.01)                                               | Așezare                                                                                            | sat Chirnogeni; comuna Chirnogeni                   | „Dealul Chirnogeni”, la NE de sat, lângă stația de pompare | sec. XIII - XI a. Chr., Epoca bronzului târziu, Cultura Coslogeni                 | Încarcă foto \| video | Raportează eroare |
| CT-I-s-B-02624 (RAN: 61265.01)                                               | Așezare rurală                                                                                     | sat Ciobanu; comuna Ciobanu                         | Intravilan și la V de sat | sec. I - III p. Chr., Epoca romană timpurie                                       | Încarcă foto \| video | Raportează eroare |
| CT-I-s-A-02625 (RAN: 61292.01)                                               | Ansamblu tumuli                                                                                    | sat Ciocârlia; comuna Ciocârlia                     | În perimetrul comunei 44.10444°N 28.26083°E | Epoca antică                                                                      | Încarcă foto \| video | Raportează eroare |
| CT-I-m-A-02557.05 (RAN: 61309.01.01)                                         | Valul mic de pământ                                                                                | sat Ciocârlia de Sus; comuna Ciocârlia              | Coboară până la 3 km NE de satul Ciocârlia de Sus 44.1517°N 28.33627°E | sec. VI p. Chr., Epoca romană                                                     | Încarcă foto \| video | Raportează eroare |
| CT-I-s-B-02626 (RAN: 61327.01)                                               | Situl arheologic de la Cobadin                                                                     | sat Cobadin; comuna Cobadin                         | În perimetrul satului |                                                                                   | Încarcă foto \| video | Raportează eroare |
| CT-I-m-B-02626.01 (RAN: 61327.01.01)                                         | Așezare rurală                                                                                     | sat Cobadin; comuna Cobadin                         | În perimetrul satului | sec. IV a. Chr - VI p. Chr, Epoca romană                                          | Încarcă foto \| video | Raportează eroare |
| CT-I-m-B-02626.02 (RAN: 61327.01.02)                                         | Tumuli                                                                                             | sat Cobadin; comuna Cobadin                         | În perimetrul satului | Epoca antică                                                                      | Încarcă foto \| video | Raportează eroare |
| CT-I-m-A-02557.01 (RAN: 62814.01.01)                                         | Valul mic de pământ                                                                                | sat Cochirleni; comuna Rasova                       | La cca. 1 km NV de satul Cochirleni, pe coama ridicăturii de teren situată imediat la N de „Cetatea Pătulului” și la 7 km S de gara CFR Cernavodă 44.28454°N 27.99237°E | sec. VI p. Chr., Epoca romană                                                     | Încarcă foto \| video | Raportează eroare |
| CT-I-m-A-02558.01 (RAN: 62814.02.01)                                         | Valulmare de pământ                                                                                | sat Cochirleni; comuna Rasova                       | Pornește spre V de la „Cetatea Pătulului”, situată pe malul drept al Dunării, și trece pe la N de satul Cochirleni 44.28129°N 27.99913°E | sec. IX, Epoca medieval timpurie                                                  | Încarcă foto \| video | Raportează eroare |
| CT-I-s-A-02627 (RAN: 62814.03)                                               | „Cetatea Pătulului”                                                                                | sat Cochirleni; comuna Rasova                       | „Cetatea Pătulului”, pe malul drept al Dunării, la cca. 2 km NV de sat 44.29028°N 27.99472°E | sec. IV - VI p. Chr., Epoca romano-bizantină                                      |                       | Raportează eroare |
| CT-I-s-B-02628 (RAN: 61381.01)                                               | Situl arheologic de la Cogealac, punct „Bent”                                                      | sat Cogealac; comuna Cogealac                       | „Bent”, la 300 m E de sat |                                                                                   | Încarcă foto \| video | Raportează eroare |
| CT-I-m-B-02628.01 (RAN: 61381.01.02)                                         | Așezare                                                                                            | sat Cogealac; comuna Cogealac                       | „Bent”, la 300 m E de sat | sec. I - III p. Chr., Epoca romană                                                | Încarcă foto \| video | Raportează eroare |
| CT-I-m-B-02628.02 (RAN: 61381.01.01)                                         | Așezare                                                                                            | sat Cogealac; comuna Cogealac                       | „Bent”, la 300 m E de sat | sec. V a. Chr. - sec. I p. Chr., Epoca elenistică                                 | Încarcă foto \| video | Raportează eroare |
| CT-I-s-B-02629 (RAN: 61381.02)                                               | Așezare rurală                                                                                     | sat Cogealac; comuna Cogealac                       | „Via lui Ciurea” la 1 km V de sat | sec. IV p. Chr., Epoca romană                                                     | Încarcă foto \| video | Raportează eroare |
| CT-I-s-A-02630 (RAN: 61381.03)                                               | Tumuli                                                                                             | sat Cogealac; comuna Cogealac                       | În perimetrul întregii comune 44.55852°N 28.54344°E | Epoca antică                                                                      |                       | Raportează eroare |
| CT-I-s-B-02631 (RAN: 61381.04)                                               | Așezare                                                                                            | sat Cogealac; comuna Cogealac                       | Pe traseul între Gura Dobrogei și Tariverde, de o parte și de alta a DN22 | sec. I - III p. Chr., Epoca romană                                                | Încarcă foto \| video | Raportează eroare |
| CT-I-s-B-02632 (RAN: 61522.04)                                               | Situl arheologic de la Corbu, punct „Capul Midia”                                                  | sat Corbu; comuna Corbu                             | „Capul Midia”, la 3,5 km SSE de satul Corbu, zona de SV a peninsulei; suprapusă de pichetul de grăniceri și de o cherhana |                                                                                   | Încarcă foto \| video | Raportează eroare |
| CT-I-m-B-02632.01 (RAN: 61522.04.03)                                         | Așezare                                                                                            | sat Corbu; comuna Corbu                             | „Capul Midia”, la 3,5 km SSE de satul Corbu, zona de SV a peninsulei; suprapusă de pichetul de grăniceri și de o cherhana | sec. I - IV p. Chr., Epoca romană                                                 | Încarcă foto \| video | Raportează eroare |
| CT-I-m-B-02632.02 (RAN: 61522.04.02)                                         | Așezare                                                                                            | sat Corbu; comuna Corbu                             | „Capul Midia”, la 3,5 km SSE de satul Corbu, zona de SV a peninsulei; suprapusă de pichetul de grăniceri și de o cherhana | sec. V a. Chr. - sec. I p. Chr., Latène, Cultura greco - getică                   | Încarcă foto \| video | Raportează eroare |
| CT-I-m-B-02632.03 (RAN: 61522.04.01)                                         | Așezare                                                                                            | sat Corbu; comuna Corbu                             | „Capul Midia”, la 3,5 km SSE de satul Corbu, zona de SV a peninsulei; suprapusă de pichetul de grăniceri și de o cherhana | sec. VI - V a. Chr., Hallstatt târziu                                             | Încarcă foto \| video | Raportează eroare |
| CT-I-s-A-02633 (RAN: 61522.05)                                               | Ansamblu tumuli                                                                                    | sat Corbu; comuna Corbu                             | În perimetrul întregii comune 44.37658°N 28.68536°E | Epoca antică                                                                      | Încarcă foto \| video | Raportează eroare |
| CT-I-s-B-02634 (RAN: 61522.01)                                               | Necropolă de inhumație                                                                             | sat Corbu; comuna Corbu                             | În marginea de V a cimitirului | sec. VI - V a. Chr., Hallstatt târziu, Cultura greco - getică                     | Încarcă foto \| video | Raportează eroare |
| CT-I-s-B-02635 (RAN: 61522.02)                                               | Situl arheologic de la Corbude Jos, punct „Valea Vetrei”                                           | sat Corbu; comuna Corbu                             | „Valea Vetrei”, între Corbu de Jos și Corbu de Sus |                                                                                   | Încarcă foto \| video | Raportează eroare |
| CT-I-m-B-02635.01 (RAN: 61522.02.02)                                         | Așezare                                                                                            | sat Corbu; comuna Corbu                             | „Valea Vetrei”, între Corbu de Jos și Corbu de Sus | sec. I - VI p. Chr., Epoca romană                                                 | Încarcă foto \| video | Raportează eroare |
| CT-I-m-B-02635.02 (RAN: 61522.02.01)                                         | Așezare                                                                                            | sat Corbu; comuna Corbu                             | „Valea Vetrei”, între Corbu de Jos și Corbu de Sus | sec. IV a. Chr. - sec. I p. Chr., Latène, Cultura greco - getică                  | Încarcă foto \| video | Raportează eroare |
| CT-I-s-B-02636 (RAN: 61522.03)                                               | Așezare rurală                                                                                     | sat Corbu; comuna Corbu                             | La 1 km NV de sat | sec. III - IV p. Chr., Epoca romană                                               | Încarcă foto \| video | Raportează eroare |
| CT-I-m-B-02637 (RAN: 60972.02)                                               | Fortificație                                                                                       | sat Coroana; comuna Albești                         | „Oierie”, în marginea de NE a satului | sec. IV p. Chr., Epoca romană                                                     | Încarcă foto \| video | Raportează eroare |
| CT-I-s-B-20170 (RAN: 60972.01)                                               | Fortificație                                                                                       | sat Coroana; comuna Albești                         | cca. 500 m SV de sat | sec. IV - I a. Chr., Epoca elenistică, Cultura Albești                            | Încarcă foto \| video | Raportează eroare |
| CT-I-s-A-02641 (RAN: 62093.01)                                               | Așezare tip davă                                                                                   | sat Coslugea; comuna Lipnița                        | „Colțul Pietrei”, pe malul de SE al lacului Oltina 44.1515°N 27.58101°E | sec. III - I a. Chr., Latène, Cultura geto-dacică                                 | Încarcă foto \| video | Raportează eroare |
| CT-I-s-B-02638 (RAN: 60749.01)                                               | Situl arheologic de la Costinești, punct „Parthenopolis”                                           | sat Costinești; comuna Costinești                   | La cca. 250 m N de Pescărie, în malul mâncat de ape; la 200-300 m N-obiectivul 2 |                                                                                   | Încarcă foto \| video | Raportează eroare |
| CT-I-m-B-02638.01 (RAN: 60749.01.02)                                         | Așezare                                                                                            | sat Costinești; comuna Costinești                   | La cca. 250 m N de Pescărie, în malul mâncat de ape; la 200-300 m N-obiectivul 2 43.96278°N 28.64861°E | Epoca romană                                                                      | Încarcă foto \| video | Raportează eroare |
| CT-I-m-B-02638.02 (RAN: 60749.01.01)                                         | Așezare (Parthenopolis)                                                                            | sat Costinești; comuna Costinești                   | La cca. 250 m N de Pescărie, în malul mâncat de ape; la 200-300 m N - obiectivul 2 43.96278°N 28.64861°E | sec. IV a. Chr. - sec. VI p. Chr.                                                 | Încarcă foto \| video | Raportează eroare |
| CT-I-m-B-02638.03 (RAN: 60749.01.03)                                         | Tumuli                                                                                             | sat Costinești; comuna Costinești                   | La cca. 250 m N de Pescărie, în malul mâncat de ape; la 200-300 m N - obiectivul 2 43.96278°N 28.64861°E | Epoca antică                                                                      | Încarcă foto \| video | Raportează eroare |
| CT-I-s-B-02639 (RAN: 60749.02)                                               | Așezare                                                                                            | sat Costinești; comuna Costinești                   | La 2 km NE de intersecția șoselei naționale Constanța - Mangalia cu drumul spre Costinești, la 200 m de punctul electric 43.95333°N 28.62667°E | sec. IV a. Chr., Epoca elenistică, Cultura Albești                                | Încarcă foto \| video | Raportează eroare |
| CT-I-s-B-02640 (RAN: 60749.03)                                               | Situl arheologic de la Costinești                                                                  | sat Costinești; comuna Costinești                   | La N de tabără, pemicul promontoriu între mare și lac |                                                                                   | Încarcă foto \| video | Raportează eroare |
| CT-I-m-B-02640.01 (RAN: 60749.03.02)                                         | Așezare                                                                                            | sat Costinești; comuna Costinești                   | La N de tabără, pemicul promontoriu între mare și lac | Epoca romană                                                                      | Încarcă foto \| video | Raportează eroare |
| CT-I-m-B-02640.02 (RAN: 60749.03.01)                                         | Așezare                                                                                            | sat Costinești; comuna Costinești                   | La N de tabără, pemicul promontoriu între mare și lac | Neolitic                                                                          | Încarcă foto \| video | Raportează eroare |
| CT-I-s-B-02642 (RAN: 61238.01)                                               | Așezarea rurală de la Credința                                                                     | sat Credința; comuna Chirnogeni                     | „Dealul Mocanilor”, la 300 m NE de sat, pe panta de V a dealului Mocanilor | sec. III - IV p. Chr., Epoca romană                                               | Încarcă foto \| video | Raportează eroare |
| CT-I-s-B-02643 (RAN: 61568.01)                                               | Așezare rurală                                                                                     | sat Crucea; comuna Crucea                           | | sec. I - III p. Chr., Epoca romană                                                | Încarcă foto \| video | Raportează eroare |
| CT-I-s-A-02644 (RAN: 61568.02)                                               | Tumuli                                                                                             | sat Crucea; comuna Crucea                           | În perimetrul întregii comune 44.5167°N 28.23405°E | Epoca antică                                                                      | Încarcă foto \| video | Raportează eroare |
| CT-I-s-B-02645 (RAN: 61639.01)                                               | Situl arheologic de la Cumpăna                                                                     | sat Cumpăna; comuna Cumpăna                         | |                                                                                   | Încarcă foto \| video | Raportează eroare |
| CT-I-m-B-02645.01 (RAN: 61639.01.01)                                         | Așezare rurală                                                                                     | sat Cumpăna; comuna Cumpăna                         | | sec. I - IV p. Chr., Epoca romană                                                 | Încarcă foto \| video | Raportează eroare |
| CT-I-m-B-02645.02 (RAN: 61639.01.02)                                         | Tumuli                                                                                             | sat Cumpăna; comuna Cumpăna                         | | Epoca antică                                                                      | Încarcă foto \| video | Raportează eroare |
| CT-I-s-B-02646 (RAN: 61149.01)                                               | Apeduct                                                                                            | sat Cuza-Vodă; comuna Cuza-Vodă                     | În zona de SSV a satului | sec. I - III p. Chr., Epoca romană                                                | Încarcă foto \| video | Raportează eroare |
| CT-I-s-B-02647 (RAN: 61149.02)                                               | Situl arheologic de la Cuza-Vodă                                                                   | sat Cuza-Vodă; comuna Cuza-Vodă                     | În zona sediului fostului CAP |                                                                                   | Încarcă foto \| video | Raportează eroare |
| CT-I-m-B-02647.01 (RAN: 61149.02.02)                                         | Așezare                                                                                            | sat Cuza-Vodă; comuna Cuza-Vodă                     | În zona sediului fostului CAP | Epoca romană                                                                      | Încarcă foto \| video | Raportează eroare |
| CT-I-m-B-02647.02 (RAN: 61149.02.01)                                         | Așezare                                                                                            | sat Cuza-Vodă; comuna Cuza-Vodă                     | În zona sediului fostului CAP | Hallstatt                                                                         | Încarcă foto \| video | Raportează eroare |
| CT-I-s-A-02648 (RAN: 61684.01)                                               | Situl arheologic de la Deleni                                                                      | sat Deleni; comuna Deleni                           | În perimetrul agricol al localității | sec. I - III p. Chr., Epoca romană                                                | Încarcă foto \| video | Raportează eroare |
| CT-I-m-A-02648.01 (RAN: 61684.01.01)                                         | Carieradepiatră acetății Tropaeum Traiani                                                          | sat Deleni; comuna Deleni                           | În perimetrul agricol al localității 44.11897°N 28.01423°E | sec. I - III p. Chr., Epoca romană                                                | Încarcă foto \| video | Raportează eroare |
| CT-I-m-A-02648.02 (RAN: 61684.01.02)                                         | Ansamblu tumuli                                                                                    | sat Deleni; comuna Deleni                           | În perimetrul agricol al localității 44.11897°N 28.01423°E | sec. I - III p. Chr., Epoca romană                                                | Încarcă foto \| video | Raportează eroare |
| CT-I-m-A-02558.03 (RAN: 62468.02.01)                                         | Valulmare de pământ                                                                                | sat Dorobanțu; comuna Nicolae Bălcescu              | Taie cotul dealului Castelu și coboară în apropiere de gara CFR Dorobanțu | sec. IX, Epoca medieval timpurie                                                  | Încarcă foto \| video | Raportează eroare |
| CT-I-m-A-02559.04 (RAN: 62468.01.01)                                         | Valul de piatră                                                                                    | sat Dorobanțu; comuna Nicolae Bălcescu              | Pe lângă gara CFR Dorobanțu | sec. X, Epoca medieval timpurie                                                   | Încarcă foto \| video | Raportează eroare |
| CT-I-s-B-02649 (RAN: 62468.03)                                               | Situl arheologic de la Dorobanțu                                                                   | sat Dorobanțu; comuna Nicolae Bălcescu              | În zona gării |                                                                                   | Încarcă foto \| video | Raportează eroare |
| CT-I-m-B-02649.01 (RAN: 62468.03.02)                                         | Așezare rurală                                                                                     | sat Dorobanțu; comuna Nicolae Bălcescu              | În zona gării | sec. I - sec. III, Epoca romană                                                   | Încarcă foto \| video | Raportează eroare |
| CT-I-m-B-02649.02 (RAN: 62468.03.01)                                         | Așezare                                                                                            | sat Dorobanțu; comuna Nicolae Bălcescu              | În zona gării | sec. I a. Chr., Latène, Cultura geto-dacică                                       | Încarcă foto \| video | Raportează eroare |
| CT-I-s-A-02650 (RAN: 62850.01)                                               | Situl arheologic de la Dulgheru                                                                    | sat Dulgheru; comuna Saraiu                         | La V de sat și în partea de NV a satului | sec. II - III p. Chr., Epoca romană                                               | Încarcă foto \| video | Raportează eroare |
| CT-I-m-A-02650.01 (RAN: 62850.01.02)                                         | Așezare rurală                                                                                     | sat Dulgheru; comuna Saraiu                         | La V de sat și în partea de NV a satului 44.69943°N 28.21571°E | sec. II - III p. Chr., Epoca romană                                               | Încarcă foto \| video | Raportează eroare |
| CT-I-m-A-02650.02 (RAN: 62850.01.01)                                         | Ansamblu tumuli                                                                                    | sat Dulgheru; comuna Saraiu                         | La V de sat și în partea de NV a satului 44.69943°N 28.21571°E | Epoca antică                                                                      | Încarcă foto \| video | Raportează eroare |
| CT-I-s-B-02651 (RAN: 61899.01)                                               | Complexul religios de la Dumbrăveni, punct „Canaraua Fetei”                                        | sat Dumbrăveni; comuna Dumbrăveni                   | „Canaraua Fetei”, la 1,5 km SE de sat, lângă Valea Ceairului, între satele Dumbrăveni și Olteni 44.03417°N 27.41945°E | sec. X - XI, Epoca medieval timpurie                                              | Încarcă foto \| video | Raportează eroare |
| CT-I-s-B-02652 (RAN: 62921.01)                                               | Situl arheologic de la Dunărea                                                                     | sat Dunărea; comuna Seimeni                         | Intravilan, zona centru - Est, pe malul Dunării |                                                                                   | Încarcă foto \| video | Raportează eroare |
| CT-I-m-B-02652.01 (RAN: 62921.01.01)                                         | Așezare rurală                                                                                     | sat Dunărea; comuna Seimeni                         | Intravilan | sec. I - IV p. Chr., Epoca romană                                                 | Încarcă foto \| video | Raportează eroare |
| CT-I-m-B-02652.02 (RAN: 62921.01.02)                                         | Necropolă                                                                                          | sat Dunărea; comuna Seimeni                         | Intravilan | sec. IV - III a. Chr.                                                             | Încarcă foto \| video | Raportează eroare |
| CT-I-s-A-02653 (RAN: 61032.01)                                               | Situl arheologic de la Dunăreni, punct „Bratca”                                                    | sat Dunăreni; comuna Aliman                         | „Bratca”, pe malul drept al Dunării, lângă lacul Mârleanu |                                                                                   | Încarcă foto \| video | Raportează eroare |
| CT-I-m-A-02653.01 (RAN: 61032.01.02)                                         | Așezare                                                                                            | sat Dunăreni; comuna Aliman                         | „Bratca”, pe malul drept al Dunării, lângă lacul Mârleanu 44.18611°N 27.7525°E | sec. VI - X, Epoca medieval timpurie                                              | Încarcă foto \| video | Raportează eroare |
| CT-I-m-A-02653.02 (RAN: 61032.01.01)                                         | Cetate                                                                                             | sat Dunăreni; comuna Aliman                         | „Bratca”, pe malul drept al Dunării, lângă lacul Mârleanu 44.18611°N 27.7525°E | sec. II - VI p. Chr., Epoca romană                                                | Încarcă foto \| video | Raportează eroare |
| CT-I-s-A-02654 (RAN: 61032.02, 61032.05)                                     | Situl arheologic de la Dunăreni, punct „Dealul Muzait”                                             | sat Dunăreni; comuna Aliman                         | „Dealul Muzait”, la 5 km NE de satul Dunăreni, și la N de satul Vlahii, pe malul Dunării |                                                                                   | Încarcă foto \| video | Raportează eroare |
| CT-I-m-A-02654.01 (RAN: 61032.02.02)                                         | Cetatea medieval timpurie                                                                          | sat Dunăreni; comuna Aliman                         | „Dealul Muzait”, la 5 km NE de satul Dunăreni, și la N de satul Vlahii, pe malul Dunării 44.24028°N 27.84917°E | Epoca medieval timpurie                                                           |                       | Raportează eroare |
| CT-I-m-A-02654.02 (RAN: 61032.02.01)                                         | Cetatea Sacidava                                                                                   | sat Dunăreni; comuna Aliman                         | „Dealul Muzait”, la 5 km NE de satul Dunăreni, și la N de satul Vlahii, pe malul Dunării 44.24028°N 27.84917°E | sec. II - VI p. Chr., Epoca romană                                                |                       | Raportează eroare |
| CT-I-m-A-02654.03 (RAN: 61032.05.01)                                         | Cetate getică                                                                                      | sat Dunăreni; comuna Aliman                         | „Dealul Muzait”, la 5 km NE de satul Dunăreni, și la N de satul Vlahii, pe malul Dunării 44.24111°N 27.85361°E | Latène, Cultura geto-dacică                                                       |                       | Raportează eroare |
| CT-I-s-A-02655 (RAN: 61032.03)                                               | Situl arheologic de la Dunăreni, punct „Gura Zăvalului”                                            | sat Dunăreni; comuna Aliman                         | „Gura Zăvalului” | sec. IV - I a. Chr., Latène                                                       | Încarcă foto \| video | Raportează eroare |
| CT-I-m-A-02655.01 (RAN: 61032.03.01)                                         | Așezare                                                                                            | sat Dunăreni; comuna Aliman                         | „Gura Zăvalului” | sec. IV - I a. Chr., Latène, Cultura geto-dacică                                  | Încarcă foto \| video | Raportează eroare |
| CT-I-m-A-02655.02 (RAN: 61032.03.02)                                         | Necropolă tumulară                                                                                 | sat Dunăreni; comuna Aliman                         | „Gura Zăvalului” | sec. IV - I a. Chr., Latène, Cultura geto-dacică                                  | Încarcă foto \| video | Raportează eroare |
| CT-I-s-B-02656 (RAN: 60464.01)                                               | Situl arheologic de la Eforie Sud                                                                  | localitatea Eforie Sud; oraș Eforie                 | În sudul localității |                                                                                   | Încarcă foto \| video | Raportează eroare |
| CT-I-m-B-02656.01 (RAN: 60464.01.02)                                         | Așezare                                                                                            | localitatea Eforie Sud; oraș Eforie                 | În sudul localității | sec. II - IV p. Chr., Epoca romană                                                | Încarcă foto \| video | Raportează eroare |
| CT-I-m-B-02656.02 (RAN: 60464.01.01)                                         | Așezare                                                                                            | localitatea Eforie Sud; oraș Eforie                 | În sudul localității | sec. IV - I a. Chr., Latène                                                       | Încarcă foto \| video | Raportează eroare |
| CT-I-s-B-02657 (RAN: 61087.01)                                               | Necropolă                                                                                          | sat Făurei; oraș Băneasa                            | La cca. 200 m N de cimitirul turcesc, Dealul „Macmara”, zona extravilan | sec. IV - III a. Chr., Latène, Cultura geto-dacică                                | Încarcă foto \| video | Raportează eroare |
| CT-I-s-B-02658 (RAN: 61906.01)                                               | Necropolă de incinerație                                                                           | sat Fântâna Mare; comuna Independența               | Pe dealul din marginea de NV a satului | sec. IV - II a. Chr., Latène, Cultura geto-dacică                                 | Încarcă foto \| video | Raportează eroare |
| CT-I-s-A-02659 (RAN: 61906.02)                                               | Ansamblu tumuli                                                                                    | sat Fântâna Mare; comuna Independența               | În perimetrul întregii comune 43.97179°N 28.04688°E | Epoca antică                                                                      | Încarcă foto \| video | Raportează eroare |
| CT-I-s-B-02660 (RAN: 61407.01)                                               | Situl arheologic de la Fântânele                                                                   | sat Fântânele; comuna Fântânele                     | În afara localității |                                                                                   | Încarcă foto \| video | Raportează eroare |
| CT-I-m-B-02660.01 (RAN: 61407.01.01)                                         | Așezare rurală                                                                                     | sat Fântânele; comuna Fântânele                     | În afara localității | sec. I - III p. Chr., Epoca romană                                                | Încarcă foto \| video | Raportează eroare |
| CT-I-m-B-02660.02 (RAN: 61407.01.02)                                         | Apeducte                                                                                           | sat Fântânele; comuna Fântânele                     | În afara localității | Epoca romană                                                                      | Încarcă foto \| video | Raportează eroare |
| CT-I-s-B-02661 (RAN: 61041.01)                                               | Așezare rurală                                                                                     | sat Floriile; comuna Aliman                         | Intravilan și în partea de SV a satului 44.14111°N 27.83222°E | sec. I - VI p. Chr., Epoca romană                                                 | Încarcă foto \| video | Raportează eroare |
| CT-I-s-B-02662 (RAN: 62583.02)                                               | Așezare                                                                                            | sat Galița; comuna Ostrov                           | „La gura Văii Cuiugiuc”, la cca. 1 km la S de sat | sec. X, Epoca medievală timpurie                                                  | Încarcă foto \| video | Raportează eroare |
| CT-I-s-B-02663 (RAN: 61595.01)                                               | Așezare rurală                                                                                     | sat Gălbiori; comuna Crucea                         | Intravilan | sec. I - VI p. Chr., Epoca romană                                                 | Încarcă foto \| video | Raportează eroare |
| CT-I-s-A-02664 (RAN: 61595.02)                                               | Tumuli                                                                                             | sat Gălbiori; comuna Crucea                         | La V de sat 44.48048°N 28.2636°E | Epoca antică                                                                      | Încarcă foto \| video | Raportează eroare |
| CT-I-s-A-02665 (RAN: 61817.01)                                               | Cetatea Cius                                                                                       | sat Gârliciu; comuna Gârliciu                       | „Hisarlâc”, la 5,5 km SSV de sat, pe un promontoriu pe malul de N al lacului Hisarlâc 44.71824°N 28.11676°E | sec. IV p. Chr., Epoca romană                                                     | Încarcă foto \| video | Raportează eroare |
| CT-I-s-A-02666 (RAN: 61817.02)                                               | Ansamblu tumuli                                                                                    | sat Gârliciu; comuna Gârliciu                       | În perimetrul întregii comune 44.76283°N 28.14738°E | Epoca antică                                                                      | Încarcă foto \| video | Raportează eroare |
| CT-I-s-B-02667 (RAN: 62592.02)                                               | Așezarea de la Gârlița                                                                             | sat Gârlița; comuna Ostrov                          | „La gura Văii Babei”, pe malul de S al lacului Bugeac | sec. X - VII a. Chr., Hallstatt                                                   | Încarcă foto \| video | Raportează eroare |
| CT-I-s-B-02668 (RAN: 61489.01)                                               | Situl arheologic de la General Scărișoreanu                                                        | sat General Scărișoreanu; comuna Amzacea            | „Moviladecenușă”, la 3 km NE de sat |                                                                                   | Încarcă foto \| video | Raportează eroare |
| CT-I-m-B-02668.01 (RAN: 61489.01.01)                                         | Așezare                                                                                            | sat General Scărișoreanu; comuna Amzacea            | „Moviladecenușă”, la 3 km NE de sat | sec. I - III p. Chr., Epoca romană                                                | Încarcă foto \| video | Raportează eroare |
| CT-I-m-B-02668.02 (RAN: 61489.01.02)                                         | Așezare                                                                                            | sat General Scărișoreanu; comuna Amzacea            | „Moviladecenușă”, la 3 km NE de sat | sec. IV - I a. Chr.                                                               | Încarcă foto \| video | Raportează eroare |
| CT-I-m-B-02668.03 (RAN: 61489.01.03)                                         | Tumuli                                                                                             | sat General Scărișoreanu; comuna Amzacea            | „Moviladecenușă”, la 3 km NE de sat | Epoca antică                                                                      | Încarcă foto \| video | Raportează eroare |
| CT-I-s-B-02669 (RAN: 61853.01)                                               | Fortificația de la Ghindărești, punct „La Cetate”                                                  | sat Ghindărești; comuna Ghindărești                 | „La Cetate”, la NV de sat | sec. I - VI p. Chr., Epoca romană                                                 | Încarcă foto \| video | Raportează eroare |
| CT-I-s-B-02670 (RAN: 61853.02)                                               | Situl arheologic de la Ghindărești                                                                 | sat Ghindărești; comuna Ghindărești                 | „Tunel”, la 2 km S de sat |                                                                                   | Încarcă foto \| video | Raportează eroare |
| CT-I-m-B-02670.01 (RAN: 61853.02.04)                                         | Așezare                                                                                            | sat Ghindărești; comuna Ghindărești                 | „Tunel”, la 2 km S de sat | sec. I - VI p. Chr., Epoca romană                                                 | Încarcă foto \| video | Raportează eroare |
| CT-I-m-B-02670.02 (RAN: 61853.02.03)                                         | Așezare                                                                                            | sat Ghindărești; comuna Ghindărești                 | „Tunel”, la 2 km S de sat | Hallstatt                                                                         | Încarcă foto \| video | Raportează eroare |
| CT-I-m-B-02670.03 (RAN: 61853.02.02)                                         | Așezare                                                                                            | sat Ghindărești; comuna Ghindărești                 | „Tunel”, la 2 km S de sat | Epoca bronzului                                                                   | Încarcă foto \| video | Raportează eroare |
| CT-I-m-B-02670.04 (RAN: 61853.02.01)                                         | Așezare                                                                                            | sat Ghindărești; comuna Ghindărești                 | „Tunel”, la 2 km S de sat | mil. IV a. Chr., Neolitic                                                         | Încarcă foto \| video | Raportează eroare |
| CT-I-s-B-02671 (RAN: 63027.01)                                               | Așezare rurală                                                                                     | sat Grădina; comuna Grădina                         | La 500 m SV de sat | sec. III - IV p. Chr., Epoca romană                                               | Încarcă foto \| video | Raportează eroare |
| CT-I-s-A-02672                                                               | Situl arheologic de la Grădina                                                                     | sat Grădina; comuna Grădina                         | În perimetrul întregii localități |                                                                                   | Încarcă foto \| video | Raportează eroare |
| CT-I-m-A-02672.01 (RAN: 63027.02.01)                                         | Ansamblu tumuli                                                                                    | sat Grădina; comuna Grădina                         | În perimetrul întregii localități 44.55429°N 28.43139°E | Epoca antică                                                                      | Încarcă foto \| video | Raportează eroare |
| CT-I-m-A-02672.02 (RAN: 63027.02.02)                                         | Așezare                                                                                            | sat Grădina; comuna Grădina                         | În perimetrul întregii localități 44.55429°N 28.43139°E | Neolitic                                                                          | Încarcă foto \| video | Raportează eroare |
| CT-I-s-A-02673 (RAN: 61416.01)                                               | Situl arheologic de la Gura Dobrogei                                                               | sat Gura Dobrogei; comuna Cogealac                  | Pe valea pârâului Gura Dobrogei, la 1,5 km SE de sat |                                                                                   | Încarcă foto \| video | Raportează eroare |
| CT-I-m-A-02673.01 (RAN: 61416.01.05)                                         | Locuire rupestră                                                                                   | sat Gura Dobrogei; comuna Cogealac                  | Pe valea pârâului Gura Dobrogei, la 1,5 km SE de sat 44.46753°N 28.48074°E | Epoca fierului                                                                    | Încarcă foto \| video | Raportează eroare |
| CT-I-m-A-02673.02 (RAN: 61416.01.04)                                         | Locuire rupestră                                                                                   | sat Gura Dobrogei; comuna Cogealac                  | Pe valea pârâului Gura Dobrogei, la 1,5 km SE de sat 44.46753°N 28.48074°E | Epoca bronzului                                                                   | Încarcă foto \| video | Raportează eroare |
| CT-I-m-A-02673.03 (RAN: 61416.01.03)                                         | Locuire rupestră                                                                                   | sat Gura Dobrogei; comuna Cogealac                  | Pe valea pârâului Gura Dobrogei, la 1,5 km SE de sat 44.46753°N 28.48074°E | Neolitic                                                                          | Încarcă foto \| video | Raportează eroare |
| CT-I-m-A-02673.04 (RAN: 61416.01.02)                                         | Locuire rupestră                                                                                   | sat Gura Dobrogei; comuna Cogealac                  | Pe valea pârâului Gura Dobrogei, la 1,5 km SE de sat 44.46753°N 28.48074°E | Mezolitic                                                                         | Încarcă foto \| video | Raportează eroare |
| CT-I-m-A-02673.05 (RAN: 61416.01.01)                                         | Locuire rupestră                                                                                   | sat Gura Dobrogei; comuna Cogealac                  | Pe valea pârâului Gura Dobrogei, la 1,5 km SE de sat 44.46753°N 28.48074°E | Paleolitic                                                                        | Încarcă foto \| video | Raportează eroare |
| CT-I-s-B-02674 (RAN: 61416.02)                                               | Situl arheologic de la Gura Dobrogei                                                               | sat Gura Dobrogei; comuna Cogealac                  | La confluența pârâului Gura Dobrogei cu râul Casimcea |                                                                                   | Încarcă foto \| video | Raportează eroare |
| CT-I-m-B-02674.01 (RAN: 61416.02.02)                                         | Așezare                                                                                            | sat Gura Dobrogei; comuna Cogealac                  | La confluența pârâului Gura Dobrogei cu râul Casimcea 44.47055°N 28.51472°E | sec. I - III p. Chr., Epoca romană                                                | Încarcă foto \| video | Raportează eroare |
| CT-I-m-B-02674.02 (RAN: 61416.02.01)                                         | Așezare                                                                                            | sat Gura Dobrogei; comuna Cogealac                  | La confluența pârâului Gura Dobrogei cu râul Casimcea 44.47055°N 28.51472°E | sec. III - I a. Chr., Epoca elenistică, Cultura greco - indigenă                  | Încarcă foto \| video | Raportează eroare |
| CT-I-s-B-02675 (RAN: 60918.01)                                               | Situl arheologic de la Hațeg                                                                       | sat Hațeg; comuna Adamclisi                         | În zona canalului de irigații, la NV de sat, în apropierea și pe malurile lacului Baciului, în comunele Adamclisi și Rasova |                                                                                   | Încarcă foto \| video | Raportează eroare |
| CT-I-m-B-02675.01                                                            | Așezare                                                                                            | sat Hațeg; comuna Adamclisi                         | În zona canalului de irigații, la NV de sat, în apropierea și pe malurile lacului Baciului, în comunele Adamclisi și Rasova | Epoca medieval timpurie                                                           | Încarcă foto \| video | Raportează eroare |
| CT-I-m-B-02675.02                                                            | Așezare                                                                                            | sat Hațeg; comuna Adamclisi                         | În zona canalului de irigații, la NV de sat, în apropierea și pe malurile lacului Baciului, în comunele Adamclisi și Rasova | sec. I - VI p. Chr., Epoca romană                                                 | Încarcă foto \| video | Raportează eroare |
| CT-I-m-B-02675.03                                                            | Așezare                                                                                            | sat Hațeg; comuna Adamclisi                         | În zona canalului de irigații, la NV de sat, în apropierea și pe malurile lacului Baciului, în comunele Adamclisi și Rasova | sec. IV - II a. Chr., Latène, Cultura geto-dacică                                 | Încarcă foto \| video | Raportează eroare |
| CT-I-s-A-02676 (RAN: 60810.01)                                               | Situl arheologic „Cetatea Carsium” de la Hârșova                                                   | oraș Hârșova                                        | Malul Dunării - str. Dobrogei până la intersecția cu str. Gh. Doja - spre V de-a lungul str. Carsium până la intersecția cu str. Lunei - str. Lunei și str. Venus spre S, până la malul Dunării, la Crucea monument 44.68138°N 27.95222°E |                                                                                   | Alte imagini          | Raportează eroare |
| CT-I-m-A-02676.01                                                            | Cetatea medievală                                                                                  | oraș Hârșova                                        | Malul Dunării - str. Dobrogei până la intersecția cu str. Gh. Doja - spre V de-a lungul str. Carsium până la intersecția cu str. Lunei - str. Lunei și str. Venus spre S, până la malul Dunării, la Crucea monument | sec. X - XIX, Epoca medievală                                                     |                       | Raportează eroare |
| CT-I-m-A-02676.02                                                            | Cetatea Carsium                                                                                    | oraș Hârșova                                        | Malul Dunării - str. Dobrogei până la intersecția cu str. Gh. Doja - spre V de-a lungul str. Carsium până la intersecția cu str. Lunei - str. Lunei și str. Venus spre S, până la malul Dunării, la Crucea monument | sec. I - VI p. Chr., Epoca romană                                                 |                       | Raportează eroare |
| CT-I-s-A-02677 (RAN: 60810.02)                                               | Tell                                                                                               | oraș Hârșova                                        | La marginea de SV a orașului; de la malul Dunării spre N pe str. Grădinilor, str. Gh. Doja, apoi pe str. Danubiu până la Dunăre 44.68528°N 27.94722°E | mil. V a. Chr., Neolitic                                                          |                       | Raportează eroare |
| CT-I-s-A-02678 (RAN: 60810.04)                                               | Situl arheologic de la Hârșova                                                                     | oraș Hârșova                                        | |                                                                                   |                       | Raportează eroare |
| CT-I-m-A-02678.01                                                            | Necropolă otomană                                                                                  | oraș Hârșova                                        | În partea de ENE a orașului, între șoseaua de centură, Intreprinderea de Sârmă și Cabluri și cimitirul turcesc | sec. XV - XIX                                                                     | Încarcă foto \| video | Raportează eroare |
| CT-I-m-A-02678.02                                                            | Necropolă                                                                                          | oraș Hârșova                                        | În partea de ENE a orașului, de la șoseaua de centură și rampa de gunoi până la str. Gropilor și str. Cloșca | sec. IV - VI p. Chr., Epoca romano-bizantină                                      | Încarcă foto \| video | Raportează eroare |
| CT-I-m-A-02678.03 (RAN: 60810.04.02)                                         | Necropolă plană                                                                                    | oraș Hârșova                                        | În partea de ENE a orașului, de la șoseaua de centură și rampa de gunoi până la str. Gropilor și str. Cloșca 44.68889°N 27.96167°E | sec. II - III p. Chr., Epoca romană                                               | Încarcă foto \| video | Raportează eroare |
| CT-I-m-A-02678.04 (RAN: 60810.04.03)                                         | Așezare                                                                                            | oraș Hârșova                                        | În partea de SE și E a orașului, de lamalul Dunării, între Șantierul Naval și Romcereal, spre N dincolo de DN2A Hârșova - Constanța 44.68889°N 27.96167°E | Epoca romană                                                                      | Încarcă foto \| video | Raportează eroare |
| CT-I-m-A-02678.05 (RAN: 60810.04.01)                                         | Necropolă tumulară                                                                                 | oraș Hârșova                                        | În partea de SE, E și NE a orașului, de la malul Dunării, între Șantierul Naval și Romcereal, spre N dincolo de DN2A Hârșova - Constanța și DN22A Hârșova - Tulcea 44.68889°N 27.96167°E | Epoca romană                                                                      | Încarcă foto \| video | Raportează eroare |
| CT-I-s-B-02679 (RAN: 61960.01)                                               | Fortificație de plan poligonal                                                                     | sat Ion Corvin; comuna Ion Corvin                   | Între Cuzgun și Aliman | Epoca romană                                                                      | Încarcă foto \| video | Raportează eroare |
| CT-I-s-B-02680 (RAN: 61960.02)                                               | Val de pământ                                                                                      | sat Ion Corvin; comuna Ion Corvin                   | între Cuzgun și Aliman |                                                                                   | Încarcă foto \| video | Raportează eroare |
| CT-I-s-A-02681 (RAN: 62039.01)                                               | Situl arheologic „Cetatea Histria”                                                                 | sat Istria; comuna Istria                           | „La cetate”, la SE de sat, pe malul lacului Sinoe 44.54725°N 28.77336°E |                                                                                   |                       | Raportează eroare |
| CT-I-m-A-02681.01                                                            | Cetatea Histria                                                                                    | sat Istria; comuna Istria                           | „La cetate”, la SE de sat, pe malul lacului Sinoe 46.06825°N 23.57074°E | sec. VII a. Chr. - sec. VII p. Chr., Epoca greco-romană                           | Alte imagini          | Raportează eroare |
| CT-I-m-A-02681.02                                                            | Așezare civilă                                                                                     | sat Istria; comuna Istria                           | „La cetate”, la SE de sat, pe malul lacului Sinoe | sec. VII a. Chr. - sec. VII p. Chr., Epoca greco-romană                           |                       | Raportează eroare |
| CT-I-m-A-02681.03                                                            | Necropolă tumulară șiplană                                                                         | sat Istria; comuna Istria                           | „La cetate”, la SE de sat, pe malul lacului Sinoe | sec. VII a. Chr. - sec. VII p. Chr., Epoca greco-romană                           | Încarcă foto \| video | Raportează eroare |
| CT-I-s-A-02682 (RAN: 62039.09)                                               | Situl arheologic de la Istria, punct „Movilele Dese”                                               | sat Istria; comuna Istria                           | „Movilele Dese”, la 1,5 km NV de cetate, pe malul lacului Sinoe, pe promontoriu |                                                                                   |                       | Raportează eroare |
| CT-I-m-A-02682.01 (RAN: 62039.09.02)                                         | Necropolă tumulară                                                                                 | sat Istria; comuna Istria                           | „Movilele Dese”, la 1,5 km NV de cetate, pe malul lacului Sinoe, pe promontoriu 44.56773°N 28.76124°E | sec. I - IV p. Chr., Epoca romană                                                 |                       | Raportează eroare |
| CT-I-m-A-02682.02 (RAN: 62039.09.01)                                         | Necropolă tumulară                                                                                 | sat Istria; comuna Istria                           | „Movilele Dese”, la 1,5 km NV de cetate, pe malul lacului Sinoe, pe promontoriu 44.56773°N 28.76124°E | sec. VI a. Chr. - sec. I p. Chr., Epoca greacă                                    |                       | Raportează eroare |
| CT-I-s-B-02683 (RAN: 62039.03)                                               | Situl arheologic de la Istria, punct „Bent”                                                        | sat Istria; comuna Istria                           | „Bent”, în vatra satului Istria | sec. VI - V a. Chr.                                                               | Încarcă foto \| video | Raportează eroare |
| CT-I-m-B-02683.01 (RAN: 62039.03.01)                                         | Așezare                                                                                            | sat Istria; comuna Istria                           | „Bent”, în vatra satului Istria | sec. VI - V a. Chr., Latène                                                       | Încarcă foto \| video | Raportează eroare |
| CT-I-m-B-02683.02 (RAN: 62039.03.02)                                         | Necropolă                                                                                          | sat Istria; comuna Istria                           | „Bent”, în vatra satului Istria | sec. VI - V a. Chr., Latène                                                       | Încarcă foto \| video | Raportează eroare |
| CT-I-s-B-02684 (RAN: 62039.04)                                               | Așezare rurală                                                                                     | sat Istria; comuna Istria                           | În dreptul podului de pe DJ226A către cetatea Histria, între lacurile Nuntași și Histria | sec. IV - III a. Chr., Epoca elenistică                                           | Încarcă foto \| video | Raportează eroare |
| CT-I-s-B-02685 (RAN: 62039.05)                                               | Așezare rurală                                                                                     | sat Istria; comuna Istria                           | La 1,5 km SE de sat | sec. II - III p. Chr., Epoca romană                                               | Încarcă foto \| video | Raportează eroare |
| CT-I-s-B-02686 (RAN: 62039.06)                                               | Situl arheologic de la Istria                                                                      | sat Istria; comuna Istria                           | Pe malul lacului Sinoe, la N de valul care delimitează necropola tumulară a Histriei |                                                                                   | Încarcă foto \| video | Raportează eroare |
| CT-I-m-B-02686.01 (RAN: 62039.06.01, 62039.06.03)                            | Așezare                                                                                            | sat Istria; comuna Istria                           | Pe malul lacului Sinoe, la N de valul care delimitează necropola tumulară a Histriei | sec. I - VI p. Chr., Epoca romană                                                 | Încarcă foto \| video | Raportează eroare |
| CT-I-m-B-02686.02 (RAN: 62039.06.02)                                         | Așezare                                                                                            | sat Istria; comuna Istria                           | Pe malul lacului Sinoe, la N de valul care delimitează necropola tumulară a Histriei | sec. III - I a. Chr., Epoca elenistică                                            | Încarcă foto \| video | Raportează eroare |
| CT-I-m-B-02686.03                                                            | Așezare                                                                                            | sat Istria; comuna Istria                           | Pe malul lacului Sinoe, la N de valul care delimitează necropola tumulară a Histriei | Neolitic                                                                          | Încarcă foto \| video | Raportează eroare |
| CT-I-s-B-02687 (RAN: 62039.07)                                               | Așezare                                                                                            | sat Istria; comuna Istria                           | „Drumul vacilor”, la 600 m S de sat | Neolitic                                                                          | Încarcă foto \| video | Raportează eroare |
| CT-I-s-B-02688 (RAN: 62734.01)                                               | Situl arheologic de la Ivrinezu Mic                                                                | sat Ivrinezu Mic; comuna Peștera                    | Pe platoul ce pătrunde în lacul Crachișului, la 1.7 - 1,8 km NNV de sat |                                                                                   | Încarcă foto \| video | Raportează eroare |
| CT-I-m-B-02688.01 (RAN: 62734.01.02)                                         | Așezare                                                                                            | sat Ivrinezu Mic; comuna Peștera                    | Pe platoul ce pătrunde în lacul Crachișului, la 1.7 - 1,8 km NNV de sat 44.24972°N 28.02435°E |                                                                                   | Încarcă foto \| video | Raportează eroare |
| CT-I-m-B-02688.02 (RAN: 62734.01.01)                                         | Fortificație                                                                                       | sat Ivrinezu Mic; comuna Peștera                    | Pe platoul ce pătrunde în lacul Crachișului, la 1.7 - 1,8 km NNV de sat 44.24972°N 28.02435°E | sec. VI - V a. Chr., Hallstatt                                                    | Încarcă foto \| video | Raportează eroare |
| CT-I-m-B-02688.03 (RAN: 62734.01.03)                                         | Val de apărare                                                                                     | sat Ivrinezu Mic; comuna Peștera                    | Pe platoul ce pătrunde în lacul Crachișului, la 1.7 - 1,8 km NNV de sat 44.24972°N 28.02435°E | Hallstatt                                                                         | Încarcă foto \| video | Raportează eroare |
| CT-I-s-B-02689 (RAN: 62734.02)                                               | Așezare                                                                                            | sat Ivrinezu Mic; comuna Peștera                    | La 400-500 m V de fortificație |                                                                                   | Încarcă foto \| video | Raportează eroare |
| CT-I-s-A-02690                                                               | Situl arheologic de la Ivrinezu Mic                                                                | sat Ivrinezu Mic; comuna Peștera                    | În perimetrul întregii localități |                                                                                   | Încarcă foto \| video | Raportează eroare |
| CT-I-m-A-02690.01 (RAN: 62734.03.01)                                         | Așezare                                                                                            | sat Ivrinezu Mic; comuna Peștera                    | În perimetrul întregii localități 44.22956°N 28.0404°E | sec. IX - XI, Epoca medieval timpurie                                             | Încarcă foto \| video | Raportează eroare |
| CT-I-m-A-02690.02 (RAN: 62734.03.02)                                         | Ansamblu tumuli                                                                                    | sat Ivrinezu Mic; comuna Peștera                    | În perimetrul întregii localități 44.22956°N 28.04045°E | Epoca antică                                                                      | Încarcă foto \| video | Raportează eroare |
| CT-I-m-A-02557.02 (RAN: 62725.01.01)                                         | Valul mic de pământ                                                                                | sat Ivrinezu Mare; comuna Peștera                   | Prin NE satului Ivrinezu Mare 44.24529°N 28.06464°E | sec. VI p. Chr., Epoca romană                                                     | Încarcă foto \| video | Raportează eroare |
| CT-I-s-A-02691 (RAN: 62128.01)                                               | Situl arheologic de la Izvoarele                                                                   | sat Izvoarele; comuna Lipnița                       | „Cale-Gherghi”, pe malul Dunării, la 3 km în aval de sat |                                                                                   | Încarcă foto \| video | Raportează eroare |
| CT-I-m-A-02691.01 (RAN: 62128.01.04)                                         | Fortificație medievală                                                                             | sat Izvoarele; comuna Lipnița                       | „Cale-Gherghi”, pe malul Dunării, la 3 km în aval de sat 44.18268°N 27.55221°E | Epoca medievală                                                                   | Încarcă foto \| video | Raportează eroare |
| CT-I-m-A-02691.02 (RAN: 62128.01.03)                                         | Așezare                                                                                            | sat Izvoarele; comuna Lipnița                       | „Cale-Gherghi”, pe malul Dunării, la 3 km în aval de sat 44.18268°N 27.55221°E | Epoca medievală                                                                   | Încarcă foto \| video | Raportează eroare |
| CT-I-m-A-02691.03 (RAN: 62128.01.02)                                         | Cetatea Sucidava                                                                                   | sat Izvoarele; comuna Lipnița                       | „Cale-Gherghi”, pe malul Dunării, la 3 km în aval de sat 44.18268°N 27.55221°E | sec. II - VI p. Chr., Epoca romană                                                | Încarcă foto \| video | Raportează eroare |
| CT-I-m-A-02691.04 (RAN: 62128.01.01)                                         | Cetate                                                                                             | sat Izvoarele; comuna Lipnița                       | „Cale-Gherghi”, pe malul Dunării, la 3 km în aval de sat 44.18268°N 27.55221°E | sec. III - I a. Chr., Latène, Cultura geto-dacică                                 | Încarcă foto \| video | Raportează eroare |
| CT-I-s-B-02692 (RAN: 60589.01)                                               | Așezare rurală                                                                                     | sat Lazu; comuna Agigea                             | În vatra satului și în apropierea cimitirului | sec. II - VI p. Chr., Epoca romană                                                | Încarcă foto \| video | Raportează eroare |
| CT-I-s-B-02693 (RAN: 60589.02)                                               | Așezare                                                                                            | sat Lazu; comuna Agigea                             | În marginea de NNV a satului, la cca. 300 m de ultimele case și la cca. 100 m SV de un pâlc de nuci, pe versantul de V al văii | sec. IV - VI p. Chr., Epoca romano-bizantină                                      | Încarcă foto \| video | Raportează eroare |
| CT-I-s-A-02694 (RAN: 62066.01)                                               | Ansamblu tumuli                                                                                    | sat Lipnița; comuna Lipnița                         | În perimetrul întregii comune 44.07848°N 27.60505°E | Epoca antică                                                                      | Încarcă foto \| video | Raportează eroare |
| CT-I-s-B-02695 (RAN: 61531.01)                                               | Așezare rurală                                                                                     | sat Luminița; comuna Corbu                          | | sec. II - IV p. Chr., Epoca romană                                                | Încarcă foto \| video | Raportează eroare |
| CT-I-s-A-02696 (RAN: 60491.03)                                               | Situl arheologic „Orașul antic Callatis”                                                           | municipiul Mangalia                                 | Între Sanatoriul balnear, Casa de Cultură, str. Constanței, Geamie și intrarea în portul comercial 43.81514°N 28.58328°E |                                                                                   |                       | Raportează eroare |
| CT-I-m-A-02696.01 (RAN: 60491.01.01, 60491.01.02)                            | Cetatea romană și romano-bizantină                                                                 | municipiul Mangalia                                 | Între Sanatoriul balnear, Casa de Cultură, str. Constanței, Geamie și intrarea în portul comercial 43.81248°N 28.58622°E | sec. I-VII p. Chr., Epoca romană și romano-bizantină                              |                       | Raportează eroare |
| CT-I-m-A-02696.02 (RAN: 60491.12.01)                                         | Morminte hypogee paleocreștine cu inscripții                                                       | municipiul Mangalia                                 | Pe DJ391 spre Albești, în zona intersecției cu str. Vârtejan, în dreptul Fabricii de lapte, stația de betoane și de biogaz 43.81433°N 28.57378°E | sec. VI - VII, Epoca romano-bizantină                                             | Încarcă foto \| video | Raportează eroare |
| CT-I-m-A-02696.03 (RAN: 60491.01.03)                                         | Bazilică                                                                                           | municipiul Mangalia                                 | La SE de stadion, lângă zidul de incintă (latura de N) 43.81248°N 28.58622°E | sec. V - VI p. Chr., Epoca romano-bizantină                                       |                       | Raportează eroare |
| CT-I-m-A-02696.04 (RAN: 60491.01.04)                                         | Clădire                                                                                            | municipiul Mangalia                                 | În marginea de SE a stadionului 43.81248°N 28.58622°E | sec. V - VI p. Chr., Epoca romano-bizantină                                       | Încarcă foto \| video | Raportează eroare |
| CT-I-m-A-02696.05 (RAN: 60491.11.01, 60491.11.02, 60491.11.03)               | Necropolă                                                                                          | municipiul Mangalia                                 | În marginea de V a orașului, între calea ferată, drumul spre Albești și grajdurile CAP Mangalia 43.81417°N 28.55838°E | sec. IV - VI p. Chr., Epoca romano-bizantină                                      |                       | Raportează eroare |
| CT-I-m-A-02696.06 (RAN: 60491.01.05)                                         | Zidul de apărare al cetății Callatis                                                               | municipiul Mangalia                                 | La S de oraș, lângă stația de decantare 43.81248°N 28.58622°E | sec. VI a. Chr. - V p. Chr., Epoca greco-romană                                   | Încarcă foto \| video | Raportează eroare |
| CT-I-m-A-02696.07 (RAN: 60491.04.01, 60491.04.02)                            | Necropola tumulară                                                                                 | municipiul Mangalia                                 | În perimetrul întregului teritoriu administrativ Mangalia 43.82633°N 28.54059°E | sec. III - I a. Chr., Epoca elenistică                                            |                       | Raportează eroare |
| CT-I-m-A-02696.08 (RAN: 60491.01.06)                                         | Colonia greacă Callatis                                                                            | municipiul Mangalia                                 | Între Sanatoriul balnear, Casa de Cultură, str. Constanței, Geamie și intrarea în portul comercial 43.81248°N 28.58622°E | sec. IV - I a. Chr., Epoca greacă                                                 | Încarcă foto \| video | Raportează eroare |
| CT-I-m-A-02696.09 (RAN: 60491.08.01)                                         | Mormântul „cu papirus”                                                                             | municipiul Mangalia                                 | În partea de V a stadionului, lângă Muzeu 43.81619°N 28.58538°E | sec. IV - I a. Chr., Latène                                                       |                       | Raportează eroare |
| CT-I-m-A-02696.10 (RAN: 60491.09.01, 60491.09.02)                            | Necropolă                                                                                          | municipiul Mangalia                                 | Zona stadionului și a Sanatoriului TBC 43.81611°N 28.58694°E | sec. IV - II a. Chr., Epoca elenistică                                            | Încarcă foto \| video | Raportează eroare |
| CT-I-m-A-02696.11 (RAN: 60491.10.01)                                         | Mormântul cu boltă (scitic)                                                                        | municipiul Mangalia                                 | Pe malul lacului Mangalia, la V de satul 2 Mai 43.79722°N 28.55694°E | sec. IV - III a. Chr., Latène                                                     | Încarcă foto \| video | Raportează eroare |
| CT-I-m-A-02696.12 (RAN: 60491.01.07)                                         | Zid de incintă                                                                                     | municipiul Mangalia                                 | Pe latura de S a stadionului, pe sub hala centrală șipiațaactuală 43.81248°N 28.58622°E | sec. IV a. Chr., Epoca romană                                                     |                       | Raportează eroare |
| CT-I-m-A-02558.02                                                            | Valul mare de pământ                                                                               | municipiul Medgidia                                 | Dispare la pct. Gura Ghermelelor, reapărând 13 km la E, la pct. Pietre, apoi traversează mun. Medgidia în lungul str. Poporului | sec. IX, Epoca medieval timpurie                                                  |                       | Raportează eroare |
| CT-I-m-A-02559.03 (RAN: 60856.01.01)                                         | Valul de piatră                                                                                    | municipiul Medgidia                                 | Traversează teritoriul actual al mun. Medgidia în lungul str. Poporului 44.24532°N 28.27704°E | sec. X, Epoca medievală timpurie                                                  | Încarcă foto \| video | Raportează eroare |
| CT-I-s-B-02697 (RAN: 60856.02)                                               | Așezare                                                                                            | municipiul Medgidia                                 | Între str. Nicolae Bălcescu, Republicii, Poporului și Decebal | sec. IX - XI, Epoca medieval timpurie                                             | Încarcă foto \| video | Raportează eroare |
| CT-I-s-B-02698 (RAN: 60856.03)                                               | Necropolă de înhumație                                                                             | municipiul Medgidia                                 | „Forja Veche”, în curtea Intreprinderii Mecanice de Utilaje Medgidia, str. Independenței, zona de NV a municipiului | sec. II - I a. Chr., Latène                                                       | Încarcă foto \| video | Raportează eroare |
| CT-I-s-B-02699 (RAN: 60856.04)                                               | Așezare                                                                                            | municipiul Medgidia                                 | Str. Dumbrava Roșie, de o parte și de alta a acesteia | sec. IX - XI, Epoca medieval timpurie                                             | Încarcă foto \| video | Raportează eroare |
| CT-I-s-B-02700 (RAN: 62262.01)                                               | Așezare                                                                                            | sat Mihai Viteazu; comuna Mihai Viteazu             | „Dealul Mormintelor”, la 1 km SSE de biserica din sat | sec. IV - VI p. Chr., Epoca romano-bizantină                                      | Încarcă foto \| video | Raportează eroare |
| CT-I-s-A-02701 (RAN: 62262.02)                                               | Ansamblu tumuli                                                                                    | sat Mihai Viteazu; comuna Mihai Viteazu             | în perimetrul întregii comune 44.64661°N 28.64677°E | Epoca antică                                                                      | Încarcă foto \| video | Raportează eroare |
| CT-I-m-A-02559.02 (RAN: 62299.01.01)                                         | Valul de piatră                                                                                    | sat Mircea Vodă; comuna Mircea Vodă                 | Prin perimetrul agricol al satului Mircea Vodă, la 1 km S de gara CFR Mircea Vodă 44.25793°N 28.14775°E | sec. X, Epoca medieval timpurie                                                   | Încarcă foto \| video | Raportează eroare |
| CT-I-s-A-02560 (RAN: 62299.02)                                               | Ansamblu tumuli                                                                                    | sat Mircea Vodă                                     | În perimetrul întregii comune 44.29462°N 28.16122°E | Epoca antică                                                                      | Încarcă foto \| video | Raportează eroare |
| CT-I-s-B-02702                                                               | Situl arheologic de la Mircea Vodă                                                                 | sat Mircea Vodă; comuna Mircea Vodă                 | În vecinătatea gării Mircea Vodă |                                                                                   | Încarcă foto \| video | Raportează eroare |
| CT-I-m-B-02702.01 (RAN: 62299.03.03)                                         | Așezare                                                                                            | sat Mircea Vodă; comuna Mircea Vodă                 | În vecinătatea gării Mircea Vodă | sec. IX - XI, Epoca medieval timpurie                                             | Încarcă foto \| video | Raportează eroare |
| CT-I-m-B-02702.02 (RAN: 62299.03.01)                                         | Castru                                                                                             | sat Mircea Vodă; comuna Mircea Vodă                 | În vecinătatea gării Mircea Vodă | sec. IV - VI p. Chr., Epoca romano-bizantină                                      | Încarcă foto \| video | Raportează eroare |
| CT-I-m-B-02702.03 (RAN: 62299.03.02)                                         | Așezare                                                                                            | sat Mircea Vodă; comuna Mircea Vodă                 | În vecinătatea gării Mircea Vodă | sec. IV - VI p. Chr., Epoca romano-bizantină                                      | Încarcă foto \| video | Raportează eroare |
| CT-I-s-B-02703 (RAN: 60623.01)                                               | Villa rustica                                                                                      | sat Moșneni; comuna 23 August                       | La 10 km N de Mangalia și la 1 km SV de fostul IAS Moșneni | sec. II - III p. Chr., Epoca romană                                               | Încarcă foto \| video | Raportează eroare |
| CT-I-m-A-02559.06 (RAN: 62379.06.01)                                         | Valul de piatră                                                                                    | oraș Murfatlar                                      | Pe direcția NV-SE, la N de orașul Murfatlar 44.19337°N 28.44405°E | sec. X, Epoca medieval timpurie                                                   | Încarcă foto \| video | Raportează eroare |
| CT-I-s-A-02585 (RAN: 62379.01)                                               | Ansamblul rupestru de la Murfatlar                                                                 | oraș Murfatlar                                      | Str. Muzeului 1, pe versantul de N al „Dealului Tibișir”, pe malul de SV al canalului Dunăre-Marea Neagră, la S de DN3 Constanța-Ostrov 44.16593°N 28.40492°E | sec. X - XI, Epoca medieval timpurie                                              |                       | Raportează eroare |
| CT-I-m-A-02585.01                                                            | Biserici                                                                                           | oraș Murfatlar                                      | Str. Muzeului 1, pe versantul de N al „Dealului Tibișir”, pe malul de SV al canalului Dunăre-Marea Neagră, la S de DN3 Constanța-Ostrov | sec. X - XI, Epoca medieval timpurie                                              | Încarcă foto \| video | Raportează eroare |
| CT-I-m-A-02585.02                                                            | Morminte                                                                                           | oraș Murfatlar                                      | Str. Muzeului 1, pe versantul de N al „Dealului Tibișir”, pe malul de SV al canalului Dunăre-Marea Neagră, la S de DN3 Constanța-Ostrov | sec. X - XI, Epoca medieval timpurie                                              | Încarcă foto \| video | Raportează eroare |
| CT-I-m-A-02585.03                                                            | Chilii                                                                                             | oraș Murfatlar                                      | Str. Muzeului 1, pe versantul de N al „Dealului Tibișir”, pe malul de SV al canalului Dunăre-Marea Neagră, la S de DN3 Constanța-Ostrov | sec. X - XI, Epoca medieval timpurie                                              | Încarcă foto \| video | Raportează eroare |
| CT-I-m-A-02585.04                                                            | Galerii                                                                                            | oraș Murfatlar                                      | Str. Muzeului 1, pe versantul de N al „Dealului Tibișir”, pe malul de SV al canalului Dunăre-Marea Neagră, la S de DN3 Constanța-Ostrov | sec. X - XI, Epoca medieval timpurie                                              | Încarcă foto \| video | Raportează eroare |
| CT-I-m-B-02586 (RAN: 62379.03)                                               | Turn de piatră                                                                                     | oraș Murfatlar                                      | La NE de oraș |                                                                                   | Încarcă foto \| video | Raportează eroare |
| CT-I-s-A-02587 (RAN: 62379.02)                                               | Castrul de apărare a valului                                                                       | oraș Murfatlar                                      | 44.18416°N 28.42781°E | Epoca romană                                                                      | Încarcă foto \| video | Raportează eroare |
| CT-I-s-B-02704 (RAN: 60516.01)                                               | Așezare                                                                                            | oraș Năvodari                                       | La S de oraș, aproape de DN86 spre Mamaia | sec. I - III p. Chr., Epoca romană                                                | Încarcă foto \| video | Raportează eroare |
| CT-I-s-B-02732 (RAN: 60516.02, 62235.02)                                     | Așezare                                                                                            | oraș Năvodari                                       | Insula Ostrov din lacul Tașaul 44.35167°N 28.61333°E | mil. IV a. Chr., Eneolitic, Cultura Gumelnița                                     |                       | Raportează eroare |
| CT-I-s-B-02705                                                               | Situl arheologic de la Negru Vodă                                                                  | oraș Negru Vodă                                     | La marginea de N a localității |                                                                                   | Încarcă foto \| video | Raportează eroare |
| CT-I-m-B-02705.01 (RAN: 62404.01.01)                                         | Așezare                                                                                            | oraș Negru Vodă                                     | La marginea de N a localității 43.8225°N 28.21083°E | sec. X, Epoca medieval timpurie                                                   | Încarcă foto \| video | Raportează eroare |
| CT-I-m-B-02705.02 (RAN: 62404.01.02)                                         | Ansamblu tumuli                                                                                    | oraș Negru Vodă                                     | La marginea de N a localității 43.8225°N 28.21083°E | Epoca antică                                                                      | Încarcă foto \| video | Raportează eroare |
| CT-I-s-B-02706 (RAN: 61096.01)                                               | Situl arheologic de la Negureni                                                                    | sat Negureni; oraș Băneasa                          | „Pădurea Negureni”, la cca. 200 m S de DN3, Trupul Valea Cișmelelor |                                                                                   | Încarcă foto \| video | Raportează eroare |
| CT-I-m-B-02706.01 (RAN: 61096.01.02)                                         | Așezare                                                                                            | sat Negureni; oraș Băneasa                          | „Pădurea Negureni”, la cca. 200 m S de DN3. Întregul intravilan al satului Negureni, cu străzile aferente, principale și secundare, perimetrul localității Negureni | sec. XI, Epoca medieval timpurie                                                  | Încarcă foto \| video | Raportează eroare |
| CT-I-m-B-02706.02 (RAN: 61096.01.01)                                         | Așezare                                                                                            | sat Negureni; oraș Băneasa                          | „Pădurea Negureni”, la cca. 200 m S de DN3. Întregul intravilan al satului Negureni, cu străzile aferente, principale și secundare, perimetrul localității Negureni | sec. VI p. Chr., Epoca romano-bizantină                                           | Încarcă foto \| video | Raportează eroare |
| CT-I-s-B-02707 (RAN: 61096.02)                                               | Apeduct                                                                                            | sat Negureni; oraș Băneasa                          | La 500 m V de așezare, Trupul Valea Cișmelelor | sec. III p. Chr., Epoca romană                                                    | Încarcă foto \| video | Raportează eroare |
| CT-I-s-B-02708 (RAN: 62459.01)                                               | Așezare                                                                                            | sat Nicolae Bălcescu; comuna Nicolae Bălcescu       | La N de sat, pe DJ Nicolae Bălcescu - Medgidia | sec. XIII - XII a. Chr., Epoca bronzului                                          | Încarcă foto \| video | Raportează eroare |
| CT-I-s-B-02709 (RAN: 61158.01)                                               | Așezare                                                                                            | sat Nisipari; comuna Cuza Vodă                      | La 4 km N de sat | sec. I - III p. Chr., Epoca romană                                                | Încarcă foto \| video | Raportează eroare |
| CT-I-s-B-02710 (RAN: 62636.01)                                               | Așezare                                                                                            | sat Nistorești; comuna Pantelimon                   | La 200 m N de sat | sec. I - VI p. Chr., Epoca romană                                                 | Încarcă foto \| video | Raportează eroare |
| CT-I-s-B-02711 (RAN: 62636.02)                                               | Așezare                                                                                            | sat Nistorești; comuna Pantelimon                   | La 1,5 km N de sat | sec. III - IV p. Chr., Epoca romană                                               | Încarcă foto \| video | Raportează eroare |
| CT-I-s-B-02712 (RAN: 62048.01)                                               | Așezare grecească                                                                                  | sat Nuntași; comuna Istria                          | La capătul de V al satului | sec. VI - IV a. Chr., Latène                                                      | Încarcă foto \| video | Raportează eroare |
| CT-I-s-B-02713 (RAN: 62048.02)                                               | Așezare rurală                                                                                     | sat Nuntași; comuna Istria                          | La 300 m SV de sat | sec. II - III p. Chr., Epoca romană                                               | Încarcă foto \| video | Raportează eroare |
| CT-I-s-B-02714 (RAN: 62048.03)                                               | Așezare                                                                                            | sat Nuntași; comuna Istria                          | Nuntași Băi, la 300 m | sec. IV - II a. Chr., Epoca elenistică                                            | Încarcă foto \| video | Raportează eroare |
| CT-I-s-B-02715 (RAN: 62048.04)                                               | Situl arheologic de la Nuntași, punct Nuntași Băi II                                               | sat Nuntași; comuna Istria                          | La 1 km N de Băile Nuntași, cca. 400 m SV de intersecția DJ226 Năvodari - Mihai Viteazu cu DJ226A spre Histria | sec. I-III p. Chr.                                                                | Încarcă foto \| video | Raportează eroare |
| CT-I-s-B-02716 (RAN: 62048.05)                                               | Situl arheologic de la Nuntași, punct Nuntași Băi III                                              | sat Nuntași; comuna Istria                          | La capătul de E al satului | sec. IV - VI p. Chr., Epoca romano-bizantină                                      | Încarcă foto \| video | Raportează eroare |
| CT-I-s-B-02717 (LMI92: 14A0193) (RAN: 62495.01)                              | Sitularheologic „Cetatea Altinum”-Oltina                                                           | sat Oltina; comuna Oltina                           | „Dealul Măciuca” 44.19055°N 27.6952°E | sec. IV - VI p. Chr.                                                              | Încarcă foto \| video | Raportează eroare |
| CT-I-m-B-02717.01                                                            | Cetatea Altinum                                                                                    | sat Oltina; comuna Oltina                           | „Dealul Măciuca” | sec. IV - VI p. Chr., Epoca romano-bizantină                                      | Încarcă foto \| video | Raportează eroare |
| CT-I-m-B-02717.02                                                            | Cuptoare de ars ceramică                                                                           | sat Oltina; comuna Oltina                           | „Dealul Măciuca” | sec. IV - VI p. Chr., Epoca romano-bizantină                                      | Încarcă foto \| video | Raportează eroare |
| CT-I-s-A-02718 (RAN: 62495.02)                                               | Ansamblu tumuli                                                                                    | sat Oltina; comuna Oltina                           | În perimetrul întregii comune 44.18319°N 27.69285°E |                                                                                   | Încarcă foto \| video | Raportează eroare |
| CT-I-s-A-02719 (RAN: 62547.01)                                               | Situl arheologic Durostorum                                                                        | sat Ostrov; comuna Ostrov                           | „Regie”, în apropierea punctului de trecere peste Dunăre, pe malul drept, în dreptul punctului de trecere a frontierei la Silistra, Bulgaria 44.11163°N 27.30701°E |                                                                                   |                       | Raportează eroare |
| CT-I-m-A-02719.01                                                            | Necropolă                                                                                          | sat Ostrov; comuna Ostrov                           | „Regie”, în apropierea punctului de trecere peste Dunăre, pe malul drept, în dreptul punctului de trecere a frontierei la Silistra, Bulgaria | Epoca medieval timpurie                                                           | Încarcă foto \| video | Raportează eroare |
| CT-I-m-A-02719.02                                                            | Canabele castrului Durostorum                                                                      | sat Ostrov; comuna Ostrov                           | „Regie”, în apropierea punctului de trecere peste Dunăre, pe malul drept, în dreptul punctului de trecere a frontierei la Silistra, Bulgaria | sec. II - IV p. Chr., Epoca romană                                                |                       | Raportează eroare |
| CT-I-m-A-02719.03                                                            | Necropolă                                                                                          | sat Ostrov; comuna Ostrov                           | „Regie”, în apropierea punctului de trecere peste Dunăre, pe malul drept, în dreptul punctului de trecere a frontierei la Silistra, Bulgaria | sec. II - IV p. Chr., Epoca romană                                                | Încarcă foto \| video | Raportează eroare |
| CT-I-s-A-02720 (RAN: 62547.02)                                               | Cetatea bizantină din insula Păcuiul lui Soare                                                     | sat Ostrov; comuna Ostrov                           | Insula „Păcuiul lui Soare” 44.13272°N 27.47143°E | sec. X - XV, Epoca medieval timpurie                                              |                       | Raportează eroare |
| CT-I-s-B-02721 (RAN: 62547.03)                                               | Necropolă                                                                                          | sat Ostrov; comuna Ostrov                           | În dreptul silozurilor fostului SMA - str. Almalăului 12-16 | sec. IV a. Chr., Hallstatt                                                        | Încarcă foto \| video | Raportează eroare |
| CT-I-s-A-02722 (RAN: 62547.04)                                               | Ansamblu tumuli                                                                                    | sat Ostrov; comuna Ostrov                           | În perimetrul întregii comune 44.10212°N 27.40077°E | Epoca antică                                                                      | Încarcă foto \| video | Raportează eroare |
| CT-I-s-A-02723 (RAN: 60696.01)                                               | Situl arheologic de la Ovidiu                                                                      | oraș Ovidiu                                         | Pe malul lacului Siutghiol, în partea de SE a orașului, la SV de insula Ovidiu 44.24639°N 28.5775°E |                                                                                   |                       | Raportează eroare |
| CT-I-m-A-02723.01 (RAN: 60696.01.01)                                         | Castru                                                                                             | oraș Ovidiu                                         | Pe malul lacului Siutghiol, în partea de SE a orașului, la SV de insula Ovidiu 44.24639°N 28.5775°E | sec. IV - VI p. Chr., Epoca romană                                                | Alte imagini          | Raportează eroare |
| CT-I-m-A-02723.02 (RAN: 60696.01.02)                                         | Așezare                                                                                            | oraș Ovidiu                                         | Pe malul lacului Siutghiol, în partea de SE a orașului, la SV de insula Ovidiu 44.24639°N 28.5775°E | Epoca romană                                                                      |                       | Raportează eroare |
| CT-I-s-B-02724 (RAN: 60446.01)                                               | Situl arheologic de la Palazu Mare                                                                 | localitatea Palazu Mare; municipiul Constanța       | |                                                                                   | Încarcă foto \| video | Raportează eroare |
| CT-I-m-B-02724.01 (RAN: 60446.01.01)                                         | Așezare rurală                                                                                     | localitatea Palazu Mare; municipiul Constanța       | intravilan | sec. II - IV p. Chr., Epoca romană                                                | Încarcă foto \| video | Raportează eroare |
| CT-I-m-B-02724.02 (RAN: 60446.01.02)                                         | Necropolă                                                                                          | localitatea Palazu Mare; municipiul Constanța       | | Neolitic                                                                          | Încarcă foto \| video | Raportează eroare |
| CT-I-s-B-02725 (RAN: 62226.01)                                               | Așezare                                                                                            | sat Palazu Mic; comuna Mihail Kogălniceanu          | „La pământul galben”, la 1 km NV de podul DN22 Constanța-Tulcea peste Casimcea și 1 km de sat | sec. I - III p. Chr., Epoca romană timpurie                                       | Încarcă foto \| video | Raportează eroare |
| CT-I-s-A-02726                                                               | Situl arheologic „Cetatea Ulmetum” de la Pantelimon                                                | sat Pantelimon; comuna Pantelimon                   | În vecinătatea de E a satului, la S de DJ226B 44.54762°N 28.34157°E | sec. II - IV p. Chr.                                                              | Alte imagini          | Raportează eroare |
| CT-I-m-A-02726.01 (RAN: 62618.01.01)                                         | Cetatea Ulmetum                                                                                    | sat Pantelimon; comuna Pantelimon                   | În vecinătatea de E a satului, la S de DJ226B 44.54763°N 28.34157°E | sec. II - IV p. Chr., Epoca romană                                                |                       | Raportează eroare |
| CT-I-m-A-02726.02 (RAN: 62618.01.02)                                         | Castru de pământ                                                                                   | sat Pantelimon; comuna Pantelimon                   | În vecinătatea de E a satului, la S de DJ226B 44.54763°N 28.34157°E | sec. II - IV p. Chr., Epoca romană                                                |                       | Raportează eroare |
| CT-I-m-B-02727 (RAN: 61782.01)                                               | Așezare rurală                                                                                     | sat Pădureni; comuna Dobromir                       | Intravilan | sec. I - IV p. Chr., Epoca romană                                                 | Încarcă foto \| video | Raportează eroare |
| CT-I-s-B-02728 (RAN: 62681.01)                                               | Așezare                                                                                            | sat Pecineaga; comuna Pecineaga                     | La cca. 3 km E de sat | sec. II - IV p. Chr., Epoca romană                                                | Încarcă foto \| video | Raportează eroare |
| CT-I-s-A-02729 (RAN: 62681.02)                                               | Tumuli                                                                                             | sat Pecineaga; comuna Pecineaga                     | La 2-4 km SV de sat 43.89907°N 28.45944°E | Epoca antică                                                                      | Încarcă foto \| video | Raportează eroare |
| CT-I-s-B-02730 (RAN: 61693.01)                                               | Așezare rurală                                                                                     | sat Petroșani; comuna Deleni                        | Intravilan și la E de sat | sec. II - IV p. Chr., Epoca romană                                                | Încarcă foto \| video | Raportează eroare |
| CT-I-s-B-02731 (RAN: 62235.01)                                               | Așezare                                                                                            | sat Piatra; comuna Mihail Kogălniceanu              | „Rățărie”, pe o peninsulă pe malul de N al lacului Tașaul, la cca. 2,5 km SE de sat, la S de DC85 spre Luminița, com. Corbu | sec. III a. Chr., Epoca elenistică                                                | Încarcă foto \| video | Raportează eroare |
| CT-I-s-B-02733 (RAN: 61700.01)                                               | Situl arheologic de la Pietreni                                                                    | sat Pietreni; comuna Deleni                         | La intrarea în sat dinspre Deleni (SV), Sola II C2 |                                                                                   | Încarcă foto \| video | Raportează eroare |
| CT-I-m-B-02733.01 (RAN: 61700.01.02)                                         | Villa rustica                                                                                      | sat Pietreni; comuna Deleni                         | La intrarea în sat dinspre Deleni (SV), Sola II C2 | sec. III - IV p. Chr., Epoca romană                                               | Încarcă foto \| video | Raportează eroare |
| CT-I-m-B-02733.02 (RAN: 61700.01.01)                                         | Mormânt de înhumație                                                                               | sat Pietreni; comuna Deleni                         | La intrarea în sat dinspre Deleni (SV), Sola II C2 | sec. III - IV p. Chr., Epoca romană                                               | Încarcă foto \| video | Raportează eroare |
| CT-I-s-A-02734 (RAN: 61700.02)                                               | Tumuli                                                                                             | sat Pietreni; comuna Deleni                         | În perimetrul întregii localități 44.09701°N 28.08055°E | Epoca antică                                                                      | Încarcă foto \| video | Raportează eroare |
| CT-I-s-B-02735 (RAN: 61247.01, 61247.02)                                     | Situl arheologic de la Plopeni                                                                     | sat Plopeni; comuna Chirnogeni                      | La 6 km V de sat Credința, între acesta și satul Plopeni |                                                                                   | Încarcă foto \| video | Raportează eroare |
| CT-I-m-B-02735.01 (RAN: 61247.02.01)                                         | Cimitir de incinerație                                                                             | sat Plopeni; comuna Chirnogeni                      | În vatra satului | sec. X, Epoca medieval timpurie                                                   | Încarcă foto \| video | Raportează eroare |
| CT-I-m-B-02735.02 (RAN: 61247.01.01)                                         | Fortificație                                                                                       | sat Plopeni; comuna Chirnogeni                      | La 6 km V de sat Credința, între acesta și satul Plopeni 43.98361°N 28.20194°E | sec. IV - VI p. Chr., Epoca romano-bizantină                                      |                       | Raportează eroare |
| CT-I-m-A-02558.06 (RAN: 62770.01.01)                                         | Fortificație din sistemul marelui val de pământ                                                    | sat Poarta Albă; comuna Poarta Alba                 | Valul mare de pământ, cu fortificații - apare în NV teritoriului administrativ, la E de cariera Lafarge Medgidia, apoi un tronson pe direcția NV-SE, la N de satul Poarta Albă și la S de Penitenciarul Poarta Albă, la N de Canalul Poarta Albă-Midia, Năvodari, la E de satul Poarta Albă, la limita cu teritoriul administrativ al orașului Murfatlar 44.20483°N 28.42268°E | sec. VI p. Chr., Epoca medieval timpurie                                          | Încarcă foto \| video | Raportează eroare |
| CT-I-m-A-02559.05 (RAN: 62770.02.01, 62770.02.02, 62770.02.03, 62770.02.04)  | Valul de piatră                                                                                    | sat Poarta Albă; comuna Poarta Albă                 | Prin capătul de S al satului Poarta Albă 44.19417°N 28.40399°E | sec. X, Epoca medieval timpurie                                                   | Încarcă foto \| video | Raportează eroare |
| CT-I-s-B-02736                                                               | Situl arheologic de la Rasova                                                                      | sat Rasova; comuna Rasova                           | „Malul Roșu”, la 1,5 km NE de sat, pe malul Dunării, la N de DJ223 |                                                                                   | Încarcă foto \| video | Raportează eroare |
| CT-I-m-B-02736.01 (RAN: 62805.01.03)                                         | Așezare                                                                                            | sat Rasova; comuna Rasova                           | „Malul Roșu”, la 1,5 km NE de sat, pe malul Dunării, la N de DJ223 | sec. VIII - X, Epoca medieval timpurie                                            | Încarcă foto \| video | Raportează eroare |
| CT-I-m-B-02736.02 (RAN: 62805.01.02)                                         | Așezare                                                                                            | sat Rasova; comuna Rasova                           | „Malul Roșu”, la 1,5 km NE de sat, pe malul Dunării, la N de DJ223 | Epoca romană                                                                      | Încarcă foto \| video | Raportează eroare |
| CT-I-m-B-02736.03 (RAN: 62805.01.01)                                         | Așezare                                                                                            | sat Rasova; comuna Rasova                           | „Malul Roșu”, la 1,5 km NE de sat, pe malul Dunării, la N de DJ223 | sec. VI a. Chr., Hallstatt                                                        | Încarcă foto \| video | Raportează eroare |
| CT-I-s-B-02737 (RAN: 62805.02)                                               | Sistem de castre                                                                                   | sat Rasova; comuna Rasova                           | La 2,5 km E de sat, deasupra văii Caramancea 44.23476°N 27.98889°E | sec. II - IV p. Chr., Epoca romană                                                |                       | Raportează eroare |
| CT-I-m-B-02738 (RAN: 62805.03)                                               | Fortificație                                                                                       | sat Rasova; comuna Rasova                           | În vatra satului | sec. X, Epoca medieval timpurie                                                   | Încarcă foto \| video | Raportează eroare |
| CT-I-s-B-02739                                                               | Situl arheologic de la Rasova, punct „Pescărie”                                                    | sat Rasova; comuna Rasova                           | „Pescărie”, la 3 km SV de sat, pe malul lacului Baciu |                                                                                   | Încarcă foto \| video | Raportează eroare |
| CT-I-m-B-02739.01 (RAN: 62805.04.02)                                         | Așezare fortificată                                                                                | sat Rasova; comuna Rasova                           | „Pescărie”, la 3 km SV de sat, pe malul lacului Baciu 44.22578°N 27.90256°E | sec. VIII - X, Epoca medieval timpurie                                            | Încarcă foto \| video | Raportează eroare |
| CT-I-m-B-02739.02 (RAN: 62805.04.01)                                         | Așezare                                                                                            | sat Rasova; comuna Rasova                           | „Pescărie”, la 3 km SV de sat, pe malul lacului Baciu 44.22578°N 27.90256°E | sec. II - III p. Chr., Epoca romană                                               | Încarcă foto \| video | Raportează eroare |
| CT-I-s-A-02740 (RAN: 62805.05)                                               | Tumuli                                                                                             | sat Rasova; comuna Rasova                           | În perimetrul întregii comune 44.24587°N 27.96119°E | Epoca antică                                                                      | Încarcă foto \| video | Raportează eroare |
| CT-I-s-B-02741 (RAN: 61425.01)                                               | Grotă cu inscripții latine                                                                         | sat Râmnicu de Jos; comuna Cogealac                 | „Chirișlic” | sec. I - III p. Chr., Epoca romană                                                | Încarcă foto \| video | Raportează eroare |
| CT-I-m-A-02557.03 (RAN: 60865.02.01)                                         | Valul mic de pământ                                                                                | sat Remus Opreanu; municipiul Medgidia              | La aprox. 2 km S de satul Remus Opreanu, în zona DJ222 Medgidia-Peștera 44.22299°N 28.2024°E | sec. VI p. Chr., Epoca romană                                                     | Încarcă foto \| video | Raportează eroare |
| CT-I-m-B-02742 (RAN: 60865.01)                                               | Stânci cu cruci gravate                                                                            | sat Remus Opreanu; municipiul Medgidia              | La intersecția Văii Alibei-Ceair cu Valea Carasu | sec. VIII - IX, Epoca medieval timpurie                                           | Încarcă foto \| video | Raportează eroare |
| CT-I-s-A-02743                                                               | Situl arheologic de la Satu Nou                                                                    | sat Satu Nou; comuna Oltina                         | |                                                                                   | Încarcă foto \| video | Raportează eroare |
| CT-I-m-B-02743.01 (RAN: 62510.01.01)                                         | Așezare fortificată                                                                                | sat Satu Nou; comuna Oltina                         | „La Cetate”, la 3 km N de sat, pe malul Dunării; „Capul Dealului” 44.19427°N 27.60295°E | sec. X - XI, Epoca medieval timpurie                                              | Încarcă foto \| video | Raportează eroare |
| CT-I-m-B-02743.02                                                            | Necropolă de incinerație                                                                           | sat Satu Nou; comuna Oltina                         | „La armane” | sec. IX - X, Epoca medieval timpurie                                              | Încarcă foto \| video | Raportează eroare |
| CT-I-m-A-02743.03                                                            | Așezarea fortificată „Dava”                                                                        | sat Satu Nou; comuna Oltina                         | „Valea lui Voicu”, la 3 km N de sat, pe malul Dunării | sec. III - I a. Chr., Latène, Cultura geto-dacică                                 | Încarcă foto \| video | Raportează eroare |
| CT-I-m-A-02743.04                                                            | Fortificație de tip „dava”                                                                         | sat Satu Nou; comuna Oltina                         | „Vadul vacilor”, la 3 km NNV de sat și la 300 m în amonte de „Valea lui Voicu”, pe malul Dunării | sec. II a. Chr., Latène, Cultura geto-dacică                                      | Încarcă foto \| video | Raportează eroare |
| CT-I-s-B-20168 (RAN: 62510.04)                                               | Așezare fortificată                                                                                | sat Satu Nou; comuna Oltina                         | „Capul dealului”, la 6 km ENE de sat și la 4 km NV de Oltina | sec. IV - XII, Epoca medieval timpurie                                            | Încarcă foto \| video | Raportează eroare |
| CT-I-s-B-02744 (RAN: 62887.01)                                               | Așezare                                                                                            | sat Săcele; comuna Săcele                           | La 300 m E de sat | sec. III - II a. Chr., Epoca elenistică                                           | Încarcă foto \| video | Raportează eroare |
| CT-I-s-B-02745 (RAN: 62887.02)                                               | Așezare                                                                                            | sat Săcele; comuna Săcele                           | La 300 m SE de sat | sec. I - III p. Chr., Epoca romană timpurie                                       | Încarcă foto \| video | Raportează eroare |
| CT-I-s-B-02746 (RAN: 62912.04)                                               | Fortificație                                                                                       | sat Seimeni; comuna Seimeni                         | În partea de N a fermei piscicole Domneasca, spre malul Dunării, la cca. 300 m | sec. IV - VI p. Chr., Epoca romano-bizantină                                      | Încarcă foto \| video | Raportează eroare |
| CT-I-s-B-02747 (RAN: 62912.02)                                               | Așezare                                                                                            | sat Seimeni; comuna Seimeni                         | Între bazinele piscicole „Domneasca Mare” și „Domneasca Mică”, la N de acestea, la cca. 1,3 km SE de sat | sec. IX - X, Epoca medieval timpurie                                              | Încarcă foto \| video | Raportează eroare |
| CT-I-s-B-02748 (RAN: 62930.01)                                               | Așezare fortificată                                                                                | sat Seimenii Mici; comuna Seimeni                   | La cca. 1 km S de sat, pe terasa de N a fostului lac Ramadan (fosta parte de V alacului Țibrinu) | sec. IX - XI, Epoca medieval timpurie                                             | Încarcă foto \| video | Raportează eroare |
| CT-I-s-A-02749 (RAN: 62930.02)                                               | Tumuli                                                                                             | sat Seimenii Mici; comuna Seimeni                   | În perimetrul întregii localități 44.36525°N 28.11871°E | Epoca antică                                                                      | Încarcă foto \| video | Raportează eroare |
| CT-I-s-B-02750 (RAN: 62244.01)                                               | Așezare                                                                                            | sat Sibioara; comuna Lumina                         | Pe o peninsulă pe malul de V al lacului Tașaul, în apropierea fermei de animale, la cca. 1,5 km NNE de sat | sec. I - IV p. Chr., Epoca romană                                                 | Încarcă foto \| video | Raportează eroare |
| CT-I-s-A-02751 (RAN: 62244.02)                                               | Tumuli                                                                                             | sat Sibioara; comuna Lumina                         | În perimetrul satului 44.35145°N 28.53756°E | Epoca antică                                                                      | Încarcă foto \| video | Raportează eroare |
| CT-I-s-B-02752                                                               | Situl arheologic de la Sinoe                                                                       | sat Sinoe; comuna Mihai Viteazu                     | „Peninsula Sinoe”, la 4,3-5 km E de sat, pe Dealul Cale |                                                                                   | Încarcă foto \| video | Raportează eroare |
| CT-I-m-B-02752.01 (RAN: 62271.01.02)                                         | Așezare                                                                                            | sat Sinoe; comuna Mihai Viteazu                     | „Peninsula Sinoe”, la 4,3-5 km E de sat, pe Dealul Cale 44.62944°N 28.8075°E | sec. III - IV p. Chr., Epoca romană                                               | Încarcă foto \| video | Raportează eroare |
| CT-I-m-B-02752.02 (RAN: 62271.01.01)                                         | Așezare fortificată                                                                                | sat Sinoe; comuna Mihai Viteazu                     | „Peninsula Sinoe”, la 4,3-5 km E de sat, pe Dealul Cale 44.62944°N 28.8075°E | sec. VI - V a. Chr., Latène, Cultura greacă                                       | Încarcă foto \| video | Raportează eroare |
| CT-I-m-B-02752.03 (RAN: 62271.01.03)                                         | Val                                                                                                | sat Sinoe; comuna Mihai Viteazu                     | „Peninsula Sinoe”, la 4,3-5 km E de sat, pe Dealul Cale 44.62944°N 28.8075°E | sec. VI - V a. Chr., Latène, Cultura greacă                                       | Încarcă foto \| video | Raportează eroare |
| CT-I-s-B-02753 (RAN: 62869.01)                                               | Așezare                                                                                            | sat Stejaru; comuna Saraiu                          | „La piatra” | sec. V - VI p. Chr., Epoca romano-bizantină                                       | Încarcă foto \| video | Raportează eroare |
| CT-I-s-B-02754                                                               | Situl arheologic de la Stejaru                                                                     | sat Stejaru; comuna Saraiu                          | Pe versantul sudic al văii Dulgheru |                                                                                   | Încarcă foto \| video | Raportează eroare |
| CT-I-m-B-02754.01 (RAN: 62869.02.01)                                         | Așezare                                                                                            | sat Stejaru; comuna Saraiu                          | Pe versantul sudic al văii Dulgheru | sec. XIV - XI a. Chr., Epoca bronzului târziu, Cultura Noua                       | Încarcă foto \| video | Raportează eroare |
| CT-I-m-B-02754.02 (RAN: 62869.02.02)                                         | Așezare                                                                                            | sat Stejaru; comuna Saraiu                          | Pe versantul sudic al văii Dulgheru | sec. XV - XII a. Chr., Epoca bronzului târziu, Cultura Coslogeni                  | Încarcă foto \| video | Raportează eroare |
| CT-I-s-B-02755 (RAN: 61666.01)                                               | Așezare                                                                                            | sat Straja; comuna Cumpăna                          | La 1 km V de sat | sec. II - III p. Chr., Epoca romană                                               | Încarcă foto \| video | Raportează eroare |
| CT-I-s-B-20169 (RAN: 61666.02)                                               | Castru adiacent valului de piatră                                                                  | sat Straja; comuna Cumpăna                          | | sec. IX - X, Epoca medieval timpurie                                              | Încarcă foto \| video | Raportează eroare |
| CT-I-s-B-02756 (RAN: 61602.03)                                               | Așezare fortificată                                                                                | sat Stupina; comuna Crucea                          | „La derea”, în marginea de E a satului | sec. IX - XII, Epoca medieval timpurie                                            | Încarcă foto \| video | Raportează eroare |
| CT-I-s-B-02757 (RAN: 61443.01)                                               | Așezare                                                                                            | sat Tariverde; comuna Cogealac                      | La marginea de S a localității, pe malul pârâului Yuman-Dere | sec. VI a. Chr. - sec. I p. Chr., Latène, Cultura greco - getică                  | Încarcă foto \| video | Raportează eroare |
| CT-I-s-B-02758 (RAN: 62994.01)                                               | Situl arheologic de la Târgușor                                                                    | sat Târgușor; comuna Târgușor                       | De-a lungul căii ferate Târgușor-Cogealac, la ENE de Halta CFR Târgușor și pe DC81, VSV de sat Gura Dobrogei |                                                                                   | Încarcă foto \| video | Raportează eroare |
| CT-I-m-B-02758.01 (RAN: 62994.01.01)                                         | Așezarea urbană Ester                                                                              | sat Târgușor; comuna Târgușor                       | De-a lungul căii ferate Târgușor-Cogealac, la ENE de Halta CFR Târgușor și pe DC81, VSV de sat Gura Dobrogei | sec. XVI - XVIII, Epoca medievală                                                 |                       | Raportează eroare |
| CT-I-m-B-02758.02 (RAN: 62994.01.02)                                         | Necropolă                                                                                          | sat Târgușor; comuna Târgușor                       | De-a lungul căii ferate Târgușor-Cogealac, la ENE de Halta CFR Târgușor și pe DC81, VSV de sat Gura Dobrogei | sec. XVII - XVIII, Epoca medievală                                                | Încarcă foto \| video | Raportează eroare |
| CT-I-s-B-02759 (RAN: 62994.02)                                               | Așezare                                                                                            | sat Târgușor; comuna Târgușor                       | „Urs”, la 4 km SE de sat și cca. 700 m NV de Ferma de animale 44.42556°N 28.47917°E | mil. V a. Chr., Neolitic, Cultura Hamangia                                        | Încarcă foto \| video | Raportează eroare |
| CT-I-s-B-02760 (RAN: 60543.01)                                               | Așezare                                                                                            | oraș Techirghiol                                    | „Dealul Minerva”, în marginea de NE aorașului, pe malul lacului Techirghiol | mil. V a. Chr., Neolitic, Cultura Hamangia                                        | Încarcă foto \| video | Raportează eroare |
| CT-I-s-B-02761                                                               | Situl arheologic de la Techirghiol                                                                 | oraș Techirghiol                                    | La 1,5 km de fosta carieră Techirghiol |                                                                                   | Încarcă foto \| video | Raportează eroare |
| CT-I-m-B-02761.01 (RAN: 60543.02.02)                                         | Așezare                                                                                            | oraș Techirghiol                                    | La 1,5 km de fosta carieră Techirghiol | sec. I - VI p. Chr., Epoca romană                                                 | Încarcă foto \| video | Raportează eroare |
| CT-I-m-B-02761.02 (RAN: 60543.02.01)                                         | Așezare                                                                                            | oraș Techirghiol                                    | La 1,5 km de fosta carieră Techirghiol | mil. IV a. Chr., Epipaleolitic                                                    | Încarcă foto \| video | Raportează eroare |
| CT-I-s-B-02762                                                               | Situl arheologic de la Techirghiol, punct „Urluchioi”                                              | oraș Techirghiol                                    | În jurul golfului Urluchioi |                                                                                   | Încarcă foto \| video | Raportează eroare |
| CT-I-m-B-02762.01 (RAN: 60543.03.02)                                         | Așezare                                                                                            | oraș Techirghiol                                    | În jurul golfului Urluchioi | sec. I - VI p. Chr., Epoca romană                                                 | Încarcă foto \| video | Raportează eroare |
| CT-I-m-B-02762.02 (RAN: 60543.03.01)                                         | Așezare                                                                                            | oraș Techirghiol                                    | În jurul golfului Urluchioi | mil. IV a. Chr., Neolitic, Cultura Hamangia                                       | Încarcă foto \| video | Raportează eroare |
| CT-I-s-B-02763 (RAN: 61862.01)                                               | Cetate de pământ                                                                                   | sat Tichilești; comuna Horia                        | În marginea de S a satului | sec. VI - V a. Chr., Hallstatt                                                    | Încarcă foto \| video | Raportează eroare |
| CT-I-s-B-02764 (RAN: 63054.01)                                               | Cetate                                                                                             | sat Topalu; comuna Topalu                           | „Stânca”, la cca. 5 km N de sat 44.61189°N 28.04408°E | sec. II - IV p. Chr., Epoca romană                                                | Încarcă foto \| video | Raportează eroare |
| CT-I-s-B-02765 (RAN: 62896.01)                                               | Așezare                                                                                            | sat Traian; comuna Săcele                           | La 2,5 km E-SE de sat | sec. III - I a. Chr., Epoca elenistică                                            | Încarcă foto \| video | Raportează eroare |
| CT-I-s-B-02766 (RAN: 62896.02)                                               | Așezare                                                                                            | sat Traian; comuna Săcele                           | La 2,5 km E-SE de sat | sec. I - IV p. Chr., Epoca romană                                                 | Încarcă foto \| video | Raportează eroare |
| CT-I-s-B-02767 (RAN: 62896.03)                                               | Așezare                                                                                            | sat Traian; comuna Săcele                           | „Valea lui Costea” | sec. X - XI, Epoca migrațiilor                                                    | Încarcă foto \| video | Raportează eroare |
| CT-I-s-A-02768 (RAN: 62896.04)                                               | Tumuli                                                                                             | sat Traian; comuna Săcele                           | În perimetrul satului 44.50804°N 28.69733°E | Epoca antică                                                                      | Încarcă foto \| video | Raportează eroare |
| CT-I-s-B-02769 (RAN: 60730.01)                                               | Situl arheologic „Stratonis” - Tuzla                                                               | sat Tuzla                                           | Capul Tuzla, la 50-150 m S de farul Tuzla, pe malul mării, la cca. 2 km E de sat 44.0117°N 28.5808°E |                                                                                   | Încarcă foto \| video | Raportează eroare |
| CT-I-m-B-02769.01 (RAN: 60730.01.02)                                         | Așezarea Stratonis                                                                                 | sat Tuzla                                           | Capul Tuzla, la 50-150 m S de farul Tuzla, pe malul mării, la cca. 2 km E de sat 43.99°N 28.66639°E | sec. V - VI p. Chr., Epoca romano-bizantină                                       | Încarcă foto \| video | Raportează eroare |
| CT-I-m-B-02769.02 (RAN: 60730.01.01)                                         | Așezare                                                                                            | sat Tuzla                                           | Capul Tuzla, la 50-150 m S de farul Tuzla, pe malul mării, la cca. 2 km E de sat 43.99°N 28.66639°E | sec. III a. Chr., Latène                                                          | Încarcă foto \| video | Raportează eroare |
| CT-I-s-B-02770 (RAN: 60730.02)                                               | Așezare                                                                                            | sat Tuzla                                           | La 2,5 km V de satul Tuzla și la cca. 1 km S de Lacul Techirghiol | sec. III - IV p. Chr., Epoca romană                                               | Încarcă foto \| video | Raportează eroare |
| CT-I-s-B-02771 (RAN: 60730.03)                                               | Așezare                                                                                            | sat Tuzla                                           | Între golfurile „Tuzla Mică” și „Tuzla Mare”, pe malul de S al lacului Techirghiol, la V de peninsula cu turnul TV | sec. II - III p. Chr., Epoca romană                                               | Încarcă foto \| video | Raportează eroare |
| CT-I-s-B-02772 (RAN: 60730.04)                                               | Situl arheologic de la Tuzla                                                                       | sat Tuzla                                           | Pe peninsula aflată la V de golful Tuzla Mare, pe malul de SV al lacului Techirghiol, la cca. 4 km V de satul Tuzla |                                                                                   | Încarcă foto \| video | Raportează eroare |
| CT-I-m-B-02772.01 (RAN: 60730.04.04)                                         | Așezare                                                                                            | sat Tuzla                                           | Pe peninsula aflată la V de golful Tuzla Mare, pe malul de SV al lacului Techirghiol, la cca. 4 km V de satul Tuzla | Epoca romană                                                                      | Încarcă foto \| video | Raportează eroare |
| CT-I-m-B-02772.02 (RAN: 60730.04.03)                                         | Val                                                                                                | sat Tuzla                                           | Pe peninsula aflată la V de golful Tuzla Mare, pe malul de SV al lacului Techirghiol, la cca. 4 km V de satul Tuzla | Epoca romană                                                                      | Încarcă foto \| video | Raportează eroare |
| CT-I-m-B-02772.03                                                            | Șanț de apărare                                                                                    | sat Tuzla                                           | Pe peninsula aflată la V de golful Tuzla Mare, pe malul de SV al lacului Techirghiol, la cca. 4 km V de satul Tuzla | Epoca romană                                                                      | Încarcă foto \| video | Raportează eroare |
| CT-I-m-B-02772.04 (RAN: 60730.04.01, 60730.04.02)                            | Așezare                                                                                            | sat Tuzla                                           | Pe peninsula aflată la V de golful Tuzla Mare, pe malul de SV al lacului Techirghiol, la cca. 4 km V de satul Tuzla | Preistorie                                                                        | Încarcă foto \| video | Raportează eroare |
| CT-I-s-B-02773 (RAN: 61540.01)                                               | Situl arheologic de la Vadu, punct „Ghiaur - Chioi”                                                | sat Vadu; comuna Corbu                              | „Ghiaur - Chioi”, la 2 km N de Intreprinderea de Metale Rare, pe promontoriu, la coada de S a lacului Sinoe |                                                                                   | Încarcă foto \| video | Raportează eroare |
| CT-I-m-B-02773.01 (RAN: 61540.01.01)                                         | Așezare                                                                                            | sat Vadu; comuna Corbu                              | „Ghiaur - Chioi”, la 2 km N de Intreprinderea de Metale Rare, pe promontoriu, la coada de S a lacului Sinoe | sec. XVI - XVIII, Epoca medievală                                                 | Încarcă foto \| video | Raportează eroare |
| CT-I-m-B-02773.02 (RAN: 61540.01.02)                                         | Necropolă                                                                                          | sat Vadu; comuna Corbu                              | „Ghiaur - Chioi”, la 2 km N de Intreprinderea de Metale Rare, pe promontoriu, la coada de S a lacului Sinoe | sec. XVI - XVIII, Epoca medievală                                                 | Încarcă foto \| video | Raportează eroare |
| CT-I-m-B-02773.03 (RAN: 61540.01.03)                                         | Așezare                                                                                            | sat Vadu; comuna Corbu                              | „Ghiaur - Chioi”, la 2 km N de Intreprinderea de Metale Rare, pe promontoriu, la coada de S a lacului Sinoe | sec. VI - IV a. Chr., Cultura greco - getică                                      | Încarcă foto \| video | Raportează eroare |
| CT-I-m-B-02773.04 (RAN: 61540.01.04)                                         | Valdeapărare                                                                                       | sat Vadu; comuna Corbu                              | „Ghiaur - Chioi”, la 2 km N de Intreprinderea de Metale Rare, pe promontoriu, la coada de S a lacului Sinoe | sec. VI - IV a. Chr.                                                              | Încarcă foto \| video | Raportează eroare |
| CT-I-s-B-02774 (RAN: 61540.02)                                               | Cetatea Karaharman                                                                                 | sat Vadu; comuna Corbu                              | În curtea Intreprinderii de Metale Rare | sec. XVII - XIX                                                                   | Încarcă foto \| video | Raportează eroare |
| CT-I-s-B-02775 (RAN: 61540.03)                                               | Așezare rurală                                                                                     | sat Vadu; comuna Corbu                              | „Pepiniera”, la 2 km NV de sat | sec. II - III p. Chr., Epoca romană                                               | Încarcă foto \| video | Raportează eroare |
| CT-I-s-B-02776 (RAN: 61540.04)                                               | Vicus Celeris                                                                                      | sat Vadu; comuna Corbu                              | La 1,5 km S de sat | sec. II - IV p. Chr., Epoca romană                                                | Încarcă foto \| video | Raportează eroare |
| CT-I-s-B-02777 (RAN: 61540.05)                                               | Așezare                                                                                            | sat Vadu; comuna Corbu                              | Pe malul insulei Chituc, la 5 km NE de sat | sec. II - IV p. Chr., Epoca romană                                                | Încarcă foto \| video | Raportează eroare |
| CT-I-s-B-02778 (RAN: 61540.06)                                               | Situl arheologic de la Vadu, punct „Bardalia”                                                      | sat Vadu; comuna Corbu                              | „Bardalia”, la 2 km S de sat, la E de pichetul de grăniceri Vadu |                                                                                   | Încarcă foto \| video | Raportează eroare |
| CT-I-m-B-02778.01 (RAN: 61540.06.02)                                         | Așezare                                                                                            | sat Vadu; comuna Corbu                              | „Bardalia”, la 2 km S de sat, la E de pichetul de grăniceri Vadu | sec. IV - VI p. Chr., Epoca romano-bizantină                                      | Încarcă foto \| video | Raportează eroare |
| CT-I-m-B-02778.02 (RAN: 61540.06.01)                                         | Așezare                                                                                            | sat Vadu; comuna Corbu                              | „Bardalia”, la 2 km S de sat, la E de pichetul de grăniceri Vadu | sec. II - IV p. Chr., Epoca romană                                                | Încarcă foto \| video | Raportează eroare |
| CT-I-m-A-02557.04 (RAN: 60874.01.01)                                         | Valul mic de pământ                                                                                | localitatea Valea Dacilor; municipiul Medgidia      | Prin marginea de SV și S a satului Valea Dacilor 44.18586°N 28.3129°E | sec. VI p. Chr., Epoca romană                                                     | Încarcă foto \| video | Raportează eroare |
| CT-I-m-A-02557.06 (RAN: 63134.01.01)                                         | Valul mic de pământ                                                                                | sat Valu lui Traian; comuna Valu lui Traian         | La 2,5 km S de satul Valu lui Traian, pe direcție VSV-ENE, începând din zona podului pe A3 peste Canal Dunăre Marea Neagră 44.13891°N 28.46149°E | sec. VI p. Chr., Epoca romană                                                     | Încarcă foto \| video | Raportează eroare |
| CT-I-m-A-02557.07                                                            | Valul mic de pământ                                                                                | sat Valu lui Traian; comuna Valu lui Traian         | Trecepelaaprox.2,5 km S de gara CFR Valu lui Traian | sec. VI p. Chr., Epoca romană                                                     | Încarcă foto \| video | Raportează eroare |
| CT-I-m-A-02558.04 (RAN: 63134.05.01)                                         | Valul mare de pământ                                                                               | sat Valu lui Traian; comuna Valu lui Traian         | La 2 km N de satul Valu lui Traian, pe direcția VNV-ESE 44.18126°N 28.47933°E | sec. IX, Epoca medieval timpurie                                                  | Încarcă foto \| video | Raportează eroare |
| CT-I-m-A-02559.07 (RAN: 63134.02.01)                                         | Valul de piatră                                                                                    | sat Valu lui Traian; comuna Valu lui Traian         | Intră în sat în zona de NV, străbătând satul pe direcția VNV-ESE 44.15039°N 28.48405°E | sec. X, Epoca medieval timpurie                                                   | Încarcă foto \| video | Raportează eroare |
| CT-I-m-A-02559.08                                                            | Valul de piatră                                                                                    | sat Valu lui Traian; comuna Valu lui Traian         | Iese din sat la limita de SSE apoi continuă pe direcția VSV-ENE printeritoriul administrativ, trecând la cca. 2 km S de Gara CF Valu lui Traian | sec. X, Epoca medieval timpurie                                                   | Încarcă foto \| video | Raportează eroare |
| CT-I-s-B-02779 (RAN: 60678.01)                                               | Situl arheologic de la Vama Veche                                                                  | sat Vama Veche; comuna Limanu                       | La N de sat |                                                                                   | Încarcă foto \| video | Raportează eroare |
| CT-I-m-B-02779.01 (RAN: 60678.01.02)                                         | Așezare                                                                                            | sat Vama Veche; comuna Limanu                       | La N de sat | sec. I - III p. Chr., Epoca romană                                                | Încarcă foto \| video | Raportează eroare |
| CT-I-m-B-02779.02 (RAN: 60678.01.01)                                         | Așezare                                                                                            | sat Vama Veche; comuna Limanu                       | La N de sat | sec. III - I a. Chr., Latène, Cultura greacă                                      | Încarcă foto \| video | Raportează eroare |
| CT-I-s-A-02780 (RAN: 60990.01)                                               | Situl arheologic de la Vârtop                                                                      | sat Vârtop; comuna Albești                          | La 700 - 800 m NE de sat și la 300 m NE de fostele magazii ale CAP | sec. I-III p. Chr.                                                                | Încarcă foto \| video | Raportează eroare |
| CT-I-m-A-02780.01 (RAN: 60990.01.02)                                         | Necropolă tumulară                                                                                 | sat Vârtop; comuna Albești                          | La 700 - 800 m NE de sat și la 300 m NE de fostele magazii ale CAP 43.82695°N 28.39194°E | sec. I - III p. Chr., Epoca romană                                                | Încarcă foto \| video | Raportează eroare |
| CT-I-m-A-02780.02 (RAN: 60990.01.01)                                         | Mormânt hypogeu                                                                                    | sat Vârtop; comuna Albești                          | La 700 - 800 m NE de sat și la 300 m NE de fostele magazii ale CAP 43.82695°N 28.39194°E | sec. I - III p. Chr., Epoca romană                                                | Încarcă foto \| video | Raportează eroare |
| CT-I-s-B-02781 (RAN: 60936.01)                                               | Așezare                                                                                            | sat Zorile; comuna Adamclisi                        | „Groapa cu albeala”, la 2 km S de sat | sec. IV - III a. Chr., Latène                                                     | Încarcă foto \| video | Raportează eroare |
| CT-II-m-A-02782                                                              | Farul vechi Carol I                                                                                | municipiul Constanța                                | Portul Constanța, dana 0, in larg 44.15803°N 28.65727°E | 1909                                                                              |                       | Raportează eroare |
| CT-II-m-B-02783                                                              | Fosta Gară maritimă, sediul Companiei Naționale Administrația Porturilor Maritime Constanța        | municipiul Constanța                                | Portul Constanța, dana 11-12 | 1930-1935                                                                         |                       | Raportează eroare |
| CT-II-m-B-02784                                                              | Bursa veche, azi clădire birouri                                                                   | municipiul Constanța                                | Portul Constanța, dana 17 | 1905-1910                                                                         | Încarcă foto \| video | Raportează eroare |
| CT-II-m-B-02785                                                              | Uzina Electrică și sediu Sucursala Energetică Port                                                 | municipiul Constanța                                | Portul Constanța, dana 17 | 1900-1905                                                                         | Încarcă foto \| video | Raportează eroare |
| CT-II-a-A-02786                                                              | Silozurile Anghel Saligny (3)                                                                      | municipiul Constanța                                | Portul Constanța, danele 17-18 | 1904 - 1909, 1912 - 1915 Petre Antonescu (arhitect), Anghel Saligny (constructor) |                       | Raportează eroare |
| CT-II-m-B-02787                                                              | Cișmea                                                                                             | municipiul Constanța                                | Bd. Tomis colț cu Bd. Aurel Vlaicu, în incinta R.A.J.A. - Complex „Cișmea” | 1864                                                                              |                       | Raportează eroare |
| CT-II-s-B-02811                                                              | Situl urban „Zona comercială centrală”                                                             | municipiul Constanța                                | Bd. Ferdinand (Faleza- Atelierelor), Cuza Vodă, Ștefan cel Mare, Atelierelor, Duca I. Gh., Jupiter, Mercur, Lazăr Ghe., Mihăileanu Șt., Romulus P., Enescu G., Voronca I., Mihai Viteazu, Miron Costin, Lahovary I., Siretului, G-ral Manu, Răscoala 1907, Bd. Tomis, Kogălniceanu M., Mircea cel Bătrân |                                                                                   |                       | Raportează eroare |
| CT-II-s-B-02820                                                              | Sit urban                                                                                          | municipiul Constanța                                | Bd. Mamaia (front NV - Duca I. Gh. - Răscoala 1907), str. Duca I. Ghe., Mihăileanu Șt., Remus, Romulus, Mihai Viteazu, Lahovary I., G-ral Manu, Bolintineanu D., Sabinelor, Vladimirescu T., Țepeș Vodă, Călugăreni, Călărași, Castanilor, Luminișului, Panait Moșoiu, Dobrogeanu Gherea, Mr. Murea Gh., Topraisar, Iorga N., G-ral Grigorescu E., Flămânda, Vulcan Petru |                                                                                   | Încarcă foto \| video | Raportează eroare |
| CT-II-s-B-02821                                                              | Sit urban                                                                                          | municipiul Constanța                                | Bd. Mamaia (front NV - între str. Bucovinei și str. Rațiu I.), str. Mircea cel Bătrân (între str. Munteniei și str. Iorga N.) Calomfirescu, Andreescu, Vlaicu Vodă, dr. Sadoveanu, Adam Ion, Moldovei, Bucovinei, Maramureș, Romană, Chiliei, Munteniei, Vasile Lupu, Alexandru cel Bun, Dumbrava Roșie, Bogdan Vodă, Iorga N., Bălcescu N., Vulcan Petru, Crișanei |                                                                                   |                       | Raportează eroare |
| CT-II-s-B-02832                                                              | Situl urban „Zona peninsulară Constanța”                                                           | municipiul Constanța                                | Faleza Cazino, Poarta 1, Faleza Port Tomis, Faleza plaja Modern, bd. Ferdinand până la str. Atelierelor, str. Traian, bd. Termele Romane (fost Marinarilor) |                                                                                   | Încarcă foto \| video | Raportează eroare |
| CT-II-a-B-02832.02                                                           | Situl urban „Zona peninsulară Constanța”                                                           | municipiul Constanța                                | Str. Ovidiu, Titulescu, Arhiepiscopiei, Mr. Șonțu, Revoluției 1989 |                                                                                   |                       | Raportează eroare |
| CT-II-a-B-02832.03                                                           | Situl urban „Zona peninsulară Constanța”                                                           | municipiul Constanța                                | Bd. Tomis (Piata Ovidiu- Ferdinand), Mircea cel Bătrân (Piața Ovidiu-Ferdinand), Marc Aureliu, Orientului, Petru Rareș, Cantemir, Rosetti C. A., Sulmona, Doinei, Callatis, Țurcanu V. Poștei, Vântului, Zambaccian K., Karatzali A., Alecsandri V., Negru Vodă, Dragoș Vodă, Plevnei, Varga Ecaterina, Kogălniceanu M.(până la Bd. Ferdinand) 44.17409°N 28.65938°E |                                                                                   |                       | Raportează eroare |
| CT-II-a-B-02832.04                                                           | Situl urban „Zona peninsulară Constanța”                                                           | municipiul Constanța                                | Str. Traian (Piața Ovidiu- Atelierelor), Basarab, 9 Mai, Dianei, Crângului, Aleea Canarache |                                                                                   |                       | Raportează eroare |
| CT-II-s-B-02842                                                              | Sit urban                                                                                          | municipiul Constanța                                | Str. Ștefan cel Mare, Saligny A., Grivița, Brătescu C., Sarmizegetusa, Dacia, Decebal, Bolintineanu D., Sabinelor, Abdulachim K., Vladimirescu T., Avram Iancu, Atelierelor, Olteniei, Duca I. Gh., Jupiter, Mercur, Lazăr Gh., Mihăileanu Șt., Romulus P., Enescu G., Voronca I., Mihai Viteazul, Miron Costin, Lahovary I., Siretului, G-ral Manu, Răscoala 1907, Bd. Tomis, Kogălniceanu M., Mircea cel Bătrân, Smârdan, Bănescu I., Pușkin, Pârvan V., Eminescu M., Eroilor, Bd. Mamaia (nr. 2-52) |                                                                                   |                       | Raportează eroare |
| CT-II-a-B-02832.01                                                           | Situl urban „Zona peninsulară Constanța”                                                           | municipiul Constanța                                | Str. Opreanu Remus, Bd. Elisabeta, Dr Cantacuzino, Georgescu Cristea, Dr. Reiner, Brâncoveanu C., Horia, Eminescu M., Luntrei |                                                                                   |                       | Raportează eroare |
| CT-II-m-B-02788                                                              | Casă                                                                                               | municipiul Constanța                                | Str. Alecsandri Vasile 10 | 1920-1925                                                                         |                       | Raportează eroare |
| CT-II-m-B-02789                                                              | Oficiu ROMTELECOM                                                                                  | municipiul Constanța                                | Str. Alecsandri Vasile 12 | 1930-1940                                                                         | Încarcă foto \| video | Raportează eroare |
| CT-II-m-B-02790                                                              | „Casa funcției” - M. A.N.                                                                          | municipiul Constanța                                | Str. Arhiepiscopiei 5 | înc. sec. XX                                                                      |                       | Raportează eroare |
| CT-II-m-B-02791                                                              | Bancă, azi Sediul B. R. D. - Société Générale                                                      | municipiul Constanța                                | Str. Arhiepiscopiei 9 | 1920-1930                                                                         |                       | Raportează eroare |
| CT-II-m-A-02792                                                              | Palatul Arhiepiscopiei Tomisului                                                                   | municipiul Constanța                                | Str. Arhiepiscopiei 23 44.1717°N 28.6608°E | 1924-1931                                                                         |                       | Raportează eroare |
| CT-II-m-A-02793                                                              | Catedrala ortodoxă „Sf. Apostoli Petru și Pavel”                                                   | municipiul Constanța                                | Str. Arhiepiscopiei 25 44.1708°N 28.661°E | 1884-1885 Ion Mincu (arhitect)                                                    | Alte imagini          | Raportează eroare |
| CT-II-m-A-02794                                                              | Biserica armenească „Sf. Maria”                                                                    | municipiul Constanța                                | Str. Callatis 1 | 1880                                                                              | Alte imagini          | Raportează eroare |
| CT-II-m-B-02795                                                              | Casă                                                                                               | municipiul Constanța                                | Str. Callatis 6 | 1920                                                                              |                       | Raportează eroare |
| CT-II-m-A-02796                                                              | Moscheea Carol I                                                                                   | municipiul Constanța                                | Str. Crângului 1 44.17455°N 28.65697°E | 1910-1912 Victor Ștefănescu (arhitect)                                            | Alte imagini          | Raportează eroare |
| CT-II-a-B-02797                                                              | Ansamblu de două case                                                                              | municipiul Constanța                                | Str. Cuza Vodă 30, 32 | 1906                                                                              |                       | Raportează eroare |
| CT-II-m-B-02797.01                                                           | Casă                                                                                               | municipiul Constanța                                | Str. Cuza Vodă 30 | 1906                                                                              |                       | Raportează eroare |
| CT-II-m-B-02797.02                                                           | Casă                                                                                               | municipiul Constanța                                | Str. Cuza Vodă 32 | 1906                                                                              |                       | Raportează eroare |
| CT-II-m-A-02798                                                              | „Casa cu lei”, fosta casă Emirzian                                                                 | municipiul Constanța                                | Str. Dianei 1 44.17305°N 28.65916°E | 1898-1902                                                                         |                       | Raportează eroare |
| CT-II-m-B-02799                                                              | Casă                                                                                               | municipiul Constanța                                | Str. Dragoș Vodă 8 44.1775°N 28.65333°E | înc. sec. XX                                                                      |                       | Raportează eroare |
| CT-II-m-A-02800                                                              | Farul „Genovez”                                                                                    | municipiul Constanța                                | Bd. Elisabeta, intersecția cu str. Opreanu Remus 44.1718°N 28.66458°E | 1860-1861 Artin Aslan (constructor)                                               | Alte imagini          | Raportează eroare |
| CT-II-m-A-02801 (LMI92: 14B0006)                                             | Cazino                                                                                             | municipiul Constanța                                | Bd. Elisabeta 4 44.1743°N 28.6609°E | 1910 Daniel Renard (arhitect)                                                     | Alte imagini          | Raportează eroare |
| CT-II-m-B-02802                                                              | Casă                                                                                               | municipiul Constanța                                | Bd. Elisabeta 3 | 1902                                                                              |                       | Raportează eroare |
| CT-II-m-B-02803                                                              | Casa Bârzănescu                                                                                    | municipiul Constanța                                | Bd. Elisabeta 5 | 1900                                                                              |                       | Raportează eroare |
| CT-II-m-A-02804                                                              | Casa Cănănău, azi Consulat Chinez                                                                  | municipiul Constanța                                | Bd. Elisabeta 7 | 1913-1926                                                                         |                       | Raportează eroare |
| CT-II-m-B-02805                                                              | Casa Zottu, azi Sediu ING BARING                                                                   | municipiul Constanța                                | Bd. Elisabeta 9 | 1904                                                                              |                       | Raportează eroare |
| CT-II-m-B-02806                                                              | Casă                                                                                               | municipiul Constanța                                | Bd. Elisabeta 15 | înc. sec. XX                                                                      |                       | Raportează eroare |
| CT-II-m-A-02807                                                              | Casa Șomănescu, azi Sediu COSENA S.A.                                                              | municipiul Constanța                                | Bd. Elisabeta 17 | 1903                                                                              |                       | Raportează eroare |
| CT-II-m-B-02808                                                              | Casa N. Pilescu, azi reședința arhiepiscopală                                                      | municipiul Constanța                                | Bd. Elisabeta 21 | 1903                                                                              |                       | Raportează eroare |
| CT-II-a-B-02809                                                              | Ansamblu de două case                                                                              | municipiul Constanța                                | Str. Enescu George 6-8 | înc. sec. XX                                                                      |                       | Raportează eroare |
| CT-II-m-B-02809.01                                                           | Casă                                                                                               | municipiul Constanța                                | Str. Enescu George 6 | înc. sec. XX                                                                      |                       | Raportează eroare |
| CT-II-m-B-02809.02                                                           | Casă                                                                                               | municipiul Constanța                                | Str. Enescu George 8 | înc. sec. XX                                                                      |                       | Raportează eroare |
| CT-II-m-B-02810                                                              | Geamie                                                                                             | municipiul Constanța                                | Str. Farului 22A sector Cartier Anadolchioi | 1870                                                                              |                       | Raportează eroare |
| CT-II-m-B-02812                                                              | Casă                                                                                               | municipiul Constanța                                | Bd. Ferdinand 16 44.17888°N 28.65222°E | înc. sec. XX                                                                      |                       | Raportează eroare |
| CT-II-m-B-02835                                                              | Biserica „Sf. Gheorghe”                                                                            | municipiul Constanța                                | Str. Iorga Nicolae 12 | 1905-1911                                                                         | Încarcă foto \| video | Raportează eroare |
| CT-II-m-A-02813                                                              | Casă                                                                                               | municipiul Constanța                                | Str. Karatzali Aristide 7 | 1890                                                                              | Alte imagini          | Raportează eroare |
| CT-II-m-B-02814                                                              | Teatrul Elpis, azi Teatrul pentru copii și tineret Constanța                                       | municipiul Constanța                                | Str. Karatzali Aristide 16 | 1898                                                                              | Alte imagini          | Raportează eroare |
| CT-II-m-B-02815                                                              | Casa avocat Traian Bellu, azi Hotel                                                                | municipiul Constanța                                | Str. Kogălniceanu Mihail 15 | 1930                                                                              |                       | Raportează eroare |
| CT-II-m-B-02816                                                              | Vila Constantinidi, azi birouri Inspectoratul Școlar Județean                                      | municipiul Constanța                                | Str. Kogălniceanu Mihail 22 44.17955°N 28.65233°E | 1905                                                                              |                       | Raportează eroare |
| CT-II-m-B-02817                                                              | Casă                                                                                               | municipiul Constanța                                | Str. Lahovary Ion 2 | 1905                                                                              |                       | Raportează eroare |
| CT-II-m-A-02818                                                              | Biserica „Adormirea Maicii Domnului”                                                               | municipiul Constanța                                | Str. Lahovary Ion 18 44.17888°N 28.64694°E | 1905-1911                                                                         |                       | Raportează eroare |
| CT-II-m-B-02822                                                              | Casă                                                                                               | municipiul Constanța                                | Str. Marc Aureliu 10 | 1913                                                                              |                       | Raportează eroare |
| CT-II-m-B-02823                                                              | Biserica „Sf. Împărați Constantin și Elena”                                                        | municipiul Constanța                                | Str. Mihăileanu Ștefan 66 | 1934-1937                                                                         |                       | Raportează eroare |
| CT-II-m-B-02824                                                              | Casă                                                                                               | municipiul Constanța                                | Str. Mircea cel Bătrân 5 | înc. sec. XX                                                                      |                       | Raportează eroare |
| CT-II-m-A-02825                                                              | Casă                                                                                               | municipiul Constanța                                | Str. Mircea cel Bătrân 30 | 1897                                                                              |                       | Raportează eroare |
| CT-II-m-A-02826                                                              | Biserica „Schimbarea la față”, fosta biserică greacă „Metamorphosis”                               | municipiul Constanța                                | Str. Mircea cel Bătrân 36 44.1769°N 28.656°E | 1868, modif. 1947                                                                 |                       | Raportează eroare |
| CT-II-m-B-02827                                                              | Casă                                                                                               | municipiul Constanța                                | Str. Negru Vodă 8 | înc. sec. XX                                                                      |                       | Raportează eroare |
| CT-II-m-A-02828                                                              | Sediul Comandamentului Marinei Militare, fost Hotel                                                | municipiul Constanța                                | Str. Opreanu Remus 13 44.1726°N 28.6651°E | 1879 - 1882                                                                       | Alte imagini          | Raportează eroare |
| CT-II-m-B-02829                                                              | Casa cu bowindouri                                                                                 | municipiul Constanța                                | Piața Ovidiu 4 44.17462°N 28.65819°E | 1913                                                                              |                       | Raportează eroare |
| CT-II-m-B-02830                                                              | Casă                                                                                               | municipiul Constanța                                | Piața Ovidiu 6 | 1890                                                                              | Alte imagini          | Raportează eroare |
| CT-II-m-A-02831                                                              | Muzeul de Istorie Națională și Arheologie Constanța, fostul Palat Comunal                          | municipiul Constanța                                | Piața Ovidiu 12 44.17388°N 28.65822°E | 1913-1921                                                                         | Alte imagini          | Raportează eroare |
| CT-II-m-A-02833                                                              | Internatul Colegiului Național Pedagogic „Constantin Brătescu”                                                                                                   | municipiul Constanța                                | Str. Răscoala din 1907, 44-46 | 1910-1914                                                                         | Încarcă foto \| video | Raportează eroare |
| CT-II-m-B-02834                                                              | Fost hotel, azi Banca Națională Filiala Constanța                                                  | municipiul Constanța                                | Str. Revoluției din 22 decembrie 1989, 1 | 1913 Nicolae Mihăescu (arhitect)                                                  | Alte imagini          | Raportează eroare |
| CT-II-m-B-02836                                                              | Casa Teodorou Rousou                                                                               | municipiul Constanța                                | Str. Rosetti C. A. 6 | 1887                                                                              | Alte imagini          | Raportează eroare |
| CT-II-m-A-02837                                                              | „Casa de piatră”, fosta Casa Alleon                                                                | municipiul Constanța                                | Str. Rosetti C. A. 7 | 1882-1884                                                                         | Alte imagini          | Raportează eroare |
| CT-II-m-B-02838                                                              | Casă                                                                                               | municipiul Constanța                                | Str. Siretului 4 | sf. sec. XIX                                                                      | Încarcă foto \| video | Raportează eroare |
| CT-II-m-B-02839                                                              | Casă                                                                                               | municipiul Constanța                                | Str. Sulmona 10 | 1890                                                                              |                       | Raportează eroare |
| CT-II-m-B-02840                                                              | Grădinița nr. 16                                                                                   | municipiul Constanța                                | Str. Sulmona 19 | sf. sec. XIX                                                                      |                       | Raportează eroare |
| CT-II-m-A-02841                                                              | Biserica „Sf. Nicolae”, fostă bulgară                                                              | municipiul Constanța                                | Str. Șonțu Maior 7 44.17251°N 28.66093°E | 1890                                                                              | Alte imagini          | Raportează eroare |
| CT-II-m-B-02843                                                              | Hanul Balcan                                                                                       | municipiul Constanța                                | Str. Ștefan cel Mare 84 | înc. sec. XX                                                                      |                       | Raportează eroare |
| CT-II-m-B-02819                                                              | Casă                                                                                               | municipiul Constanța                                | Str. Teodorescu Valahu Ion 10 | sf. sec. XIX-înc. sec. XX                                                         |                       | Raportează eroare |
| CT-II-m-B-02844                                                              | Fost hotel                                                                                         | municipiul Constanța                                | Str. Titulescu Nicolae 7 | 1909                                                                              |                       | Raportează eroare |
| CT-II-m-B-02845                                                              | Hotel „Intim”                                                                                      | municipiul Constanța                                | Str. Titulescu Nicolae 9 | 1906-1909 Daniel Renard (arhitect)                                                | Alte imagini          | Raportează eroare |
| CT-II-m-A-02846                                                              | Biserica catolică „Sf. Anton”                                                                      | municipiul Constanța                                | Str. Titulescu Nicolae 11 44.17222°N 28.66°E | 1937-1938 Romano de Simon (arhitect)                                              |                       | Raportează eroare |
| CT-II-m-B-02847                                                              | Casă                                                                                               | municipiul Constanța                                | Str. Titulescu Nicolae 12 | 1926                                                                              |                       | Raportează eroare |
| CT-II-m-B-02848                                                              | Casă                                                                                               | municipiul Constanța                                | Str. Titulescu Nicolae 17 | sf. sec. XIX                                                                      | Alte imagini          | Raportează eroare |
| CT-II-m-B-02849                                                              | Casa Manicatide                                                                                    | municipiul Constanța                                | Str. Titulescu Nicolae 36 | 1899 H. N. Mangoianu (arhitect)                                                   | Alte imagini          | Raportează eroare |
| CT-II-m-A-02850                                                              | Muzeul de Artă Populară, fosta Poșta veche                                                         | municipiul Constanța                                | Bd. Tomis 32 44.17635°N 28.65491°E | 1896                                                                              | Alte imagini          | Raportează eroare |
| CT-II-m-A-02851                                                              | Geamia Hunchiar                                                                                    | municipiul Constanța                                | Bd. Tomis 41 44.17583°N 28.655°E | 1862 Sultanul Abdulaziz (ctitor)                                                  | Alte imagini          | Raportează eroare |
| CT-II-m-A-02852                                                              | Muzeul de Artă-clădirea veche, fosta școală                                                        | municipiul Constanța                                | Bd. Tomis 82 44.17906°N 28.65148°E | 1893                                                                              | Alte imagini          | Raportează eroare |
| CT-II-m-B-02853                                                              | Casă                                                                                               | municipiul Constanța                                | Bd. Tomis 86 | 1911                                                                              | Încarcă foto \| video | Raportează eroare |
| CT-II-m-B-21100                                                              | Casa „Ion Bănescu”                                                                                 | municipiul Constanța                                | Bd. Tomis 110 44.18312°N 28.64631°E |                                                                                   | Alte imagini          | Raportează eroare |
| CT-II-m-B-02854                                                              | Casă                                                                                               | municipiul Constanța                                | Str. Traian 17 | sf. sec. XIX                                                                      |                       | Raportează eroare |
| CT-II-m-A-02855                                                              | Colegiul Național „Mihai Eminescu”                                                                 | municipiul Constanța                                | Str. Traian 19 44.17467°N 28.65521°E | 1906-1908                                                                         |                       | Raportează eroare |
| CT-II-m-A-02856                                                              | Cercul Militar Constanța, fosta Prefectură                                                         | municipiul Constanța                                | Str. Traian 29 | 1903-1904                                                                         |                       | Raportează eroare |
| CT-II-m-A-02857                                                              | Tribunalul Constanța, fosta Reședință regală                                                       | municipiul Constanța                                | Str. Traian 31 | 1904-1906                                                                         |                       | Raportează eroare |
| CT-II-m-A-02858                                                              | Tribunalul Constanța                                                                               | municipiul Constanța                                | Str. Traian 33 | 1908-1912                                                                         |                       | Raportează eroare |
| CT-II-m-A-02859                                                              | Muzeul Marinei Române, fosta Școala de Marină                                                      | municipiul Constanța                                | Str. Traian 53 44.17485°N 28.64848°E | 1908-1909                                                                         |                       | Raportează eroare |
| CT-II-m-B-02860                                                              | Casa Zafirios Kyryakos                                                                             | municipiul Constanța                                | Str. Varga Ecaterina 21 | 1894                                                                              | Alte imagini          | Raportează eroare |
| CT-II-m-B-02861                                                              | Casă                                                                                               | municipiul Constanța                                | Str. Varga Ecaterina 23 44.17777°N 28.65361°E | 1884                                                                              |                       | Raportează eroare |
| CT-II-m-B-02862                                                              | Vilă                                                                                               | municipiul Constanța                                | Strade la Vântului 6 | 1912                                                                              |                       | Raportează eroare |
| CT-II-m-A-02863                                                              | Vila Mihail C. Sutzu                                                                               | municipiul Constanța                                | Str. Zambaccian Krikor 1 | 1899                                                                              |                       | Raportează eroare |
| CT-II-m-B-02864 (RAN: 63090.01, 63090.01.01)                                 | Geamia Amzacea                                                                                     | sat Amzacea; comuna Amzacea                         | Str. Geamiei, la 500 m S de D.N 38 | 1850-1858                                                                         | Încarcă foto \| video | Raportează eroare |
| CT-II-m-B-02882                                                              | Mănăstirea Dervent                                                                                 | sat Canlia; comuna Lipnița                          | Extravilan, la V de satul Canlia, pe frontul nordic al DN3 Constanța-Ostrov, în zona satului Galița din comuna Ostrov 44.10841°N 27.48071°E | 1936-1942                                                                         |                       | Raportează eroare |
| CT-II-m-A-02872                                                              | Podul Carol I cu statuile „Dorobanții”                                                             | oraș Cernavodă                                      | Pod peste Dunăre, lângă gara C. F.R. Cernavodă 44.3422°N 28.0277°E | 1890-1895 Anghel Saligny                                                          | Alte imagini          | Raportează eroare |
| CT-II-s-B-02875                                                              | Sit urban                                                                                          | oraș Cernavodă                                      | Str. Dacia, Eminescu M., Ovidiu, Bălcescu N., Asachi Gh., Canalului, Călărași |                                                                                   | Încarcă foto \| video | Raportează eroare |
| CT-II-m-A-02873                                                              | Biserica „Sf. Împărați Constantin și Elena”                                                        | oraș Cernavodă                                      | Str. Canalului | 1882-1895                                                                         |                       | Raportează eroare |
| CT-II-m-A-02874                                                              | Geamie                                                                                             | oraș Cernavodă                                      | Str. Crișan 4 44.3397°N 28.0338°E | 1756 Sultanul Osman III (ctitor)                                                  |                       | Raportează eroare |
| CT-II-m-B-02876                                                              | Casă                                                                                               | oraș Cernavodă                                      | Str. Dacia 5 44.33647°N 28.03273°E | 1907                                                                              |                       | Raportează eroare |
| CT-II-m-B-02877                                                              | Casă cu spații comerciale                                                                          | oraș Cernavodă                                      | Str. Dacia 24 | sf. sec. XIX – înc. sec. XX                                                       | Încarcă foto \| video | Raportează eroare |
| CT-II-m-B-02878                                                              | Casă                                                                                               | oraș Cernavodă                                      | Str. Dumbravei 15 | înc. sec. XX                                                                      | Încarcă foto \| video | Raportează eroare |
| CT-II-m-B-02879                                                              | Fosta școală                                                                                       | oraș Cernavodă                                      | Str. Mircea cel Batrân 7 | sf. sec. XIX - înc. sec. XX                                                       | Încarcă foto \| video | Raportează eroare |
| CT-II-m-A-02880                                                              | Hotel „Belona”                                                                                     | localitatea Eforie Nord; oraș Eforie                | Str. Vladimirescu Tudor 12 | dec. IV sec. XX G. M. Cantacuzino                                                 |                       | Raportează eroare |
| CT-II-m-B-02881                                                              | Geamie                                                                                             | sat Fântâna Mare; comuna Independența               | 43.97905°N 28.05668°E | sec. XIX                                                                          |                       | Raportează eroare |
| CT-II-m-B-02883                                                              | Biserica „Sf. Nicolae”                                                                             | sat Gârliciu; comuna Gârliciu                       | | 1865-1902                                                                         | Încarcă foto \| video | Raportează eroare |
| CT-II-s-B-02884                                                              | Sit urban                                                                                          | oraș Hârșova                                        | Str. Ardealului, 23 August, Eternității, prel. Cuza Al. I., malul Dunării |                                                                                   |                       | Raportează eroare |
| CT-II-a-B-02889                                                              | Ansamblul Vasile Cotovu                                                                            | oraș Hârșova                                        | Str. 9 Mai 2 | 1902                                                                              |                       | Raportează eroare |
| CT-II-m-B-02889.01                                                           | Fosta școală                                                                                       | oraș Hârșova                                        | Str. 9 Mai 2 | 1902                                                                              |                       | Raportează eroare |
| CT-II-m-B-02889.02                                                           | Locuința directorului                                                                              | oraș Hârșova                                        | Str. 9 Mai 2 | 1902                                                                              | Încarcă foto \| video | Raportează eroare |
| CT-II-m-B-02885                                                              | Casa Dutzu Pappuc                                                                                  | oraș Hârșova                                        | Str. Crinului 16 | înc. sec. XIX                                                                     | Încarcă foto \| video | Raportează eroare |
| CT-II-m-B-02886                                                              | Casă                                                                                               | oraș Hârșova                                        | Str. Ovidiu 8 | sf. sec. XIX                                                                      | Încarcă foto \| video | Raportează eroare |
| CT-II-m-B-02887                                                              | Casă                                                                                               | oraș Hârșova                                        | Str. Ovidiu 10 | sf. sec. XIX - înc. sec. XX                                                       | Încarcă foto \| video | Raportează eroare |
| CT-II-m-B-02888                                                              | Casă                                                                                               | oraș Hârșova                                        | Str. Ovidiu 11 | sf. sec. XIX - înc. sec. XX                                                       | Încarcă foto \| video | Raportează eroare |
| CT-II-m-B-02890                                                              | Casă                                                                                               | oraș Hârșova                                        | Str. Vadului 1 | sf. sec. XIX                                                                      | Încarcă foto \| video | Raportează eroare |
| CT-II-m-B-02891                                                              | Casă cu prăvălie                                                                                   | oraș Hârșova                                        | Str. Vadului 4 | 1923                                                                              |                       | Raportează eroare |
| CT-II-m-A-02892 (RAN: 60810.03)                                              | Geamie                                                                                             | oraș Hârșova                                        | Str. Vadului 8 | 1812                                                                              | Alte imagini          | Raportează eroare |
| CT-II-m-A-20919                                                              | Biserica „Sfânta Treime - Sfântul Nicolae”                                                         | sat Istria; comuna Istria                           | Str. Bisericii 1 | 1860                                                                              | Alte imagini          | Raportează eroare |
| CT-II-m-A-02893                                                              | Biserica „Sf. Mare Mucenic Dimitrie”                                                               | sat Izvoarele; comuna Lipnița                       | | a doua jum. a sec. XIX                                                            | Încarcă foto \| video | Raportează eroare |
| CT-II-s-B-02894                                                              | Sit rural                                                                                          | sat Izvoarele; comuna Lipnița                       | |                                                                                   | Încarcă foto \| video | Raportează eroare |
| CT-II-m-B-02895                                                              | Cișmea din piatră                                                                                  | sat Lipnița; comuna Lipnița                         | În centrul satului | 1902                                                                              |                       | Raportează eroare |
| CT-II-m-A-02896                                                              | Fosta vilă Regală, azi club „Castel”                                                               | localitatea Mamaia; municipiul Constanța            | În centrul stațiunii 44.2384°N 28.6246°E | 1926 Mario Stoppa (arhitect)                                                      |                       | Raportează eroare |
| CT-II-a-B-21001                                                              | Ansamblul Cazinoul Mamaia                                                                          | localitatea Mamaia; municipiul Constanța            | 44.2355°N 28.6258°E |                                                                                   | Alte imagini          | Raportează eroare |
| CT-II-a-B-21001.01                                                           | Pavilion central, restaurant                                                                       | localitatea Mamaia; municipiul Constanța            | 44.2354°N 28.62578°E |                                                                                   |                       | Raportează eroare |
| CT-II-a-B-21001.02                                                           | Corpuri laterale cu cabine                                                                         | localitatea Mamaia; municipiul Constanța            | |                                                                                   |                       | Raportează eroare |
| CT-II-a-B-21001.03                                                           | Pod cu bar maritim                                                                                 | localitatea Mamaia; municipiul Constanța            | |                                                                                   |                       | Raportează eroare |
| CT-II-s-B-02899                                                              | Sit urban                                                                                          | municipiul Mangalia                                 | Str. Frumoasei, Pârvan V., Mărășești, Alecsandri V., Eminescu M., 1 Decembrie 1918, Mihai Viteazul, Delfinului, str. Mircea cel Bătrân, str. Izvor |                                                                                   |                       | Raportează eroare |
| CT-II-m-A-02897 (RAN: 60491.18)                                              | Casa Mehmet Hagi Ismail                                                                            | municipiul Mangalia                                 | Str. Delfinului 12 | sf. sec. XVIII                                                                    | Încarcă foto \| video | Raportează eroare |
| CT-II-m-B-02898                                                              | Casa Șerban                                                                                        | municipiul Mangalia                                 | Str. Delfinului 16 | sf. sec. XIX                                                                      | Încarcă foto \| video | Raportează eroare |
| CT-II-m-B-02900                                                              | Biserica „Sf. Gheorghe”                                                                            | municipiul Mangalia                                 | Str. Mihai Viteazul 7 43.81218°N 28.58206°E | 1914-1929                                                                         |                       | Raportează eroare |
| CT-II-a-A-02901                                                              | Ansamblul geamiei „Esmahan Sultan”                                                                 | municipiul Mangalia                                 | Str. Oituz 1 43.8102°N 28.58297°E | 1590                                                                              | Alte imagini          | Raportează eroare |
| CT-II-m-A-02901.01                                                           | Geamia „Esmahan Sultan”                                                                            | municipiul Mangalia                                 | Str. Oituz 1 43.8102°N 28.58297°E | 1590                                                                              |                       | Raportează eroare |
| CT-II-m-B-02902                                                              | Școală, corpul vechi                                                                               | municipiul Mangalia                                 | Str. Oituz 2 | înc. sec. XX                                                                      |                       | Raportează eroare |
| CT-II-s-B-02909                                                              | Sit urban                                                                                          | municipiul Medgidia                                 | Str. Poporului, Griviței, Rahova, Impăratul Traian, Tineretului, Ovidiu, Bălcescu Nicolae, Republicii, Decebal, Kemal Agi Amet, Olteniei |                                                                                   | Încarcă foto \| video | Raportează eroare |
| CT-II-m-B-02903                                                              | Casă                                                                                               | municipiul Medgidia                                 | Str. Decebal 13 | înc. sec. XX                                                                      | Încarcă foto \| video | Raportează eroare |
| CT-II-m-A-02904                                                              | Geamie                                                                                             | municipiul Medgidia                                 | Str. Decebal 10 44.24553°N 28.27072°E | 1857-1865 Sultanul Abdul-Medjid (ctitor)                                          | Alte imagini          | Raportează eroare |
| CT-II-m-B-02905                                                              | Casă                                                                                               | municipiul Medgidia                                 | Str. Decebal 12 | înc. sec. XX                                                                      |                       | Raportează eroare |
| CT-II-m-B-02906                                                              | Casă                                                                                               | municipiul Medgidia                                 | Str. Decebal 37 | sf. sec. XIX                                                                      |                       | Raportează eroare |
| CT-II-m-B-02907                                                              | Casa Murad G. Ali                                                                                  | municipiul Medgidia                                 | Str. Kemal, Agi Amet 24 | 1906                                                                              |                       | Raportează eroare |
| CT-II-m-B-02908                                                              | Fosta baie turcească                                                                               | municipiul Medgidia                                 | Str. Poporului 36A | sf. sec. XIX                                                                      |                       | Raportează eroare |
| CT-II-m-B-02910                                                              | Seminar musulman                                                                                   | municipiul Medgidia                                 | Str. Poporului 36A | sf. sec. XIX                                                                      |                       | Raportează eroare |
| CT-II-m-B-02911                                                              | Casă                                                                                               | municipiul Medgidia                                 | Str. Republicii 36B | înc. sec. XX                                                                      |                       | Raportează eroare |
| CT-II-m-B-02912                                                              | Casă                                                                                               | municipiul Medgidia                                 | Str. Republicii 56 | înc. sec. XX                                                                      | Încarcă foto \| video | Raportează eroare |
| CT-II-a-B-02865                                                              | Ansamblul Gara Murfatlar                                                                           | oraș Murfatlar                                      | Calea București 1J-3 | înc. sec. XX                                                                      |                       | Raportează eroare |
| CT-II-m-B-02865.01                                                           | Gara Murfatlar                                                                                     | oraș Murfatlar                                      | Calea București 3 44.1777°N 28.4017°E | înc. sec. XX                                                                      |                       | Raportează eroare |
| CT-II-m-B-02865.02                                                           | Turn de apă                                                                                        | oraș Murfatlar                                      | Calea București 1J 44.1771°N 28.4021°E | înc. sec. XX                                                                      |                       | Raportează eroare |
| CT-II-m-A-02866                                                              | Biserica „Nașterea Maicii Domnului”                                                                | oraș Murfatlar                                      | Str. Credinței 9 44.1713°N 28.4116°E | 1903-1906 D. Bănescu (arhitect)                                                   |                       | Raportează eroare |
| CT-II-m-B-02867                                                              | Casă                                                                                               | oraș Murfatlar                                      | Intrarea Fântâniței 3 | înc. sec. XX                                                                      | Încarcă foto \| video | Raportează eroare |
| CT-II-m-B-02868                                                              | Casă                                                                                               | oraș Murfatlar                                      | Intrarea Fântâniței 9 | sf. sec. XIX                                                                      | Încarcă foto \| video | Raportează eroare |
| CT-II-m-B-02869                                                              | Casa Stamatopoulos                                                                                 | oraș Murfatlar                                      | Intrarea Fântâniței 9A | 1899                                                                              | Încarcă foto \| video | Raportează eroare |
| CT-II-m-B-20160                                                              | Casă                                                                                               | oraș Murfatlar                                      | Str. Fântâniței f.n. | înc. sec. XX                                                                      | Încarcă foto \| video | Raportează eroare |
| CT-II-m-A-02870                                                              | Conacul Kogălniceanu, azi Grădiniță                                                                | oraș Murfatlar                                      | Aleea Mărgăritarelor 16 44.17447°N 28.40584°E | sf. sec. XIX - înc. sec. XX                                                       | Încarcă foto \| video | Raportează eroare |
| CT-II-m-B-02871                                                              | Casa Omer Bechir Bey                                                                               | oraș Murfatlar                                      | Str. Matei Corvin 2 | sf. sec. XIX                                                                      | Încarcă foto \| video | Raportează eroare |
| CT-II-m-B-02913                                                              | Biserica „Sf. Nicolae”                                                                             | sat Nistorești; comuna Pantelimon                   | | 1896                                                                              | Încarcă foto \| video | Raportează eroare |
| CT-II-m-B-02914                                                              | Cișmea din piatră                                                                                  | sat Oltina; comuna Oltina                           | La 9 km SV de Dunăre, la km 3,45 | mijl.sec. XIX                                                                     | Încarcă foto \| video | Raportează eroare |
| CT-II-m-A-02915                                                              | Biserica „Înălțarea Domnului”                                                                      | sat Satu Nou; comuna Oltina                         | | 1863                                                                              |                       | Raportează eroare |
| CT-II-m-A-02916                                                              | Biserica de lemn „Adormirea Maicii Domnului” („Sf. Maria Mare”)                                    | oraș Techirghiol                                    | Str. Ovidiu 7 44.05208°N 28.60105°E | sec. XVIII                                                                        | Alte imagini          | Raportează eroare |
| CT-II-m-B-02917                                                              | Biserica „Sf. Gheorghe”                                                                            | sat Tichilești; comuna Horia                        | | 1892-1895                                                                         | Încarcă foto \| video | Raportează eroare |
| CT-II-m-B-02918                                                              | Cișmea din piatră                                                                                  | sat Valea Țapului; oraș Băneasa                     | În fosta vatră a satului desființat, actual extravilan | sf. sec. XIX                                                                      |                       | Raportează eroare |
| CT-II-m-B-02919                                                              | Biserica „Sf. Voievozi”                                                                            | sat Vulturu; comuna Vulturu                         | Str. Preot Anton Popescu 8 | 1888                                                                              | Încarcă foto \| video | Raportează eroare |
| CT-III-m-B-02920                                                             | Statuia lui Mihai Eminescu                                                                         | municipiul Constanța                                | Faleza Cazino, în zona „Farului Genovez” 44.1721°N 28.6651°E | 1932 Oscar Han (sculptor)                                                         |                       | Raportează eroare |
| CT-III-m-B-02921                                                             | Statuia „Arcașul”                                                                                  | municipiul Constanța                                | Bd. Elisabeta 1, colț cu str. Arhiepiscopiei, în fața Muzeului „Ion Jalea” 44.17055°N 28.66055°E | 1961                                                                              |                       | Raportează eroare |
| CT-III-m-B-02922                                                             | Grupul statuar „Pescarii”                                                                          | municipiul Constanța                                | Faleza Cazinoîn zona bd. Elisabeta colț cu str. Constantin Brâncoveanu | 1959 Cornel Medrea (sculptor)                                                     |                       | Raportează eroare |
| CT-III-m-B-02923                                                             | Arta monumentală „Marea și navigația”                                                              | municipiul Constanța                                | Parapetul digului Portului „Tomis” | 1965 Zoe Băicoianu                                                                | Încarcă foto \| video | Raportează eroare |
| CT-III-m-A-02924                                                             | Statuia lui Anghel Saligny                                                                         | municipiul Constanța                                | Bd. Elisabeta, colț cu str. Ovidiu, deasupra Porții nr. 1 Port Constanta | 1957                                                                              | Încarcă foto \| video | Raportează eroare |
| CT-III-m-B-02925                                                             | Basorelief „Oameni cu tauri”                                                                       | municipiul Constanța                                | Bd. Elisabeta 1, colț cu Str. Arhiepiscopiei, în fața Muzeului „Ion Jalea” | 1964                                                                              |                       | Raportează eroare |
| CT-III-m-B-02926                                                             | Bustul lui Vasile Pârvan                                                                           | municipiul Constanța                                | Bd. Ferdinand, intersecție cu str. Răscoala 1907, lângă zidul de incintă al cetății Tomis - „Poarta Măcelarilor” | 1957                                                                              |                       | Raportează eroare |
| CT-III-m-B-02927                                                             | Bustul lui Grigore Antipa                                                                          | municipiul Constanța                                | Bd. Mamaia 300, Institutul Național de Cercetare - Dezvoltare Marină „Grigore Antipa” | 1958                                                                              |                       | Raportează eroare |
| CT-III-m-A-02928                                                             | Statuia lui Ovidiu                                                                                 | municipiul Constanța                                | Piața Ovidiu 44.17433°N 28.65854°E | 1887 Ettore Ferrari (artist)                                                      | Alte imagini          | Raportează eroare |
| CT-III-m-B-02929                                                             | Statuia „Odihnă”                                                                                   | municipiul Constanța                                | Str. Soveja 17, Clubul elevilor |                                                                                   | Încarcă foto \| video | Raportează eroare |
| CT-III-m-B-02930                                                             | Statuia „Selena”                                                                                   | municipiul Constanța                                | Str. Soveja 17, Clubul elevilor | 1967                                                                              | Încarcă foto \| video | Raportează eroare |
| CT-III-m-B-02931                                                             | Grup statuar „Faun și nimfă”                                                                       | municipiul Constanța                                | Bd. Tomis, în parcul Teatrului Național de Operă și Balet „Oleg Danovski” Constanța | 1963                                                                              |                       | Raportează eroare |
| CT-III-m-A-02932                                                             | Bustul lui Ion Bănescu                                                                             | municipiul Constanța                                | Bd. Tomis 51, parcul Primăriei | 1910                                                                              |                       | Raportează eroare |
| CT-III-m-B-02933                                                             | Statuia „Copilul cu broasca”                                                                       | municipiul Constanța                                | Bd. Tomis 82, lângă intrarea la Muzeul de Artă Constanța | 1962                                                                              |                       | Raportează eroare |
| CT-III-m-B-02934                                                             | 2 Basoreliefuri „Tineri Sportivi”                                                                  | municipiul Constanța                                | Bd. Tomis 102-104, Pe fațada de SE a Sălii Sporturilor Constanța | 1960                                                                              |                       | Raportează eroare |
| CT-III-m-B-02935                                                             | Statuia „Aruncătorul cu discul”                                                                    | municipiul Constanța                                | Bd. Tomis 104, Sala Sporturilor | 1958                                                                              |                       | Raportează eroare |
| CT-III-m-B-02950                                                             | Basorelief                                                                                         | municipiul Constanța                                | În custodie la S.C. EDIL URBAN | 1963                                                                              | Încarcă foto \| video | Raportează eroare |
| CT-III-m-B-02949                                                             | Statuia „Tinerețe”                                                                                 | municipiul Constanța                                | Bd. Tomis, în parcul Teatrului Național de Operă și Balet „Oleg Danovski” Constanța | 1962                                                                              |                       | Raportează eroare |
| CT-III-m-B-02953                                                             | Statuia „Extaz”                                                                                    | municipiul Constanța                                | Bd. Tomis, în parcul Teatrului Național de Operă și Balet „Oleg Danovski” Constanța | 1962                                                                              |                       | Raportează eroare |
| CT-III-m-B-02937                                                             | Statuia „Fata cu floarea”                                                                          | localitatea Eforie Nord; oraș Eforie                | Bd. Vladimirescu Tudor, lângă restaurantul „Neon” | 1964                                                                              |                       | Raportează eroare |
| CT-III-m-B-02938                                                             | Statuia „Rod”                                                                                      | localitatea Eforie Nord; oraș Eforie                | Bd. Vladimirescu Tudor, lângă hotel „Belona” | 1964 Boris Caragea (sculptor)                                                     | Încarcă foto \| video | Raportează eroare |
| CT-III-m-B-02939                                                             | Artă monumentală „Decor dobrogean”                                                                 | localitatea Eforie Sud; oraș Eforie                 | Lângă Cantina nr. 1 | 1962                                                                              | Încarcă foto \| video | Raportează eroare |
| CT-III-m-B-02940                                                             | Fresca „Marea”                                                                                     | localitatea Eforie Sud; oraș Eforie                 | Lângă Cantina nr. 1 | 1962                                                                              | Încarcă foto \| video | Raportează eroare |
| CT-III-m-B-02941                                                             | Bustul lui Ioan Cotovu                                                                             | oraș Hârșova                                        | Str. Șoseaua Constanței 26, În curtea Liceul „Ioan Cotovu” | 1934                                                                              | Încarcă foto \| video | Raportează eroare |
| CT-III-m-B-02942                                                             | Statuia „Pe valuri”                                                                                | localitatea Mamaia; municipiul Constanța            | Hotel „IAKI”, curtea interioară | 1963                                                                              |                       | Raportează eroare |
| CT-III-m-B-02943                                                             | Arta monumentală „Artele”                                                                          | localitatea Mamaia; municipiul Constanța            | Restaurantul hotelului „Central” | 1962                                                                              |                       | Raportează eroare |
| CT-III-m-B-02944                                                             | Statuia „Fată la mare”                                                                             | localitatea Mamaia; municipiul Constanța            | Hotel „Central”, spațiu verde spre Promenada | 1961 Cornel Medrea (sculptor)                                                     |                       | Raportează eroare |
| CT-III-m-B-02945                                                             | Statuia „Sirena și delfinul”                                                                       | localitatea Mamaia; municipiul Constanța            | Hotel „Doina” Bazin spre Promenadă | 1961 Cornel Medrea (sculptor)                                                     | Încarcă foto \| video | Raportează eroare |
| CT-III-m-B-02946                                                             | Statuia „În soare”                                                                                 | localitatea Mamaia; municipiul Constanța            | Hotel „Dacia Sud”, pe terasa acoperită a restaurantului hotelului | 1962                                                                              |                       | Raportează eroare |
| CT-III-m-B-02947                                                             | Grup statuar „Confidența”                                                                          | localitatea Mamaia; municipiul Constanța            | Complex hotelier Victoria în spațiul verde spre Promenada | 1963                                                                              |                       | Raportează eroare |
| CT-III-m-B-02948                                                             | Statuia „Răsăritul”                                                                                | localitatea Mamaia; municipiul Constanța            | Hotel „Pelican”, spațiu verde spre Promenadă | 1961                                                                              |                       | Raportează eroare |
| CT-III-m-B-02951                                                             | Grup statuar „Maternitatea”                                                                        | localitatea Mamaia; municipiul Constanța            | Hotel „Select”, teren spațiu verde din spatele hotelului, spre plajăîn spațiul verde spre Promenadă | 1956                                                                              |                       | Raportează eroare |
| CT-III-m-B-02952                                                             | Statuia „Nufărul”                                                                                  | localitatea Mamaia; municipiul Constanța            | Hotel „Sulina”, în centrul bazinului din spatele hotelului în bazinul spre Promenadă | 1962                                                                              |                       | Raportează eroare |
| CT-III-m-B-02954                                                             | Statuia „Jucătoare de tenis”                                                                       | localitatea Mamaia; municipiul Constanța            | Hotel „Tomis”, pe spațiul verde din spatele hotelului, spre plajă în spațiul verde spre Promenadă | 1961                                                                              | Încarcă foto \| video | Raportează eroare |
| CT-III-m-B-20163                                                             | Statuie „Fata cu căprioara”                                                                        | localitatea Mamaia; municipiul Constanța            | Cinema „Albatros” | 1964                                                                              | Încarcă foto \| video | Raportează eroare |
| CT-III-m-B-20164                                                             | Statuia „Fecioara cu mărul”                                                                        | localitatea Mamaia; municipiul Constanța            | Hotel „Cazino” | 1943                                                                              | Încarcă foto \| video | Raportează eroare |
| CT-III-m-B-20165                                                             | Grup statuar „Nou născut”                                                                          | localitatea Mamaia; municipiul Constanța            | Hotel „Rex” | 1958                                                                              | Încarcă foto \| video | Raportează eroare |
| CT-III-m-B-20166                                                             | Bustul lui Ovidiu                                                                                  | localitatea Mamaia; municipiul Constanța            | Hotel „Ovidiu” | 1958                                                                              | Încarcă foto \| video | Raportează eroare |
| CT-III-m-B-20167                                                             | Grup statuar „Primăvara”                                                                           | localitatea Mamaia; municipiul Constanța            | Hotel „Ovidiu” | 1964                                                                              | Încarcă foto \| video | Raportează eroare |
| CT-III-m-A-02955                                                             | Statuia „Femeie cu harpă”                                                                          | municipiul Medgidia                                 | Piațeta Decebal | 1933                                                                              |                       | Raportează eroare |
| CT-III-m-B-02956                                                             | Basorelief                                                                                         | sat Mihail Kogălniceanu; comuna Mihail Kogălniceanu | | 1957                                                                              | Încarcă foto \| video | Raportează eroare |
| CT-III-m-B-02936                                                             | Basorelief „Vinificatia”                                                                           | oraș Murfatlar                                      | Str. Calea București 2, Stațiunea Experimentală | 1965                                                                              | Încarcă foto \| video | Raportează eroare |
| CT-III-m-B-02957                                                             | Statuie „Fata șezând”                                                                              | localitatea Neptun; municipiul Mangalia             | Hotel „Traian” | 1945                                                                              | Încarcă foto \| video | Raportează eroare |
| CT-IV-m-B-02958                                                              | Monumentul „Eroii Hârșovei morți pentru patrie în războiul pentru întregirea neamului 1916 - 1919” | oraș Hârșova                                        | Str. Vadului, în scuarul din centrul vechi | 1924                                                                              |                       | Raportează eroare |
| CT-IV-a-A-20990                                                              | Peșterile „Sf. Apostol Andrei”                                                                     | sat Ion Corvin; comuna Ion Corvin                   | 44.0908°N 27.8256°E |                                                                                   | Alte imagini          | Raportează eroare |
| CT-IV-m-A-20990.01                                                           | Peștera mare „Sf. Apostol Andrei”                                                                  | sat Ion Corvin; comuna Ion Corvin                   | |                                                                                   |                       | Raportează eroare |
| CT-IV-m-A-20990.02                                                           | Peștera mică „Sf. Apostol Andrei”                                                                  | sat Ion Corvin; comuna Ion Corvin                   | |                                                                                   |                       | Raportează eroare |
| CT-IV-m-B-20991                                                              | Izvorul lui Mihai Eminescu                                                                         | sat Ion Corvin; comuna Ion Corvin                   | |                                                                                   | Încarcă foto \| video | Raportează eroare |
| CT-IV-m-B-02959                                                              | Cruce de piatră                                                                                    | sat Izvoarele; comuna Lipnița                       | În pădurea Pârjoaia, pe teritoriul fortificației romano-bizantine Sucidava | 1876                                                                              | Încarcă foto \| video | Raportează eroare |
| CT-IV-m-A-02901.02                                                           | Cimitir musulman                                                                                   | municipiul Mangalia                                 | Str. Oituz 1, în curtea geamiei Esmahan Sultan | sec. XVII                                                                         |                       | Raportează eroare |
| CT-IV-a-B-20989                                                              | Cimitirul internațional de onoare „Mircea cel Bătrân”                                              | satul Mircea Vodă; comuna Mircea Vodă               | Str. Gării 2 | 1926-1930                                                                         |                       | Raportează eroare |
| CT-IV-m-B-02960                                                              | Obelisc în memoria eroilor din primul război mondial                                               | sat Siliștea; comuna Siliștea                       | În centrul satului | 1924                                                                              |                       | Raportează eroare |
| CT-IV-m-B-02961                                                              | Obelisc în memoria eroilor din primul război mondial                                               | sat Târgușor; comuna Târgușor                       | În centrul satului | 1929                                                                              |                       | Raportează eroare |
| CT-IV-m-B-02962                                                              | Monumentul eroilor din primul război mondial 1916-1918                                             | oraș Techirghiol                                    | Scuarul din centru, pe faleză 44.05483°N 28.60302°E | 1926-1929 Dumitru Mățăoanu                                                        | Alte imagini          | Raportează eroare |
| CT-IV-m-B-02963                                                              | Monumentul eroilor din primul război mondial 1916-1918                                             | sat Topalu; comuna Topalu                           | În centrul satului | 1921                                                                              |                       | Raportează eroare |
| CT-IV-m-B-02964                                                              | Crucile eroilor din primul război mondial                                                          | sat Țepeș Vodă; comuna Siliștea                     | În curtea bisericii | 1917-1919                                                                         | Încarcă foto \| video | Raportează eroare |
| CT-IV-m-B-02965                                                              | Obelisc în memoria eroilor din primul război mondial                                               | sat Țepeș Vodă; comuna Siliștea                     | În curtea școlii | 1923                                                                              | Încarcă foto \| video | Raportează eroare |
| CT-IV-m-B-02966                                                              | Obelisc în memoria eroilor din primul război mondial                                               | sat Văleni; comuna Dobromir                         | În fața școlii | 1925                                                                              | Încarcă foto \| video | Raportează eroare |
| CT-IV-m-B-02967                                                              | Obelisc în memoria eroilor din primul război mondial                                               | sat Viroaga; comuna Cerchezu                        | În curtea bisericii | 1936                                                                              | Încarcă foto \| video | Raportează eroare |
| CT-IV-m-B-02968                                                              | Obelisc în memoria eroilor din primul război mondial                                               | sat Vulturu; comuna Vulturu                         | Str. Eroilor, în centrul satului | 1929                                                                              | Încarcă foto \| video | Raportează eroare |